# Jean Urvoy
Pour les articles homonymes, voir Urvoy.
Jean Baptiste Victor Urvoy est un artiste français né le 5 novembre 1898 à Dinan et mort le 21 juillet 1989 à Rennes.
Parallèlement à sa carrière d'instituteur, il s'initie à la peinture en autodidacte, puis se consacre principalement à la gravure, explorant diverses techniques telles que l'eau-forte, la lithographie et la gravure sur bois. Sa vie et son œuvre, profondément marqués par sa mobilisation durant les deux guerres mondiales, reste indissociables de sa Bretagne natale. Il expose ainsi au pavillon de Bretagne lors de l'exposition universelle de 1937, mais également dans d'autres salons parisiens tels que le Salon d'Automne ou le Salon des indépendants.
L'œuvre de Jean Urvoy explore des thèmes variés, de sa terre natale, le pays malouin et en particulier la vallée de la Rance, aux horreurs de la guerre, en passant par le monde circassien et la religion. Également écrivain, il a publié des ouvrages d'art qu'il a lui-même illustrés, dont une partie est préfacée par son ami écrivain Roger Vercel.

## Biographie

### Jeunesse

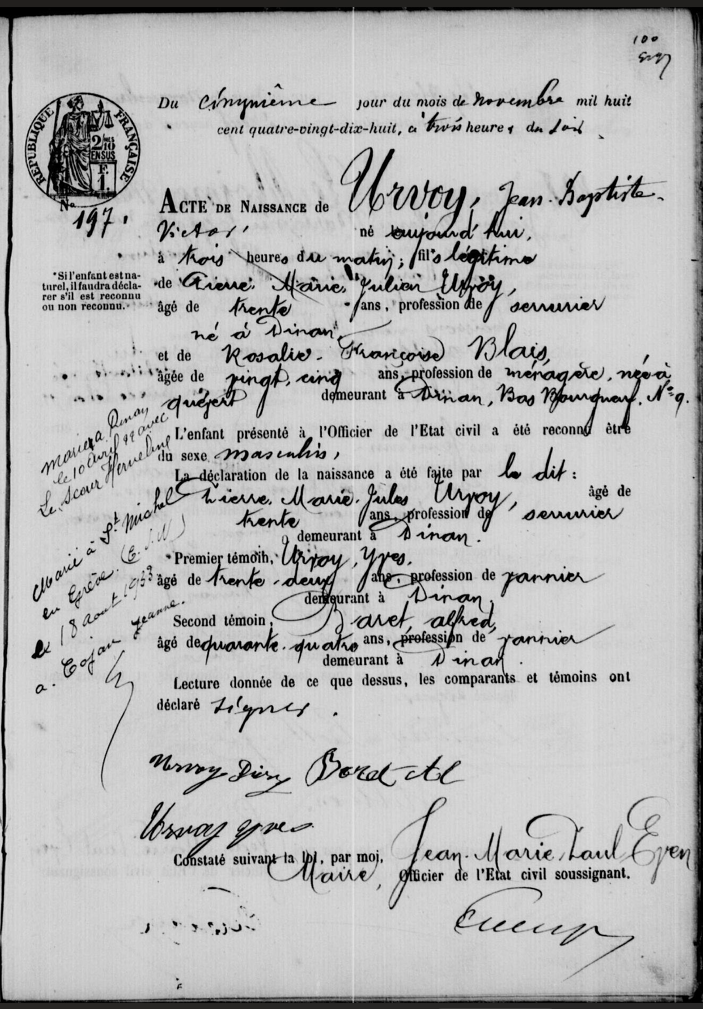
Acte de naissance de Jean Urvoy à Dinan le 5 novembre 1898.

Jean Urvoy, né le 5 novembre 1898 à Dinan,, dans les Côtes-d'Armor, est issu d’une famille dinannaise implantée de longue date. Fils de Pierre Marie Julien Urvoy et de Rosalie Françoise Blais, il grandit au sein d’une famille modeste, entouré de ses quatre frères et sœurs ainsi que de sa grand-mère maternelle, Rose Mahé. La famille réside rue Bas-Bourgneuf, avant de déménager rue de la Croix, alors qu’il est encore enfant,.

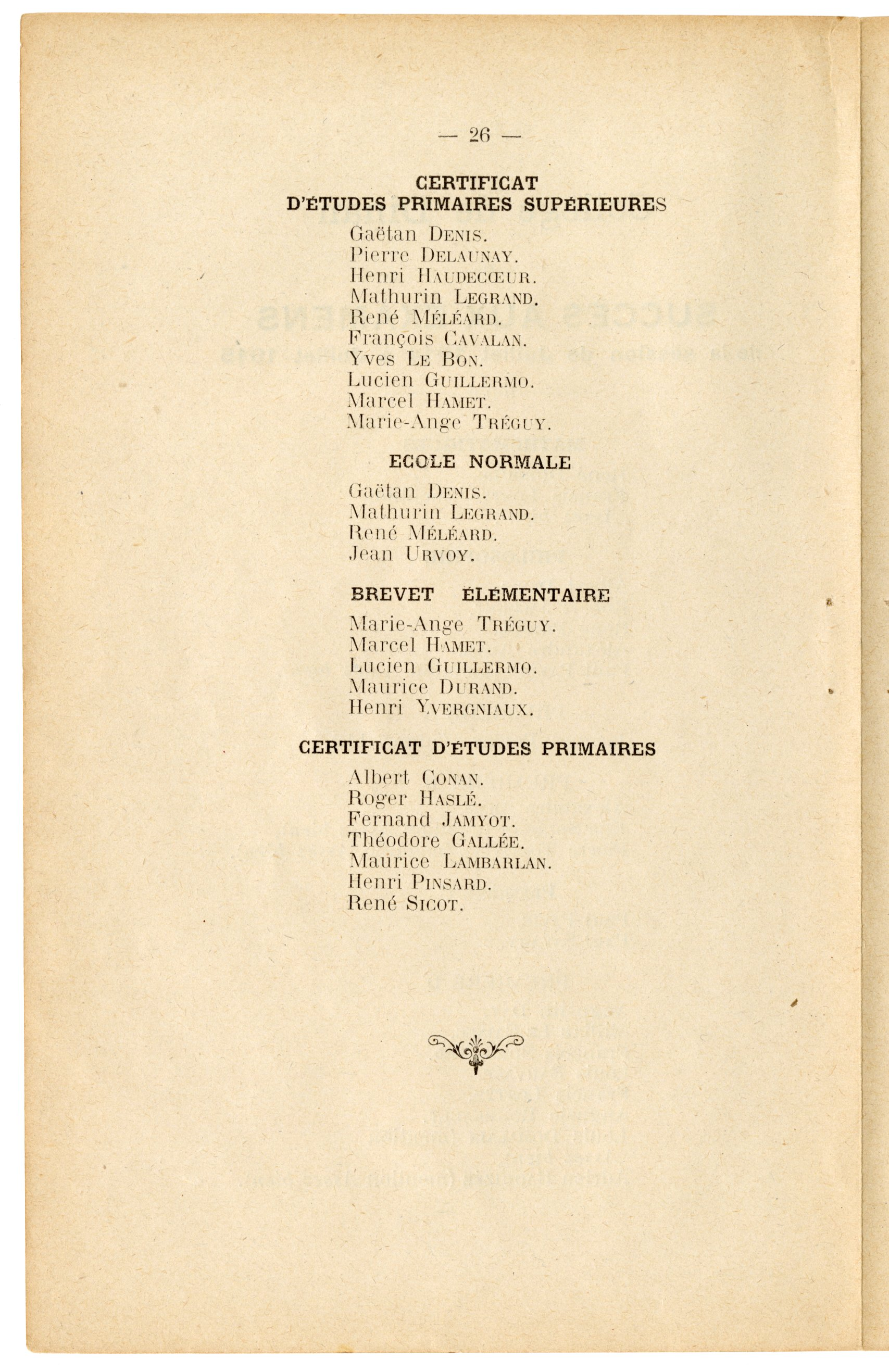
Admission de Jean Urvoy à l'Ecole normale de Saint-Brieuc le 13 juillet 1915.

Jean Urvoy commence sa scolarité au collège des garçons de Dinan,, devenu le collège Roger Vercel, situé rue Léhon. À partir de l'âge de 9 ans, il travaille à la pâtisserie Taffatz, où il est employé deux fois par semaine et pendant les vacances. Il a conservé cet emploi jusqu'à son départ pour Saint-Brieuc à l'âge de 16 ans.
Le 13 juillet 1915, Jean Urvoy est admis à l'École normale de Saint-Brieuc, où il se distingue particulièrement en mathématiques. Il choisit une carrière d’instituteur, motivé par le désir d'assurer rapidement une autonomie financière.
En 1917, à l'âge de 19 ans, Jean Urvoy est nommé instituteur au cours complémentaire de Rostrenen,. Il y enseigne le français, les mathématiques, l’histoire, la géographie et la musique à des élèves dont l'âge était similaire au sien. Il assure également l'enseignement du catéchisme en breton.

### La Première Guerre mondiale

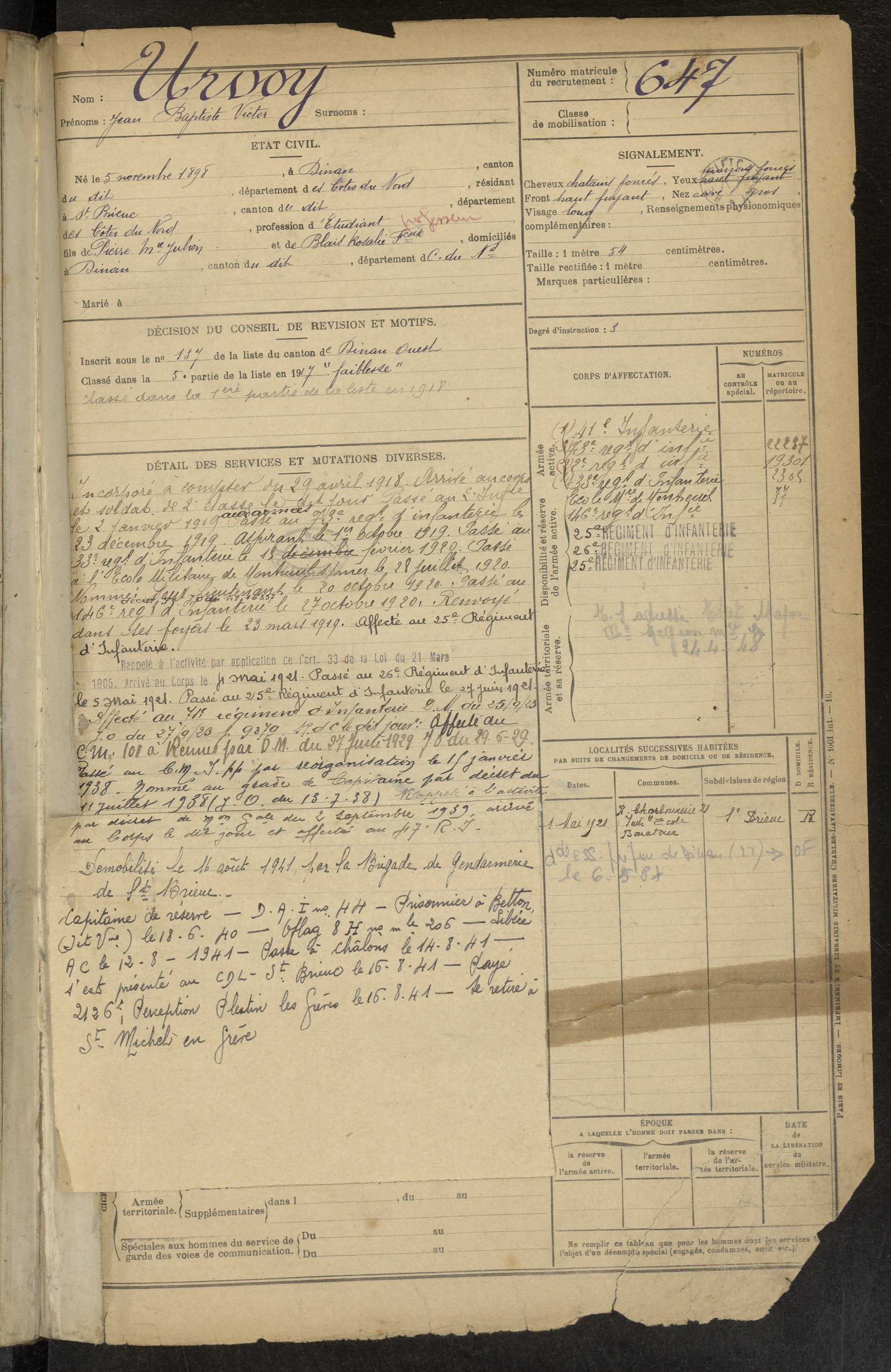
Fiche matricule militaire de Jean Urvoy (bureau de Saint-Brieuc-Dinan, classe 1918, registre 1 R 1550, matricule 647).

Dès 1914, la guerre plonge Jean Urvoy et la ville de Dinan dans un climat d'inquiétude. Le 3 août, son père et son oncle sont mobilisés. Lui-même est mobilisé le 18 avril 1918 sous le matricule 647, il est d'abord affecté aux classes à Mac Mahon, à Rennes, avant d'être envoyé dans les Vosges. À ce sujet, il écrit : « J’ai eu vingt ans dans les Vosges, six jours avant l’Armistice »,,.[pertinence contestée]
Promu aspirant le 1er octobre 1919, Jean Urvoy est affecté après l’armistice à l’école militaire de Montreuil-sur-Mer en juillet 1920, puis à l’école d’éducation physique du Fort Carré à Antibes. Malgré les encouragements de son colonel de régiment à poursuivre une carrière militaire, il choisit de revenir à la vie civile. Cependant, il est rapidement rappelé pour participer à l’occupation de la Ruhr,,.
Le 23 mars 1921, marqué par des images d'horreur, Jean Urvoy revient définitivement à la vie civile. De retour en Bretagne, il enseigne brièvement à l'école maternelle Baratoux de Saint-Brieuc, avant de solliciter une mutation pour se rapprocher de Dinan,,.

### L'entre-deux-guerres: le retour à Dinan

#### L’école primaire supérieure de Dinan
De retour à Dinan, Jean Urvoy intègre le 1er octobre 1921 l'école primaire supérieure, située rue Léhon, annexée au collège des garçons qu'il avait fréquenté durant son enfance. Nommé instituteur adjoint, il y enseigne le français, l’histoire et la géographie. Il occupe ce poste durant près de 40 ans.
Au sein de cet établissement, il côtoie et collabore notamment avec Roger Crétin, futur Roger Vercel, enseignant en lettres classiques (latin, français, grec) revenu de la guerre des Balkans, Herveline Le Scour, enseignante d'anglais, et Madeleine Adam, enseignante de musique.
Parallèlement à sa carrière d'enseignant, Jean Urvoy poursuit également des études à la faculté de Rennes, où il obtient une licence de lettres modernes,.

#### Vie privée
C’est à l’école primaire supérieure de Dinan que Jean Urvoy fait la connaissance d’Herveline Le Scour, une jeune femme originaire de Brest diplômée d’une licence de lettres en 1925. Ils se marient à Dinan le 10 avril 1922, en présence de Roger Vercel, collègue et ami,.
Le 29 mai 1931, la naissance de leur fille unique, Martine Urvoy, est suivie du décès d'Herveline, des suites d'une fièvre puerpérale. En deuil, Jean Urvoy retourne vivre chez sa mère, rue du Petit-Hôtel à Dinan, quelques mois plus tard,.
Deux ans après le décès de son épouse, Jean Urvoy se remarie avec Jeanne Cojan le 18 août 1933 à Saint-Michel-en-Grève. Fille d’un officier de cavalerie originaire de Plestin-les-Grèves,, elle lui fait découvrir le Trégor, une région qui a inspiré son oeuvre,.

#### Apprentissage et amitiés artistiques
Parallèlement à son enseignement à l’école primaire supérieure de Dinan, Jean Urvoy développe un intérêt pour l'art. Sans formation académique, il trouve son inspiration dans un réseau d'artistes locaux, notamment grâce à son amitié avec son collègue Roger Vercel, poète et écrivain,,,.
Durant cette période, Jean Urvoy développe également des relations avec d’autres artistes tels que Jean-Charles Contel,,, Gaspard Maillol, l'artiste Lenoir et l’imprimeur Raphaël. Ces rencontres le guident vers la pratique de la gouache et de la gravure.

### La Seconde Guerre mondiale

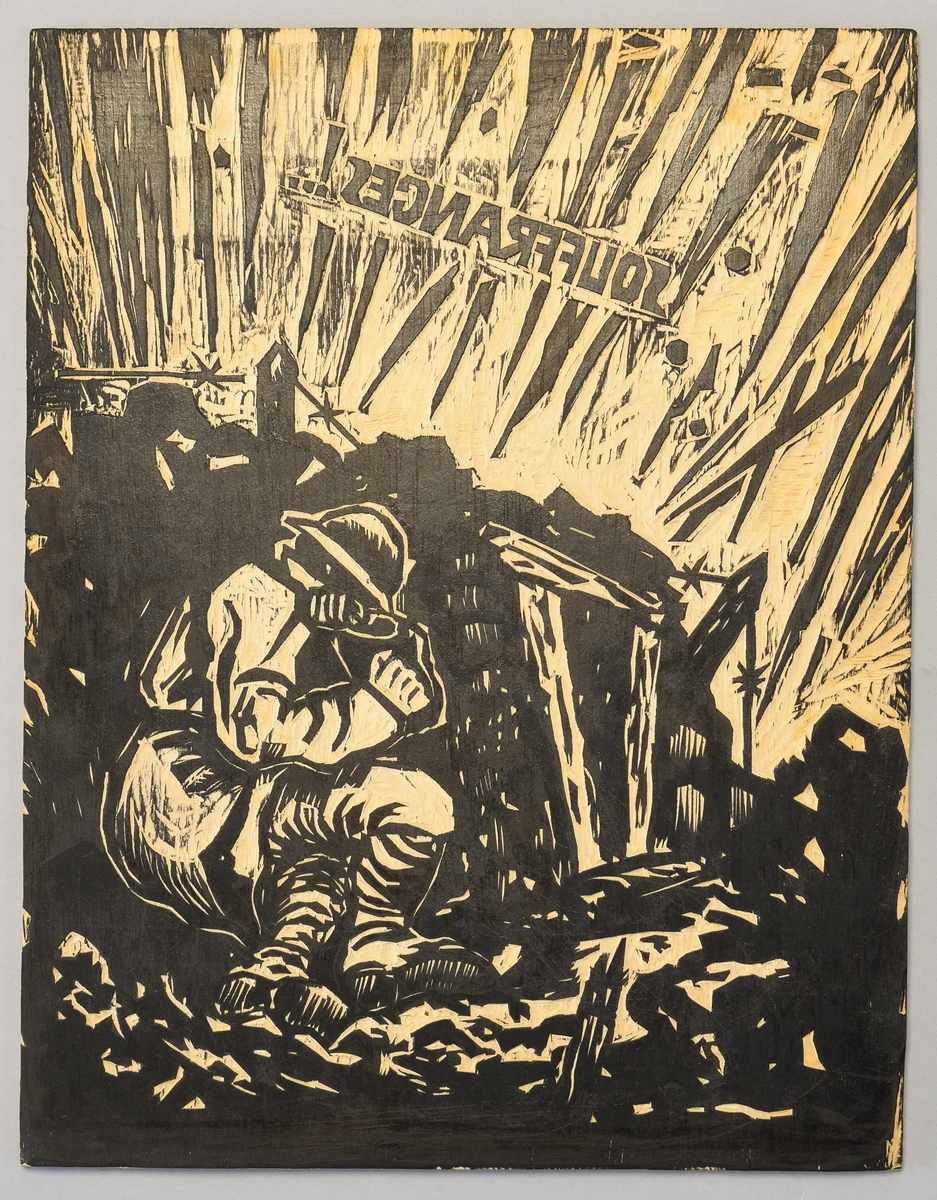
Jean Urvoy, Sans titre - Souffrances (1978), Musée d'Art et d'Histoire de Saint-Brieuc.

La montée des tensions internationales en 1938 manifeste la perspective d'une Seconde Guerre mondiale. Jean Urvoy, ayant été mobilisé lors de la Première Guerre mondiale, cesse de peindre et consacre une partie importante de ses journées à pêcher. Finalement mobilisé en 1939, il est nommé capitaine de la réserve de Rocabey à Saint-Malo, où il prend le commandement du 47e régiment d’infanterie. Il est ensuite envoyé sur le front de Lorraine,,.
En février 1940, la compagnie de Jean Urvoy participe à la défense du village d’Apach pendant 5 jours, obtenant une victoire. Cependant, l’emprisonnement de deux soldats de son régiment lui est reproché. Cette accusation entraîne un désaccord entre Jean Urvoy et son colonel. Après 6 mois de combat au front, Jean Urvoy est réaffecté à Saint-Brieuc pour l’instruction des troupes nouvellement mobilisées. Par la suite, il est mobilisé avec sa compagnie à la défense de la ville de Fougères, où ils sont faits prisonniers le 19 juin 1940. Enfermés à Betton à côté de Rennes, ils parviennent à s’évader et se réfugient à Évran. De là, Jean Urvoy rejoint Dinan pour récupérer quelques affaires, envisageant une fuite plus longue. Il renonce finalement à son projet, craignant les représailles sur sa famille, et se livre aux autorités le lendemain.
Emprisonné à l’Oflag VIII H, à Oberlangendorf, en Silésie, Jean Urvoy profite de cet exil de 14 mois pour se former à l'histoire de l'art auprès du capitaine Bossuat et étudier l'ancien français, dont il possède déjà un certificat,. Le 14 août 1941, il est libéré, bénéficiant des accords entre le Reich et l’État français négociés par l'ambassadeur Georges Scapini, et ce, en tant qu’ancien combattant de la Première Guerre mondiale. Il rapporte de ce séjour allemand forcé 21 aquarelles qui témoignent de la vie sur le camp,.

### Épanouissement artistique

#### Retour à l'enseignement
De retour à Dinan, Jean Urvoy reprend brièvement son poste de professeur à l'école primaire supérieure et débute la peinture auprès de son ami Pierre Rochereau, peintre et conservateur au musée de Dinan. Le 3 juin 1944, il reçoit du préfet des Côtes-du-Nord un ordre d’expulsion de Bretagne, avec obligation de quitter la région avant le 7 juin. En raison de son statut d'officier français en situation irrégulière, il doit envisager deux options : se réfugier chez des proches hors de la région ou se rendre dans l'Indre pour se présenter aux autorités allemandes. Il prévoit initialement de se rendre à Niort et informe l'école primaire supérieure de Dinan de son départ. Cependant, après l'annonce du débarquement du 6 juin, il renonce à ce projet et se rend chez sa sœur à Évran, où il passe son temps à pêcher. Après la fin de la guerre, il retourne à Dinan.

#### La peinture
Après la Seconde Guerre mondiale, Jean Urvoy se consacre de nouveau à la peinture. Il fréquente différents lieux en Bretagne, sources d’inspiration et modèles pour ses œuvres.

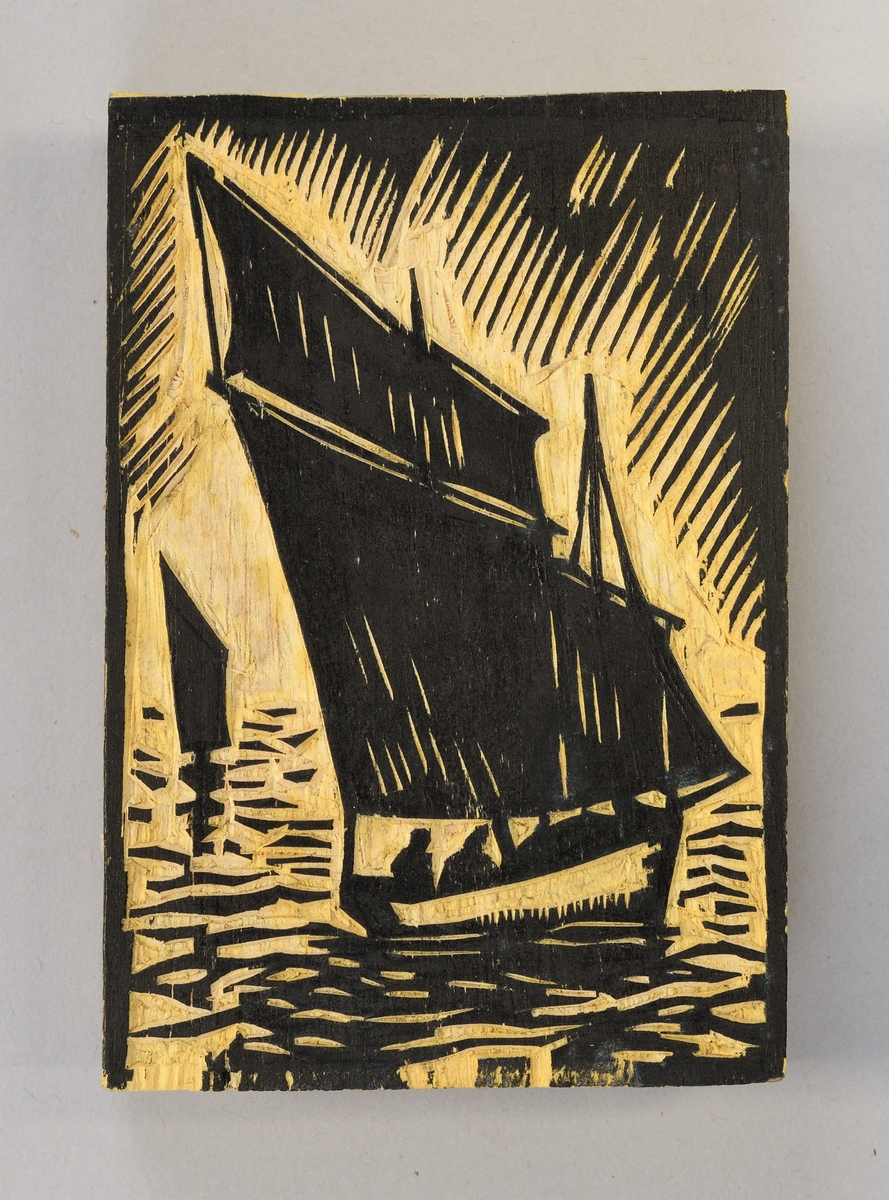
Jean Urvoy, Sans Titre (Voilier) (n. d., Musée d'Art et d'Histoire de Saint-Brieuc).

Jean Urvoy se rend régulièrement à Saint-Michel-en-Grève, dans le Trégor, où il séjourne dans la maison de vacances de son beau-père, la Villa Sole Mio. Entre 1933 et 1937, il y réalise plusieurs peintures, dont deux lavis et quatre gouaches sont conservés. Les sujets de ses œuvres incluent le paysage gris de la tangue, les silhouettes des marins au travail, le port à marée basse, la luminosité des coques de bateau, les ciels agités et la vie quotidienne de l’estran,. Interrompu par la Deuxième Guerre mondiale et par le déminage complet de Saint-Michel-en-Grève, il n’y revient qu’en 1950 et presque chaque année ensuite, jusqu’à sa mort.
Entre 1945 et 1950, Jean Urvoy passe plusieurs de ses vacances à Cancale : en 1947, 1948 et 1949. Bien connu des habitants et des pêcheurs, profondément attaché à la région, il s’applique à retranscrire les paysages côtiers et la campagne de la vallée de la Rance et du pays malouin. Selon l'artiste, le port de Cancale dépasse la Bretagne, c’est une ouverture sur le monde, une source d’inspiration inépuisable :

« Cancale est une porte ouverte sur le monde, écrivait-il. Ne vous fiez pas à l'allure bonasse des pêcheurs. Tel qui vous parle aujourd'hui était l'an dernier au Kerguelen, tel autre qui flâne à l'Épi, en chaussons de feutre, bras en écharpe, arrive du Groënland, tel autre a eu les jambes brisées par une vague. Les gens ne sont pas confinés au fond de leur baie. Ils ont les yeux fixés sur tous les ports où l'on prend et où l'on vend du poisson. Cancale fournit des capitaines à tous les chalutiers qui raclent les fonds de l'Islande ou de Terre-Neuve. »

#### L'écriture
À Cancale, Jean Urvoy élabore un projet de roman qui ne voit jamais le jour : il s’intéresse au parler régional, dont il retranscrit la phonétique, le vocabulaire et les expressions dans ses carnets, qu’il complète de recherches sur la vie quotidienne, notamment la pêche, la faune et la nourriture locales, le costume féminin.

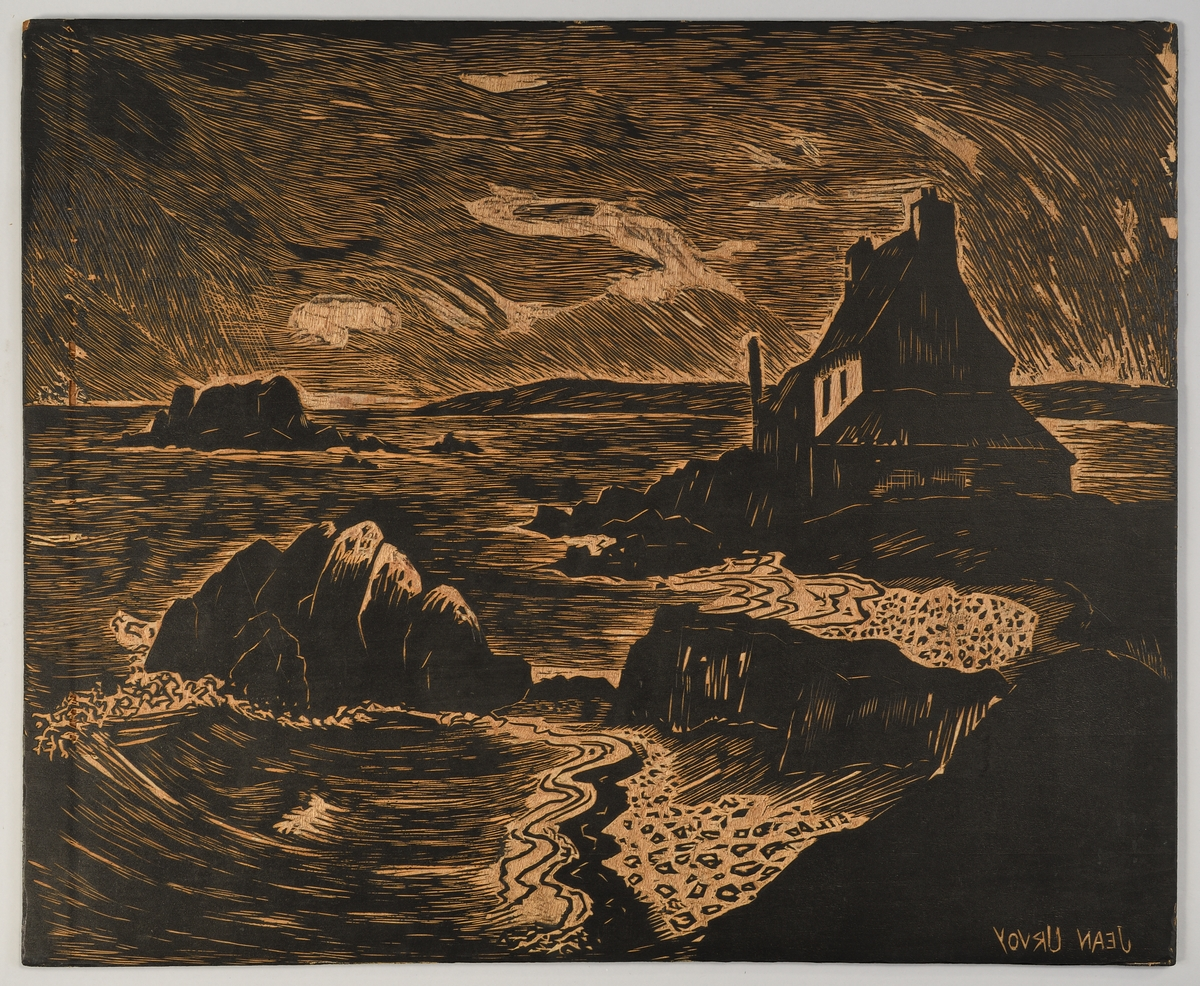
Jean Urvoy, La maison du bout du monde (n. d., Musée d'Art et d'Histoire de Saint-Brieuc).

Cette première tentative d’écriture cancalaise annonce l’entrée de Jean Urvoy dans le monde de la littérature à partir de 1950. Pour lui, c’est un moyen d’exprimer ce qu’il ne peut dire dans la gravure ou la peinture : 

« Comment peindre le mysticisme, les peines et les souffrances des Bretons dans la guerre, sur les Océans, la nostalgie du pays natal? »

#### Années 1960: retour à la gravure
À partir des années 1960, la gravure reprend une place plus importante dans le travail de Jean Urvoy. Il est inspiré par la Bible, la guerre, dont il garde un souvenir douloureux, et la Bretagne. Sa série de gravures Des travaux et des jours, témoigne de son intérêt constant pour le territoire du Trégor, ses traditions et les métiers qui le font vivre.

### La direction du Groupe des sept
En 1965, Jean Urvoy crée le Groupe des sept en compagnie de six autres artistes, et en devient le directeur. Cette amicale d'artistes dinannais a pour but la promotion collective de leurs œuvres souvent marquées par la région environnante, mais également la transmission et l'enseignement de la pratique artistique, en lien avec la municipalité de Dinan.

#### La création du Groupe
Le Groupe des sept est créé à l'initiative de Jean Urvoy et Franck Le Meur en avril 1965. Dans l'article qu'elle consacre à son sujet, Martine Urvoy reproduit une lettre adressée au maire de la ville de Dinan, Yves Blanchot, par le Secrétaire de l'Amicale des artistes de Dinan, Franck Le Meur. Il prend acte dans celle-ci de la création du Groupe des sept le 1er avril 1965, et en précise les trois objectifs :
- Promouvoir la diffusion artistique au sein de la ville, par des expositions de groupe et individuelles,
- Éduquer la jeunesse à l'art, notamment par l'animation d'un atelier municipal d'art qui serait ouvert gratuitement aux jeunes,
- Organiser la partie artistique des festivités dinannaises, en accord avec la mairie.

Le groupe arrive en partie à ses fins, puisqu'on lui connait au moins cinq expositions collectives. Mais les activités du groupe étant très peu documentées, il n'est pour l'instant pas possible de savoir s'ils ont pu mener à bout leurs autres projets.
La composition initiale du groupe, mentionnée par la lettre de 1965, est la suivante :
- Jean Urvoy, peintre
- Yves Floc'h, peintre, professeur de dessin
- Francis Guinard, statuaire
- Claude Marin, peintre
- Pierre Rochereau, peintre, professeur de dessin
- Jean Vercel, peintre, professeur de dessin
- Franck Le Meur, peintre

Pierre Rochereau et Claude Marin quittent le groupe à une date inconnue, et sont remplacés par une peintre, Yvonne Huet, et un céramiste, Jean Busson. À l'instar de Jean Urvoy, de nombreux artistes se considèrent avant tout comme peintres. Mais d'autres médiums sont également convoqués : Francis Guinard sculpte la pierre, Jean Busson est céramiste, Yves Floc'h double sa pratique d'un intérêt pour la photographie à partir de 1948...

#### Les expositions de Jean Urvoy au sein du groupe

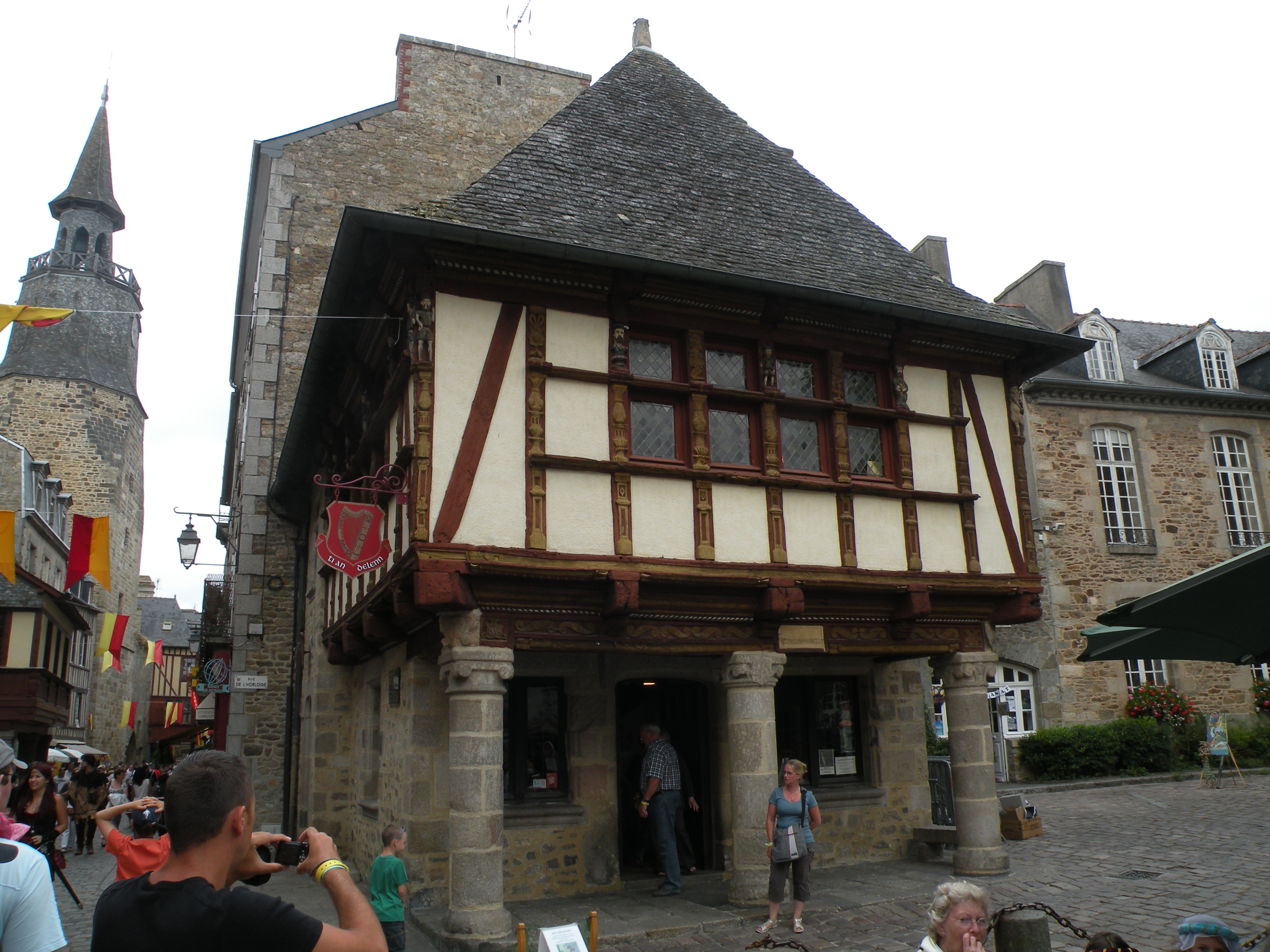
En 1965 et 1966, l'Hôtel Kératry, situé rue de l'Horloge à Dinan, accueille les expositions du groupe des Sept.

Les expositions recensées par Martine Urvoy sont les suivantes :
- Du 3 au 9 août 1965, exposition à l'hôtel Kératry, rue de l'Horloge
- En juillet 1966, exposition à l'hôtel Kératry
- Du 4 au 11 septembre 1966, exposition au Théâtre des Jacobins (dans le cadre de la Semaine commerciale), soit l'année même de l'inauguration de ce dernier[19].
- Du 26 novembre au 3 décembre, exposition à la galerie Marzin (aujourd'hui fermée, elle était située rue des Rouairies).
- En 1968, exposition dans le cadre des "Plaisirs d'Automne", pendant la Semaine commerciale.

Le groupe ne fait plus parler de lui après cette date.

#### La place de Jean Urvoy dans le Groupe des sept
Jean Urvoy est le seul autodidacte du groupe ; les autres artistes ont tous suivi une formation académique aux beaux-arts : Yves Floc'h suit d'abord les cours du soir de l'École régionale des beaux-arts de Rennes avec Franck Le Meur, avant de recevoir une bourse de l'Etat et d'être admis à l'École nationale supérieure des arts décoratifs de Paris. Yvonne Huet a été aux cours de l'Ecole des Beaux-Arts de Rouen puis de l'École nationale supérieure des beaux-arts de Paris, tout en suivant en parallèle la formation de l'Académie Julian. Francis Guinard aussi suit les cours des Beaux-Arts de Paris après ceux de Rennes. Jean Busson pratique la céramique à l'École nationale supérieure des arts appliqués et des métiers d'art de Paris. Claude Marin est formé à l'École des beaux-arts de Nantes. Pierre Rochereau est également allé aux Beaux-Arts de Rennes, de Paris, puis à l'Ecole nationale supérieure des arts décoratifs.
Jean Urvoy ne se démarque cependant pas du groupe dans son lien à l'enseignement : tous les membres du groupe, sans exception, ont un lien de près ou de loin avec l'éducation des plus jeunes. Au moment de la création du groupe, Jean Urvoy est instituteur à Dinan, Pierre Rochereau est professeur au Collège des Cordeliers de Dinan, Franck Le Meur est directeur d'école, Yvonne Huet a été professeur de dessin, tout comme Yves Floc'h. Même Francis Guinard est lié au monde éducatif puisqu'il a fondé avec son épouse un établissement destiné aux enfants épileptiques : l'Institut de Bel-Air, à Languédias. Ces profils investis dans l'apprentissage appuient donc particulièrement cet aspect dans la lettre de fondation du groupe.
Jean Urvoy est également le doyen du groupe : il a 67 ans lors de sa fondation, Franck le Meur en a 62, tandis que les nouvelles recrues Yvonne Huet et Jean Busson ont respectivement 40 et 36 ans. On peut penser que cet écart d'âge a pu permettre aux deux aînés d'occuper les positions structurantes du groupe qu'étaient la présidence et le secrétariat.
À l'image de Jean Urvoy, les artistes du groupe sont tous marqués par un attachement profond à la région des Côtes-d'Armor, qui apparaît souvent dans leurs réalisations. Ils ont pour beaucoup vécu une partie de leur vie hors de la région bretonne, et pourtant, tous s'y sont installés ou réinstallés, et se sont investis, par le groupe, dans la vie dinannaise.
Ainsi, le Groupe des sept, même s'il a eu une existence assez courte, a rassemblé, sous l'égide de Jean Urvoy, ce qui reflétait parfaitement les trois grandes passions de ce dernier : la pratique artistique, la région dinannaise, et l'éducation.

### Dernières années: installation à Rennes

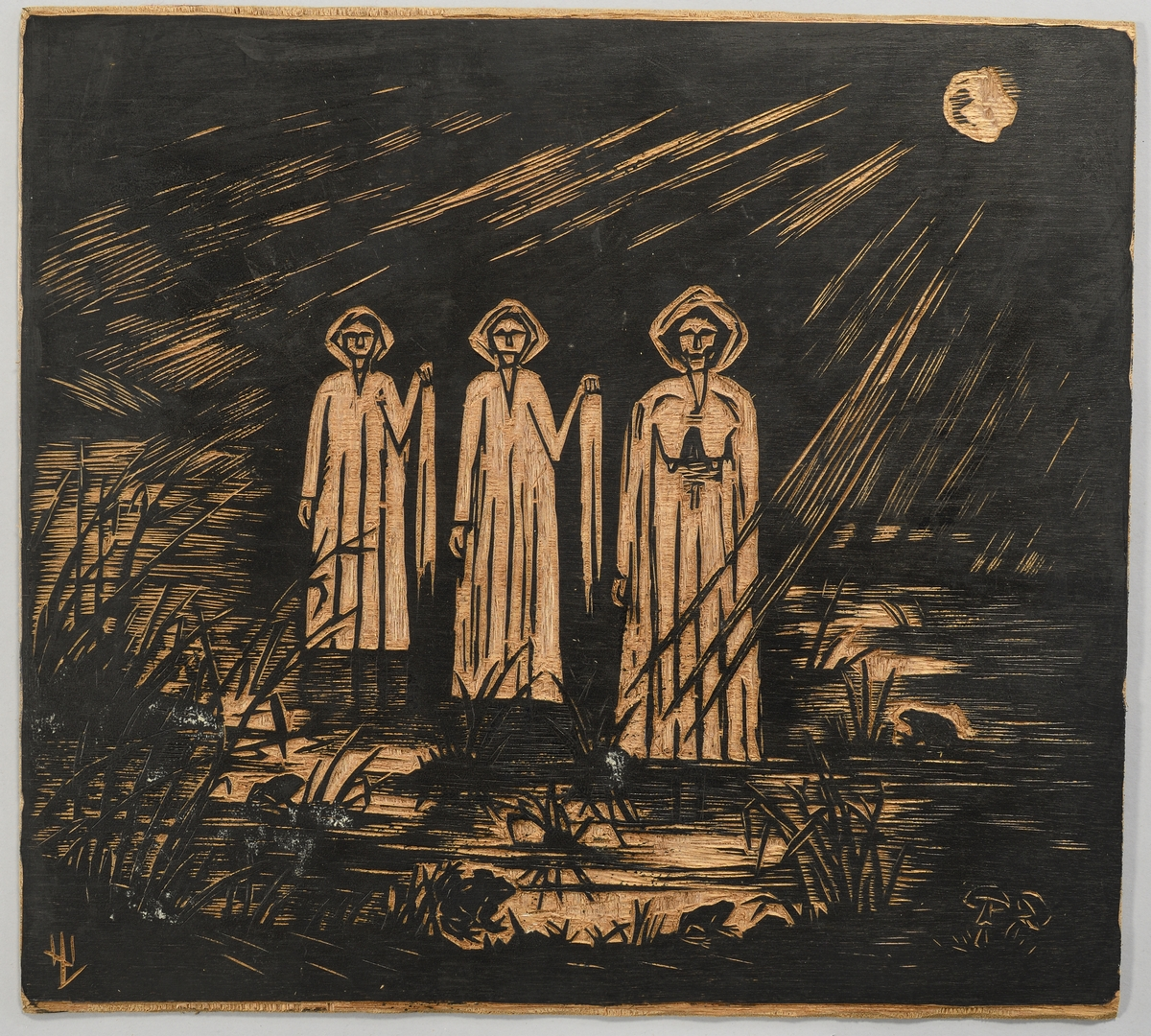
Jean Urvoy, Sans Titre - Trois femmes vêtues de robes à capuches (1971, Musée d'Art et d'Histoire de Saint-Brieuc).

En 1971, Jean Urvoy quitte Dinan et la région de la Rance pour s'installer à Rennes, où sa fille a été nommée professeure à la Faculté de Médecine de Rennes. Il y poursuit son travail artistique, réalisant de nombreuses gravures sur bois telles que Vie et mort des Bretons, la Passion, Les Sept paroles du Christ. Il poursuit également ses travaux d’écriture à travers la rédaction de plusieurs contes et nouvelles, rassemblés et publiés dans l’ouvrage Contes du Trégor et d’ailleurs en 2005 (édition posthume).
Bien qu'il continue à se rendre à Saint-Michel-en-Grève chaque été, l’âge limite progressivement sa capacité à peindre et dessiner en extérieur. Il se tourne alors vers l'écriture de haïku, lui offrant la possibilité de traduire dans la poésie ce qui l’inspire dans la gravure, la lecture d'auteurs variés (Chateaubriand, Victor Hugo, Apollinaire, Tristan Corbière, Lautréamont, Saint-John Perse, la Bible…) et l'étude de la philosophie zen (Zao Wou-Ki et Hokusai), ainsi que la lecture de romans policiers.
Au cours de cette période, il fait la connaissance de Sylvie Ollivier qui illustre en broderie décorative un de ses poèmes en prose, Nocturne ; ainsi que de Gérard Mouizel, critique d’art spécialisé dans la gravure sur bois.
Jean Urvoy meurt à Rennes le 21 juillet 1989, à l'âge de 90 ans. Sa dépouille repose au cimetière de Dinan,.

## Œuvres

### La peinture
En 1924, Jean Urvoy rencontre Jean-Charles Contel, qui l'initie à la peinture, notamment la gouache. Après la Première Guerre mondiale, il reprend les cours à l'école primaire supérieure de Dinan et commence à peindre avec son ami Pierre Rochereau.
De sa première période de résidence en Trégor de 1934 à 1937, seuls deux lavis ont été retrouvés, l’un représentant l'église à l’encre noire, l’autre une ferme à l’encre sépia ; ainsi que quatre gouaches : Rue du bourg avec une bretonne en mante de deuil, Baie de saint michel (1935), Le Village (1934) et La plage à mer basse. A partir de 1938, Jean Urvoy ne peint plus, soucieux de l’arrivée pressentie de la guerre. De son séjour comme prisonnier en Silésie, il rapporte vingt-et-une aquarelles témoignant de la vie sur le camp.
En 1945, est publiée La Rance, un recueil de 20 gouaches édité aux éditions Arc-en-Ciel et préfacé par Roger Vercel que Denise Delouche décrit comme « Une gouache dure et riche, presque lourde, étalée en plans schématisés, donne aux rocs, verdure, estran et eau une présence sensuelle. » Jean Urvoy retrouve le Trégor à partir de 1950 et peint sans relâche, avant que la gravure sur bois ne finisse par prendre une place prépondérante dans sa production. Sa pratique de la peinture est marquée par l'essai de nombreuses techniques, bien que sa préférence soit toujours allée à la gouache, une technique avec laquelle il fut particulièrement à l’aise. En effet, son savoir-faire évolue, passant d'une gouache dense en plans superposés à une technique de touches juxtaposées. Il a également utilisé un couteau de peintre pour enrichir la matière et les couleurs. À partir des années 1970, il a commencé à explorer l'aquarelle avec enthousiasme mais réalise peu de peintures à l'huile, sans doute rebuté par le travail en atelier et la contrainte de temps que cette technique impose à l'artiste.

### La gravure
Jean Urvoy découvre la gravure en 1924 avec Jean-Charles Contel, peintre expressionniste et graveur sur bois, et se lance dans la pratique dès 1928 accompagné par Gaspard Maillol. Il approfondit son étude de la technique avec le livre de Maurice Busset La Technique Moderne du bois gravé, que lui offre René Eschapasse, son collègue professeur de dessin au collège de Dinan.

« Il se dit attiré par cette discipline qu'il qualifie d'« Un art simple et rude, un art qui n’admet aucune fioriture et qui exige des sacrifices qui mènent à la simplicité ». »

La mort de sa première femme le 29 mai 1931 déclenche le début d’une production dense de bois gravés. C’est à ce moment qu’il publie son premier ouvrage de gravure Les Chansons du XVIIIe siècle. Paraissent ensuite Images de la Rance en 1934 et Pardons deux ans plus tard, deux livres de gravure sur bois préfacés par Roger Vercel. Les bois de cette première période, des vues de Dinan et du Trégor, rappellent ceux de plusieurs contemporains tels que Constant Le Breton ou Jean Lébédeff. Son départ pour Rennes en 1971 marque un retour à cette production de bois gravés sur lesquels il passe des heures à la création de Vie et Mort des Bretons, La Passion, Les Sept Paroles du Christ et autres. Il publie un livre de gravure sur bois, Faunes à la fin de sa vie.
Ses gravures de plus grands formats, tirées à un ou plusieurs exemplaires, datent des années 1960 et abordent les scènes de la Passion ou encore la destinée du soldat dans la guerre, aux échos de danses macabres.
Certains bois comme Lassitude, expressionnistes dans leur facture, montrent l’attrait exercé sur Jean Urvoy par les artistes allemands, flamands et français qui se réclamaient de ce mouvement comme Frans Masereel. Dans la technique du bois gravé, le dessin est reporté à l’envers pour les besoins de l’impression, sur une planche en bois de poirier ou de cerisier. La gravure terminée, la planche est ensuite encrée avec un rouleau et l’impression est réalisée. Bien que simple et rude comme il la qualifie lui-même, il s'agit d'une technique exigeante et il fallait environ une semaine à Jean Urvoy pour la réalisation d’un bois de taille importante.

« La tonalité sombre de ces œuvres, leur inspiration humaniste et souvent poignante, un trait délibérément heurté et qui ne recherche pas l'élégance, relèvent d'un expressionnisme parent de celui du Belge Frans Masereel… »

Jean Urvoy est l'auteur de plus de 500 estampes, présentant différentes thématiques :

Paysages et villages bretons
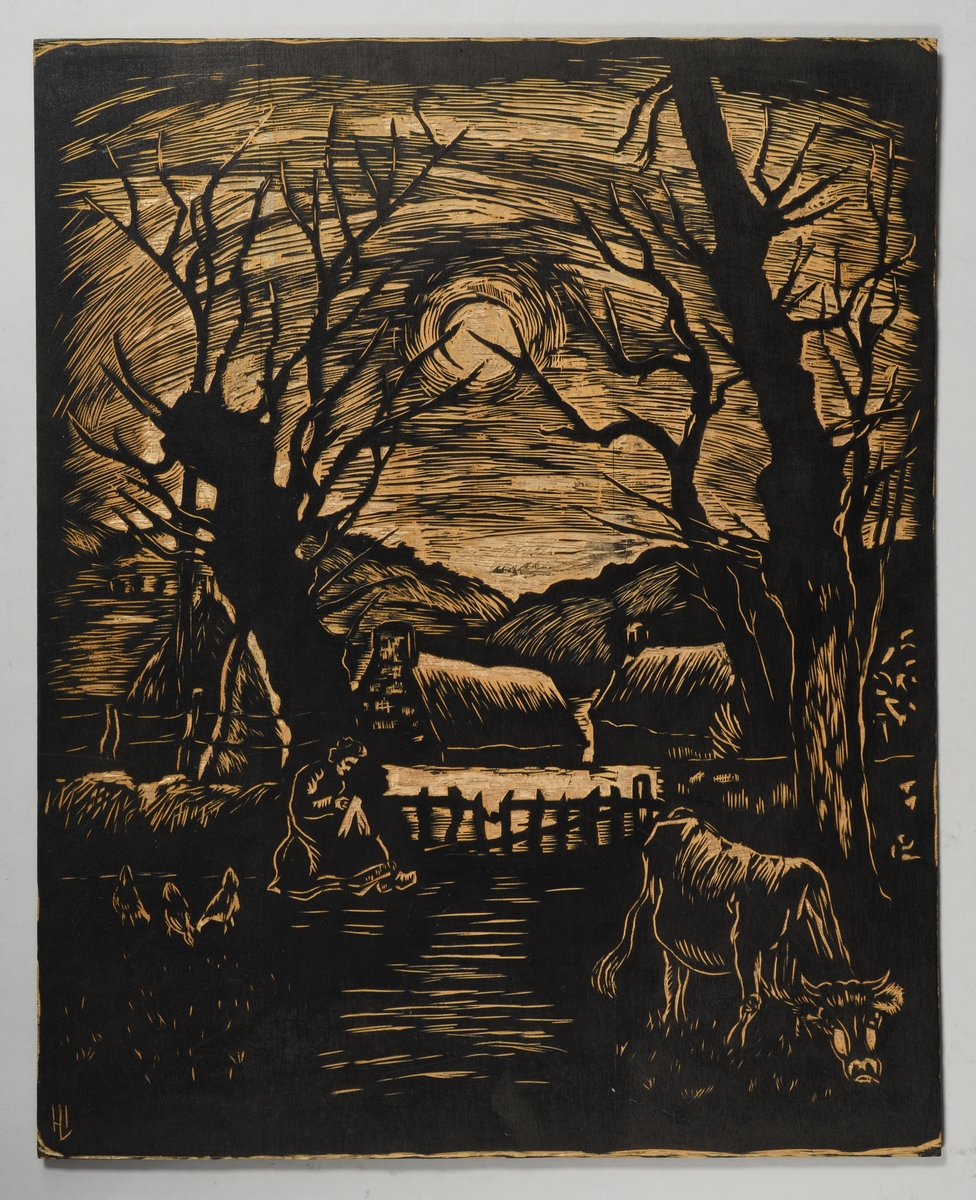
Sans titre - Bois gravé représentant une ferme bretonne (n.d.), Musée d'Art et d'Histoire de Saint-Brieuc.
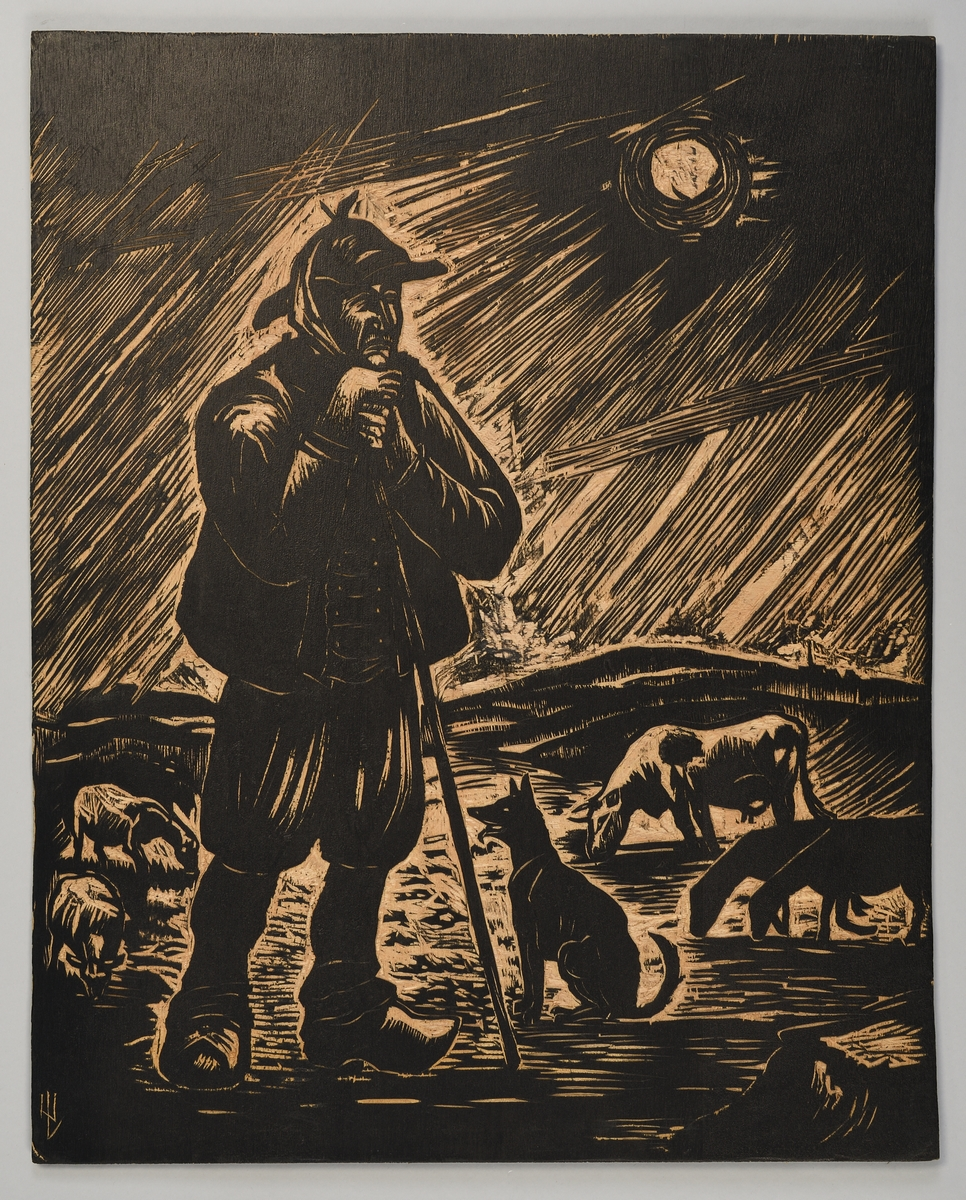
Sans titre (1971), Musée d'art et d'histoire de Saint-Brieuc.
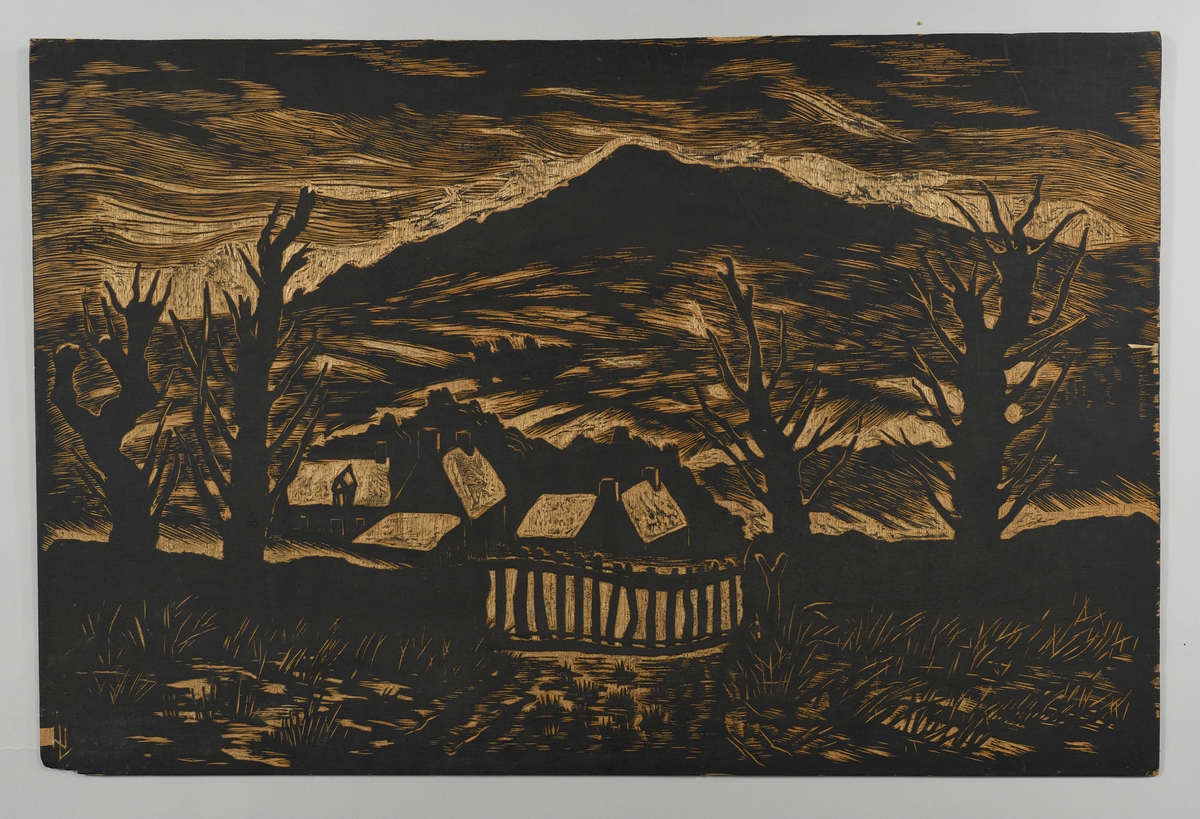
Sans titre - Bois gravé représentant un village breton (n.d.), Musée d'Art et d'Histoire de Saint-Brieuc.
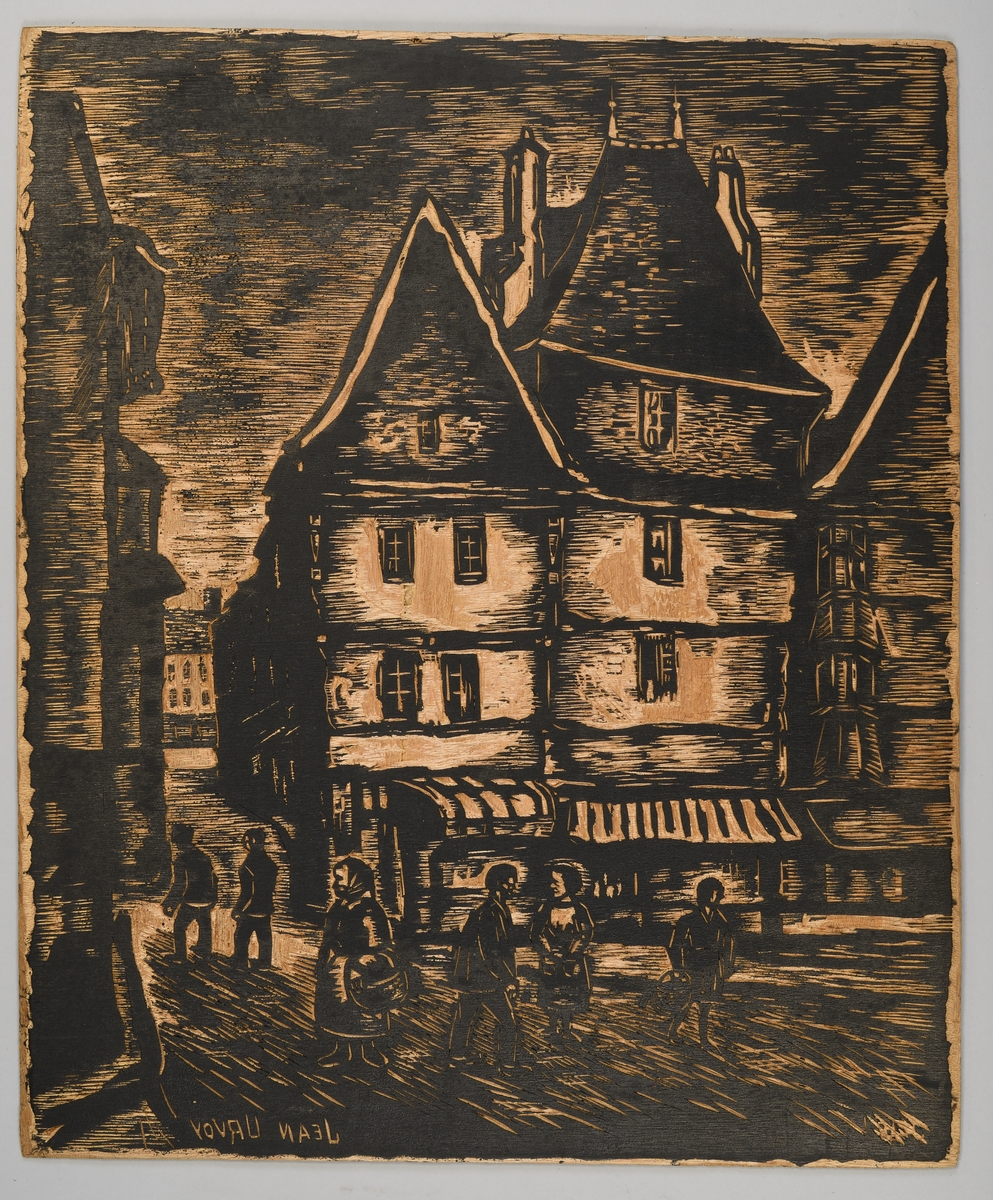
Lannion (n.d.), Musée d'art et d'histoire de Saint-Brieuc.
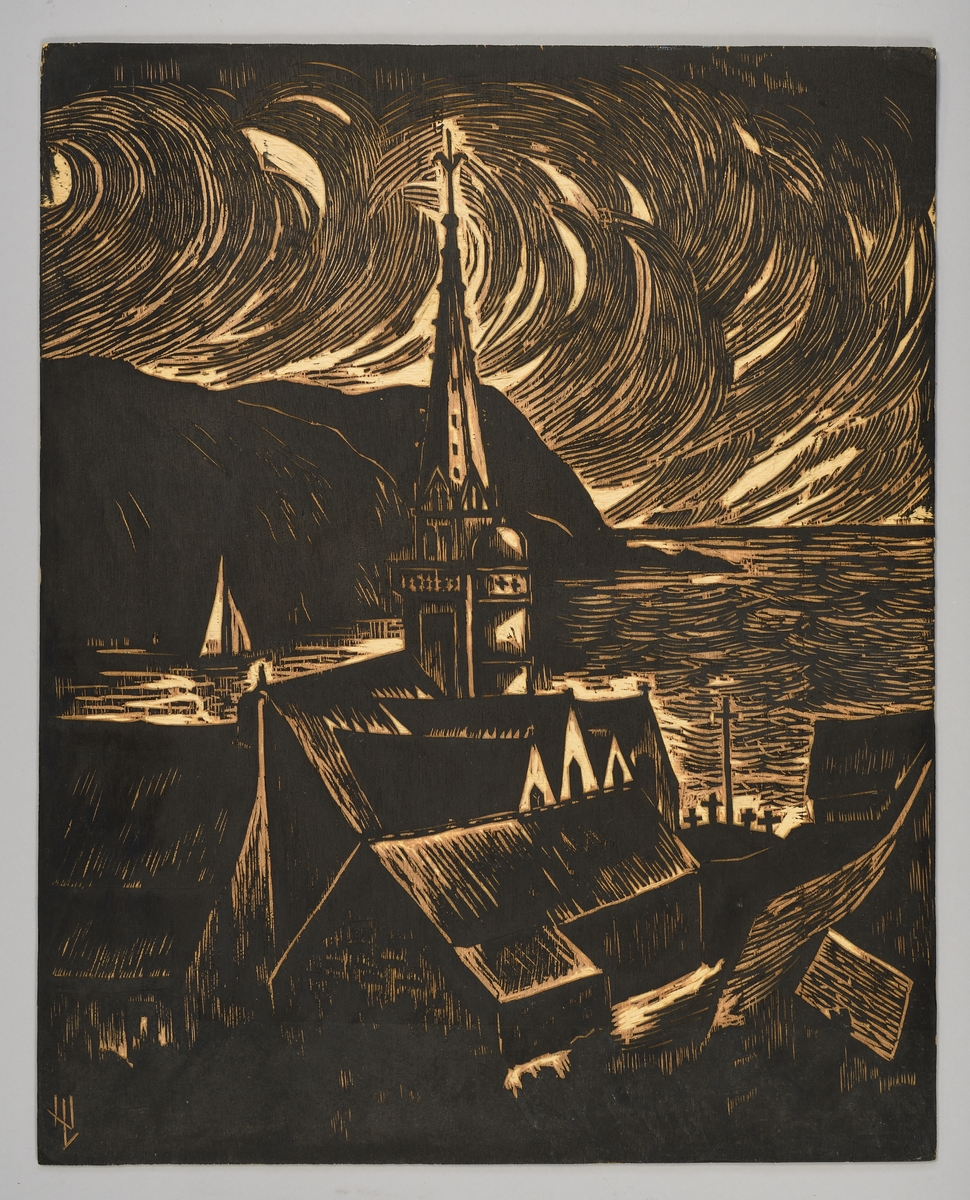
Saint-Michel-en-Grève vu du Lion d'or (1971), Musée d'art et d'histoire de Saint-Brieuc.

La guerre
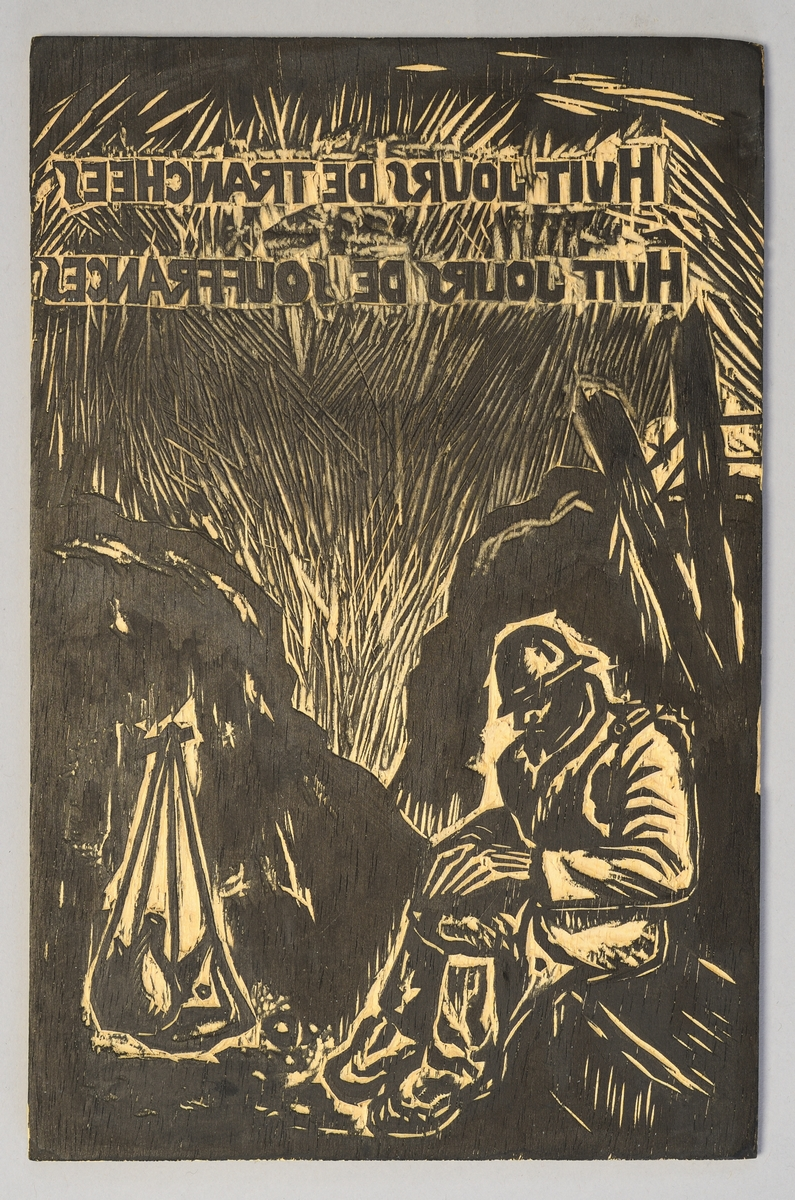
Sans titre - Huit jours de tranchées, Huit jours de souffrances (vers 1980), Musée d'Art et d'Histoire de Saint-Brieuc.
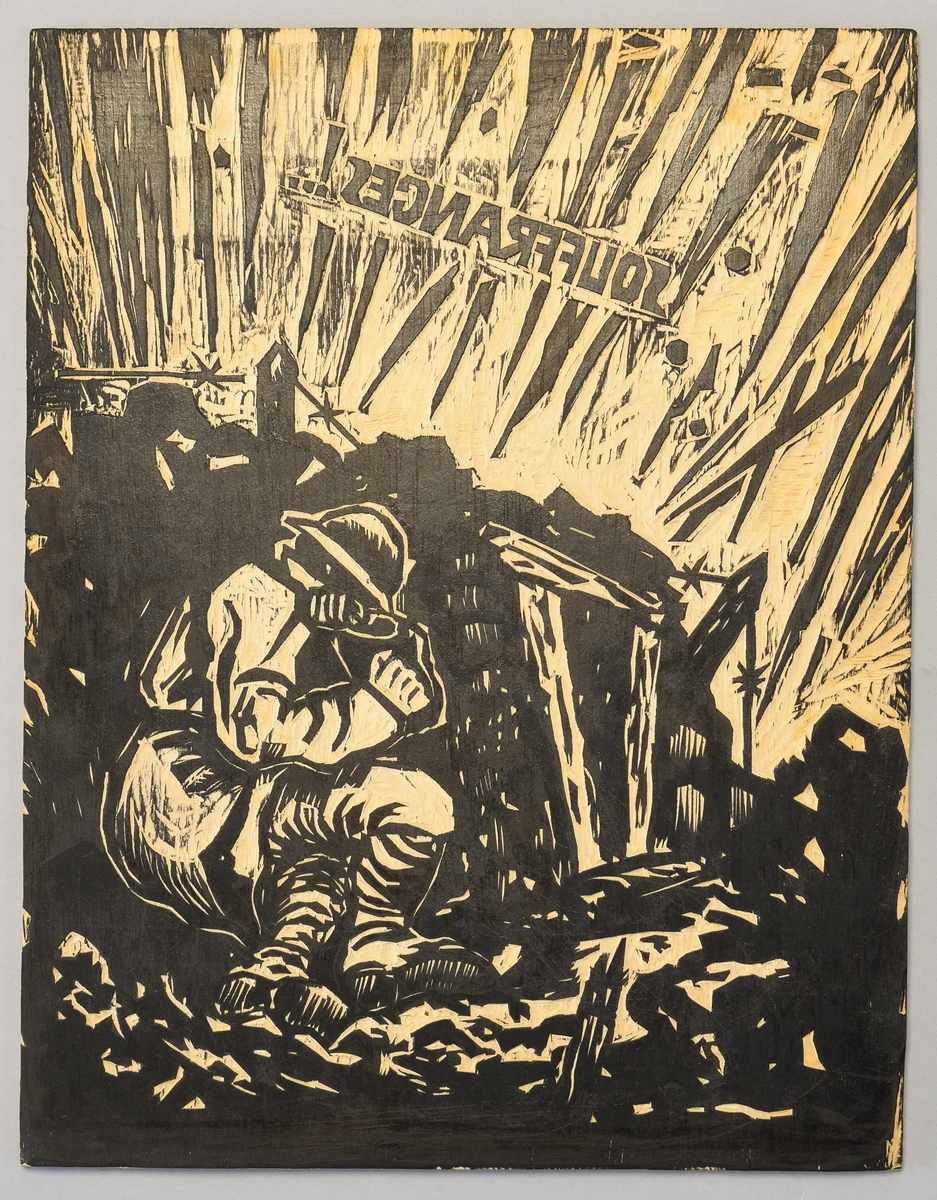
Sans titre - Souffrances (1978), Musée d'Art et d'Histoire de Saint-Brieuc.
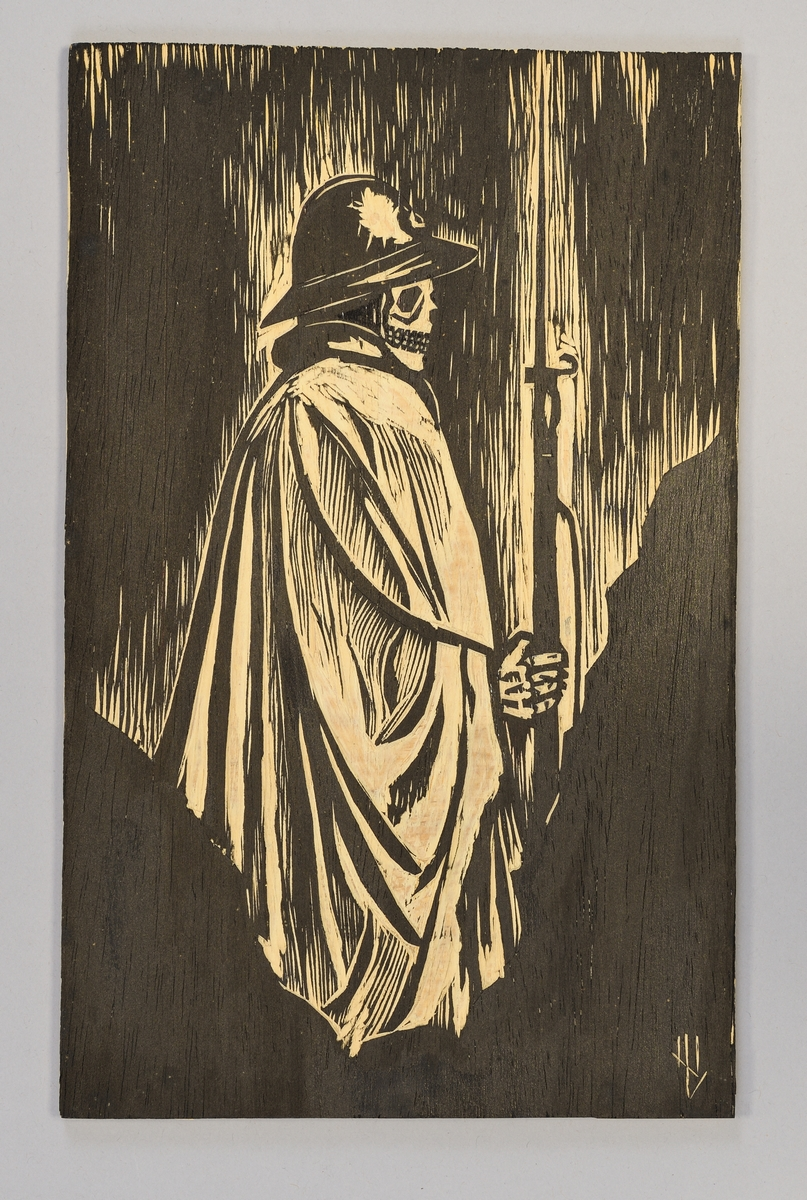
Sans titre - Soldat à tête de mort debout (entre 1960 et 1980), Musée d'Art et d'Histoire de Saint-Brieuc.
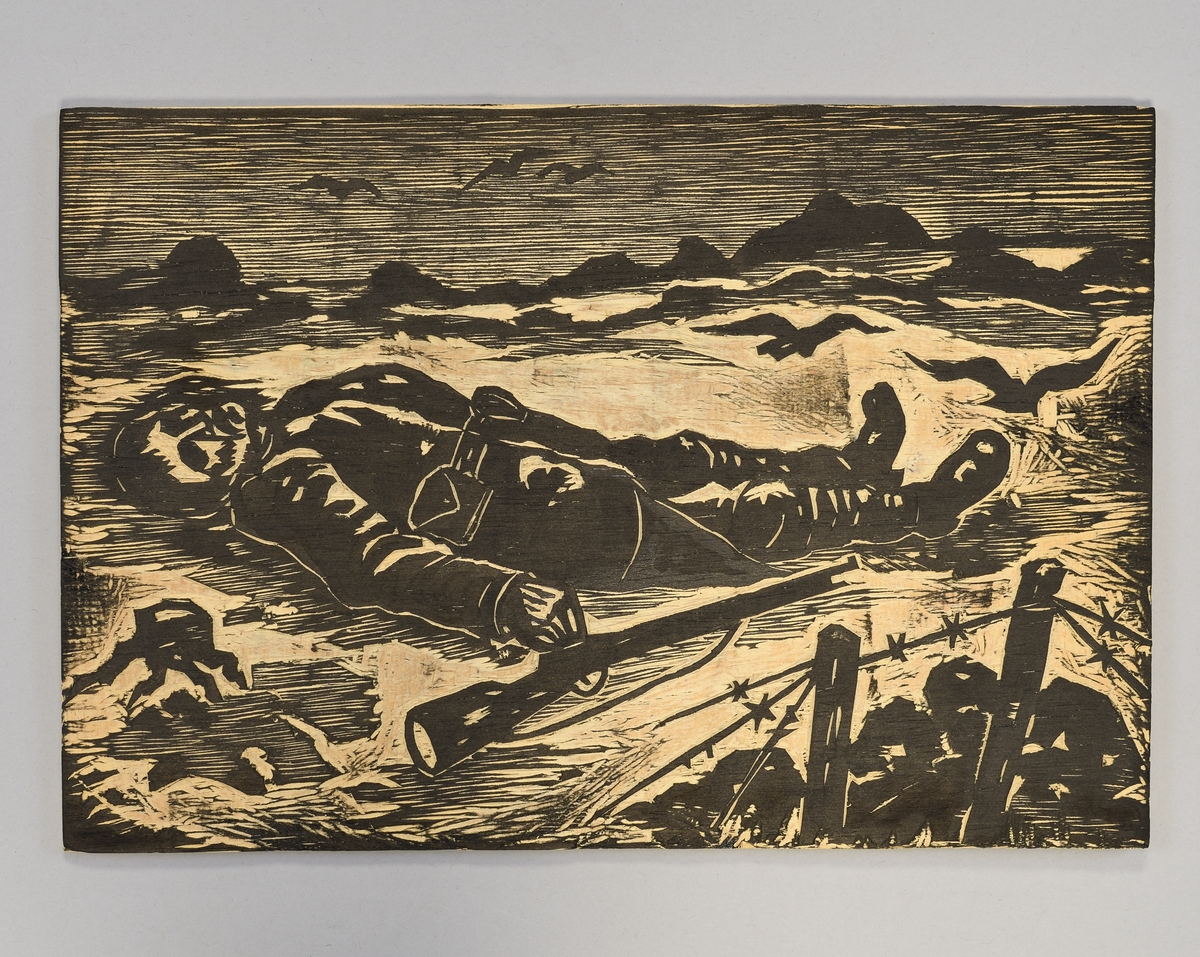
Sans titre - Soldat mort, allongé dans un champ de bataille (entre 1960 et 1980), Musée d'Art et d'Histoire de Saint-Brieuc.
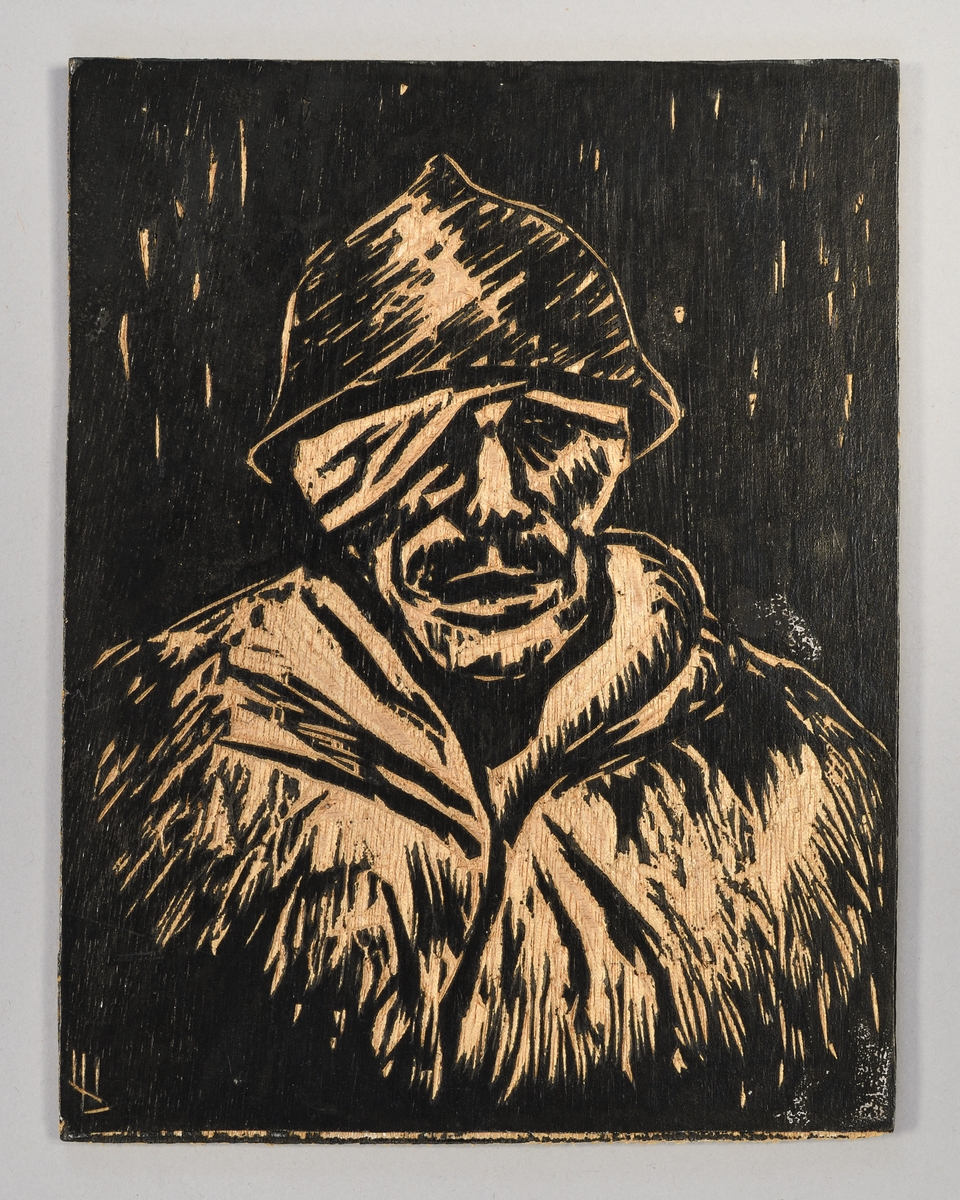
Sans titre - Soldat blessé casqué (entre 1960 et 1980), Musée d'Art et d'Histoire de Saint-Brieuc.

En 1918, Jean Urvoy, alors âgé de vingt-ans, est mobilisé durant la Grande Guerre (1914-1918). Le rapport du graveur avec la guerre est aussi influencé par la Seconde Guerre mondiale, en raison de sa mobilisation dès l'année 1939. Marqué par les horreurs du conflit, il entame une série de gravures sur la vie des soldats. Ainsi, la série La complainte de Craonne (1917) - complainte du soldat, réalisée entre 1968 et 1980, fait écho à une chanson antimilitariste de l’époque : la Chanson de Craonne. Notamment par le titre de certaines matrices : C’est à Craonne sur le plateau, qu’on se fera trouer la peau ou Huit jours de tranchées, huit jours de souffrances, qui sont des références aux paroles de la chanson. Le bois gravé La complainte du soldat est également une référence à une musique composée en période de guerre, par André Jolivet en 1940,, qui s’intitule Les trois complaintes du soldat. Le travail du graveur se concentre particulièrement sur la souffrance des soldats ayant traversé ces périodes, et il dépeint, à l’instar des chansons précitées, une vision sombre et meurtrière de ces événements.

La religion
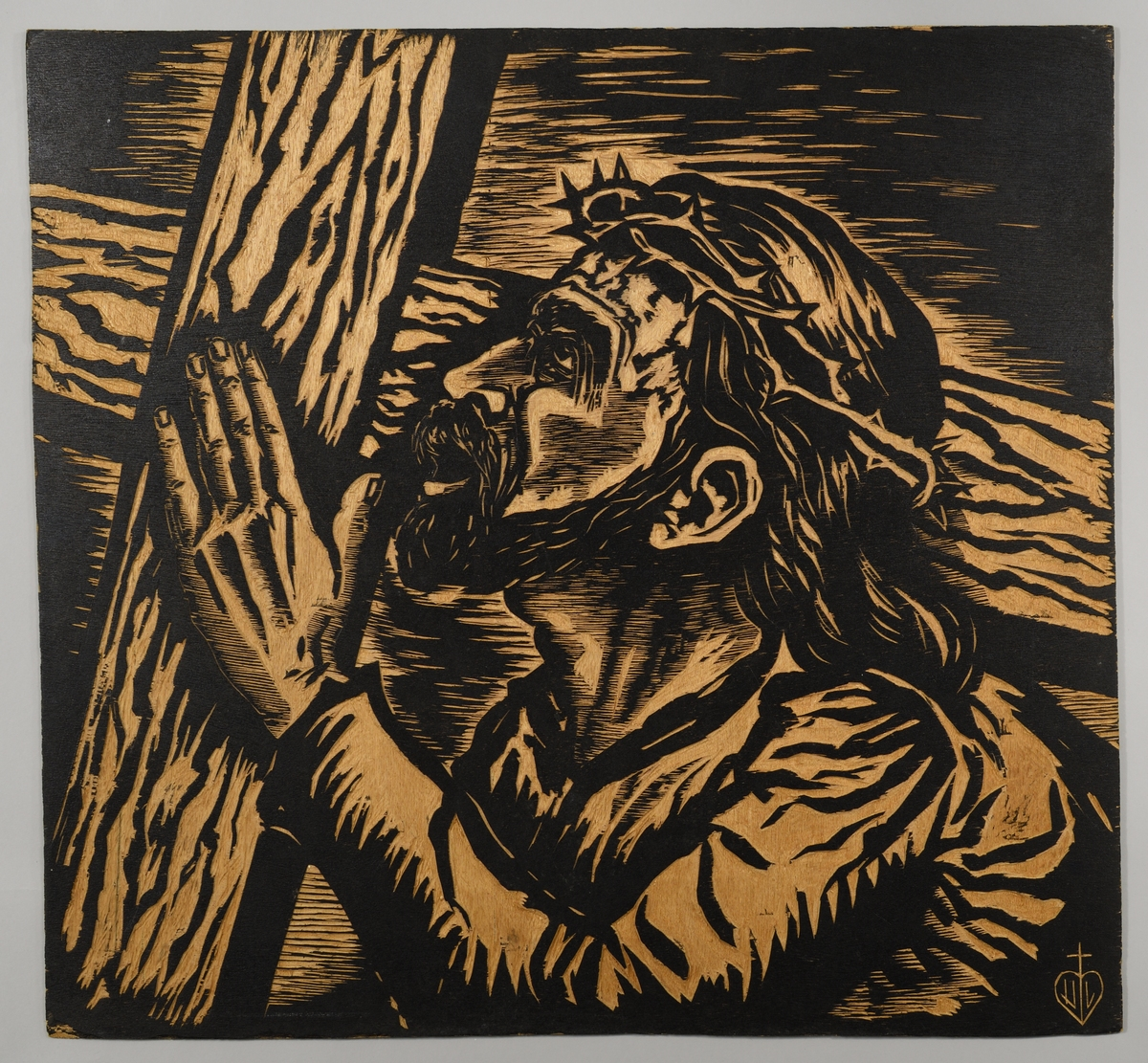
Sans titre - Le christ de profil, avec la couronne d'épines, portant la croix (années 1970), Musée d'art et d'histoire de Saint-Brieuc.
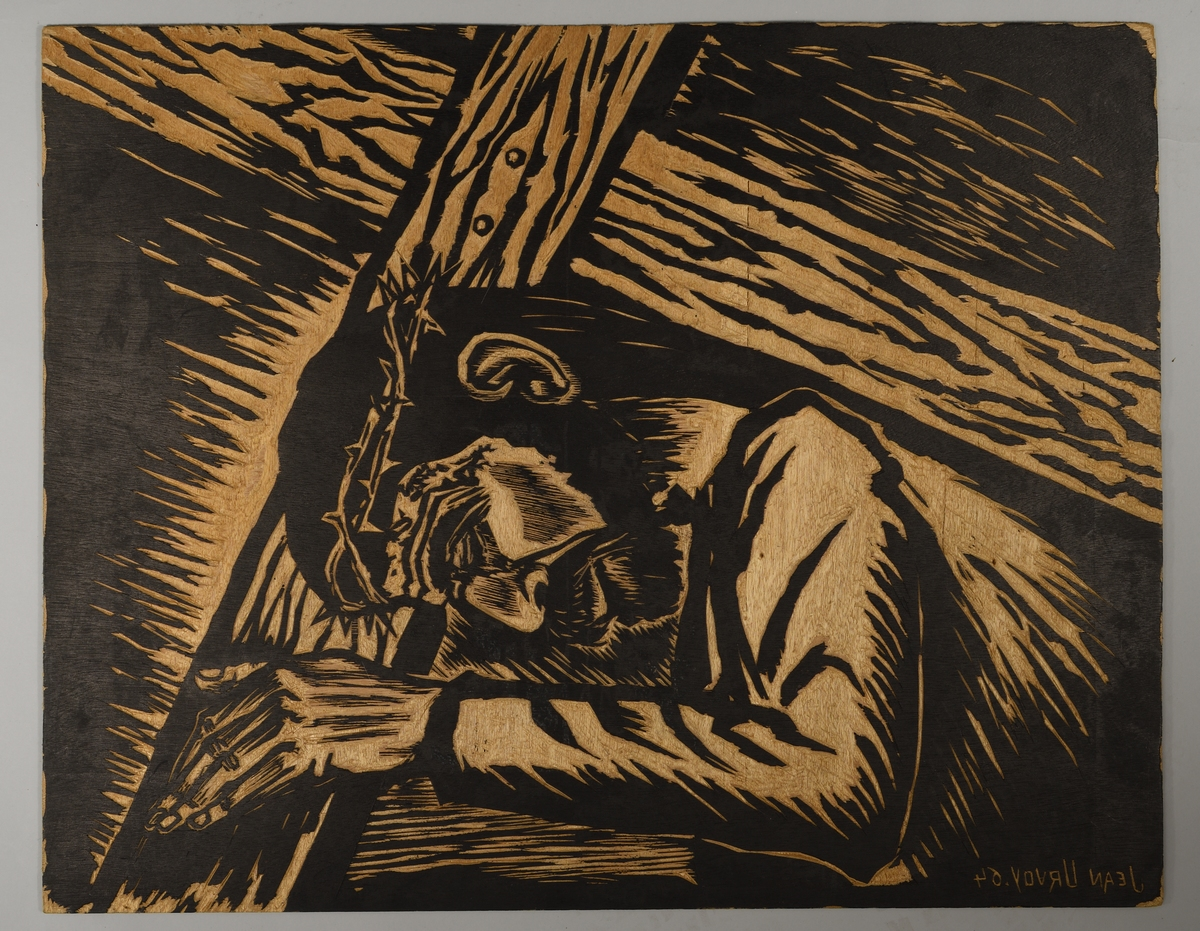
Sans Titre - Le Christ portant la croix (années 1960-1970), Musée d'art et d'histoire de Saint-Brieuc.
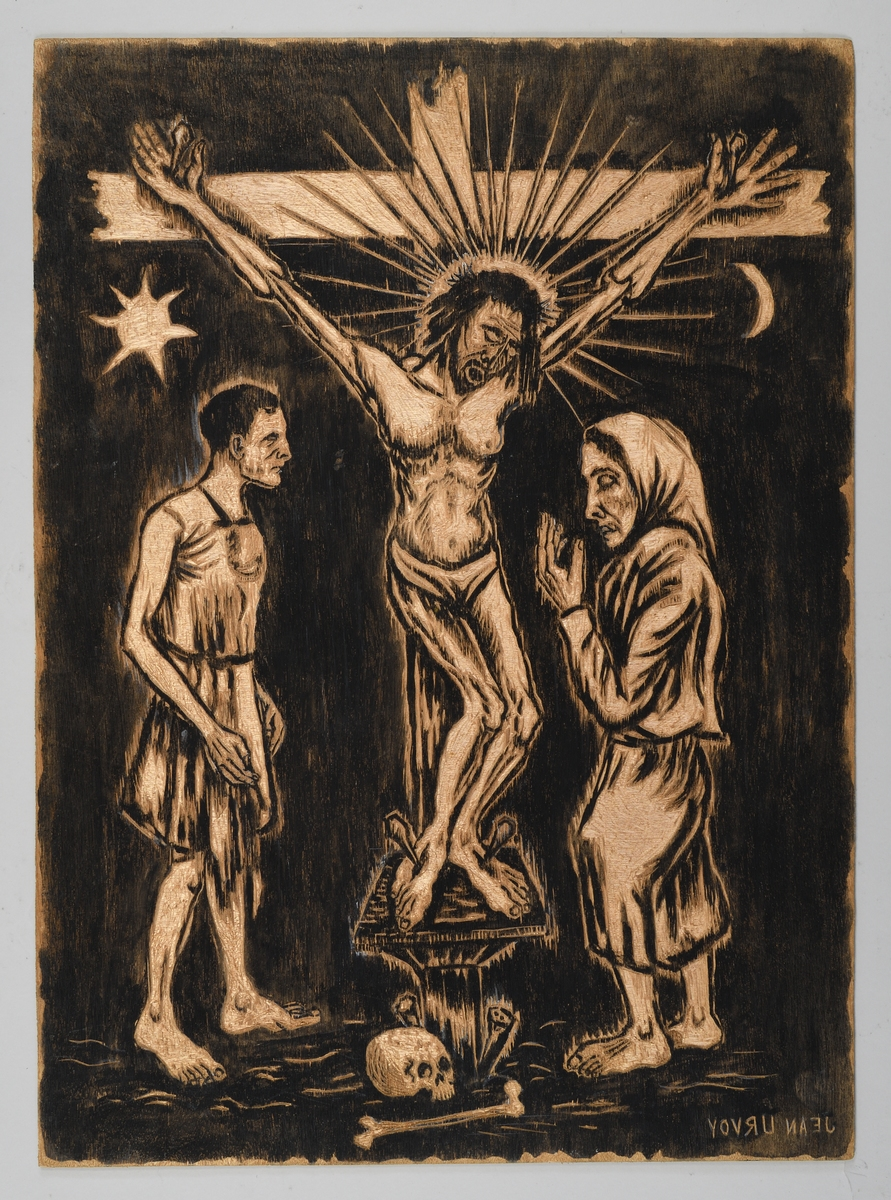
Ecce Filius Tuus (1962), Musée d'art et d'histoire de Saint-Brieuc.
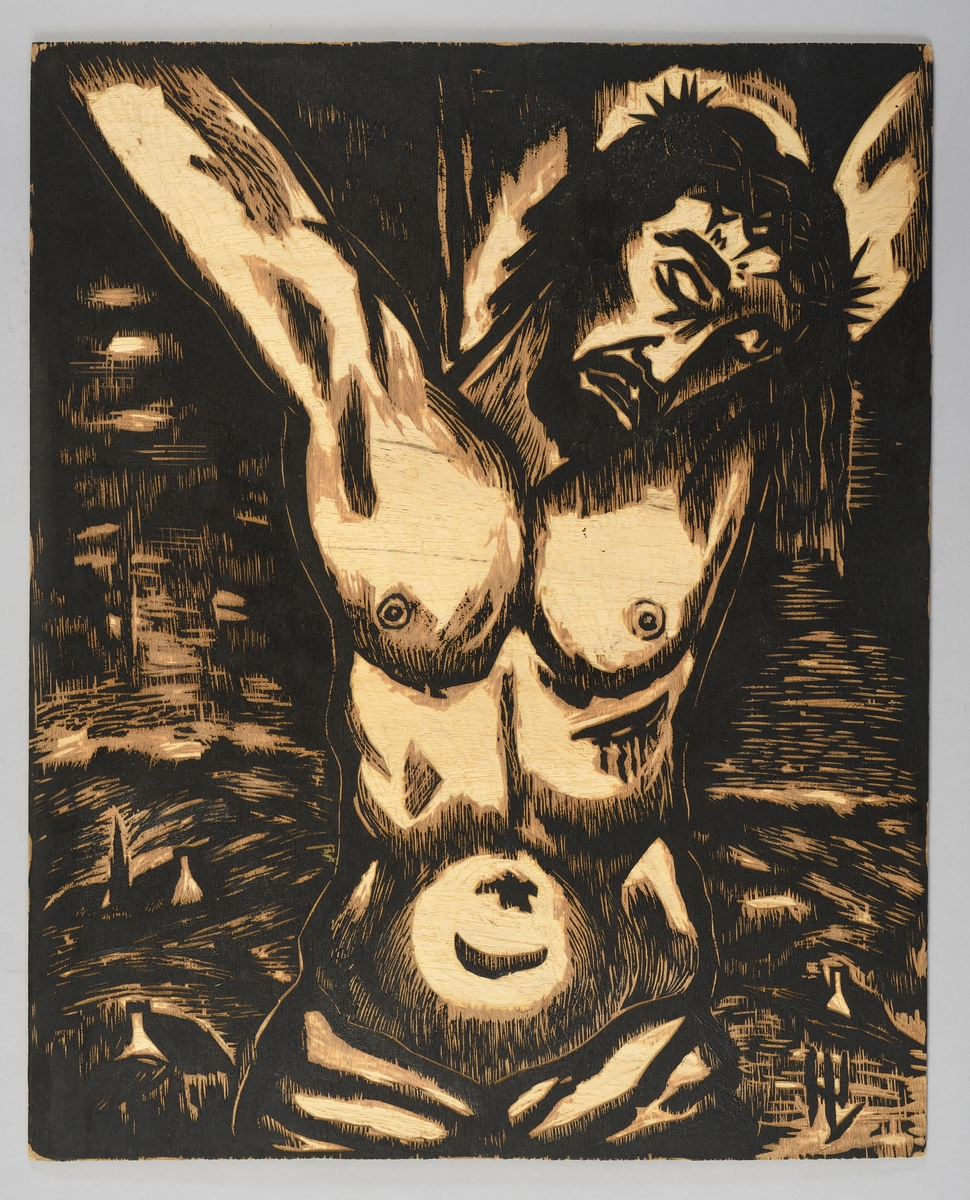
Un Christ en Bretagne (1971), Musée d'art et d'histoire de Saint-Brieuc.
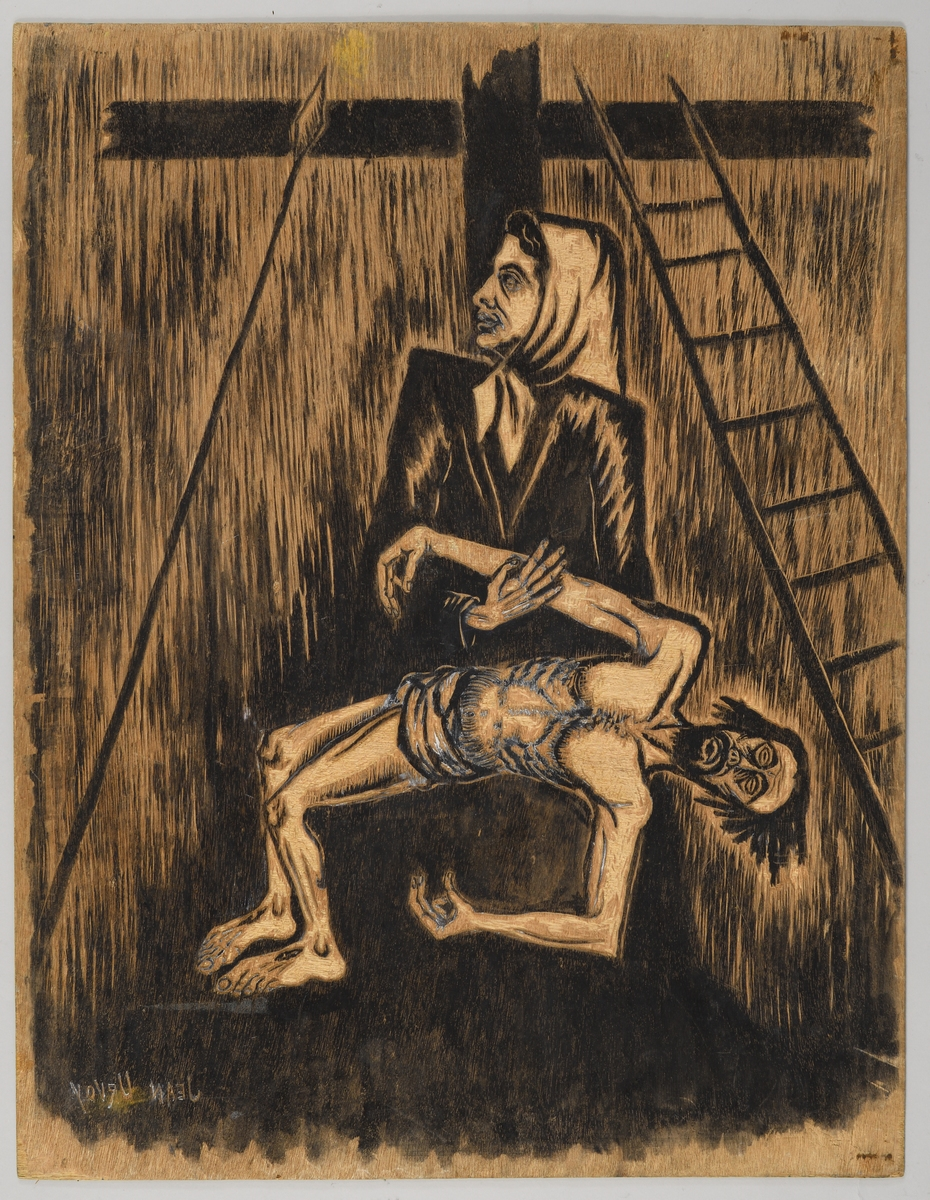
Sans Titre - Le Christ au pied de la croix sur les genoux d'une femme (années 1960-1970), Musée d'art et d'histoire de Saint-Brieuc.
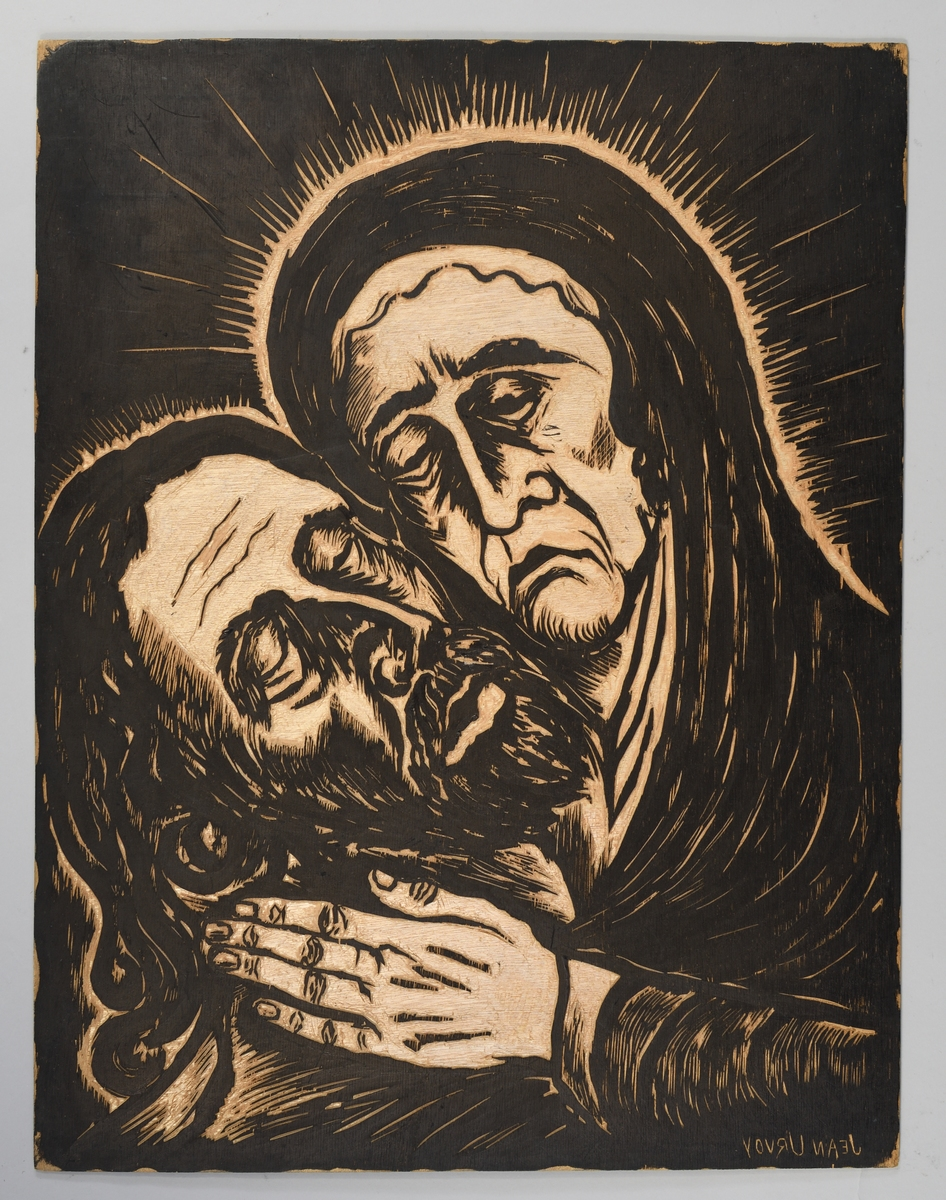
Déploration du Christ (1963), Musée d'art et d'histoire de Saint-Brieuc.
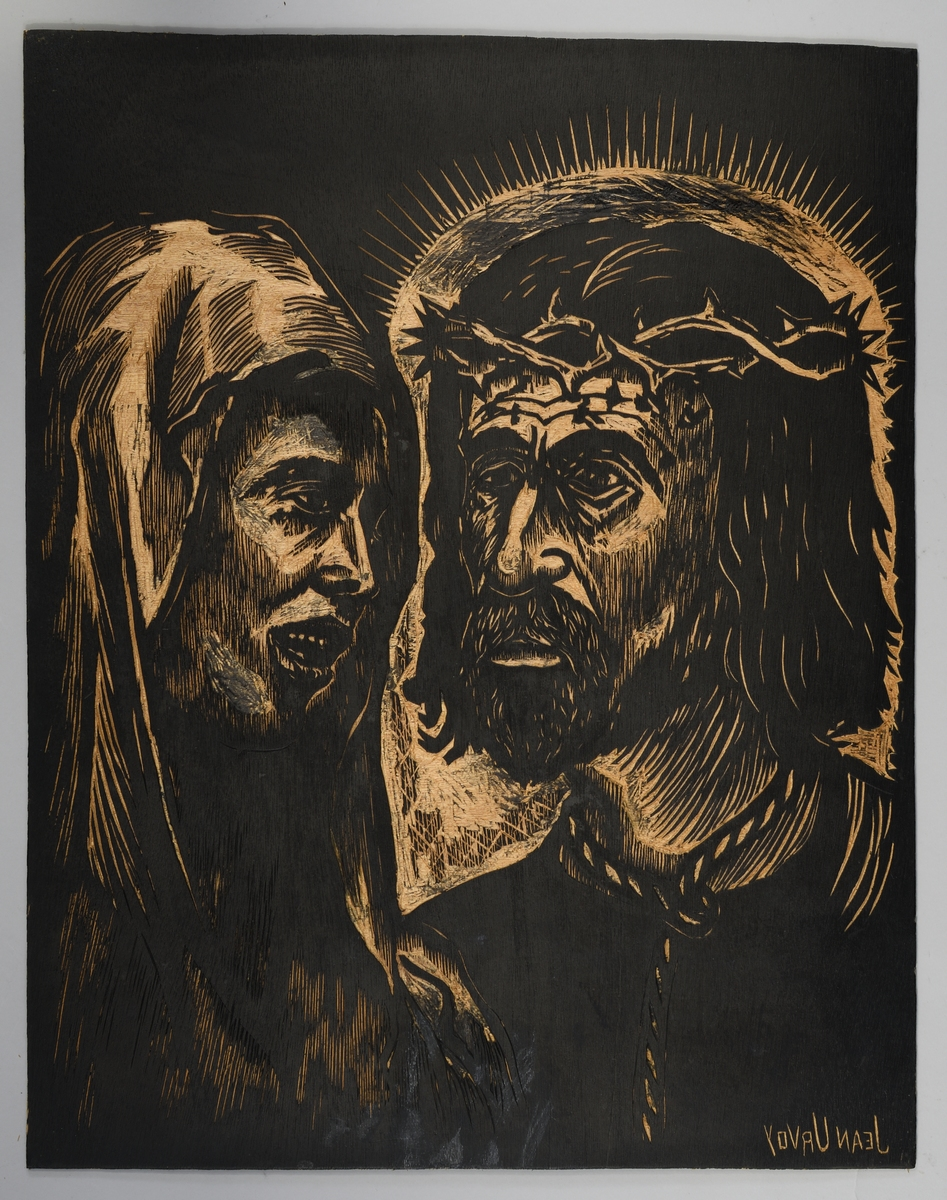
Jésus rencontre sa mère (1965), Musée d'art et d'histoire de Saint-Brieuc.
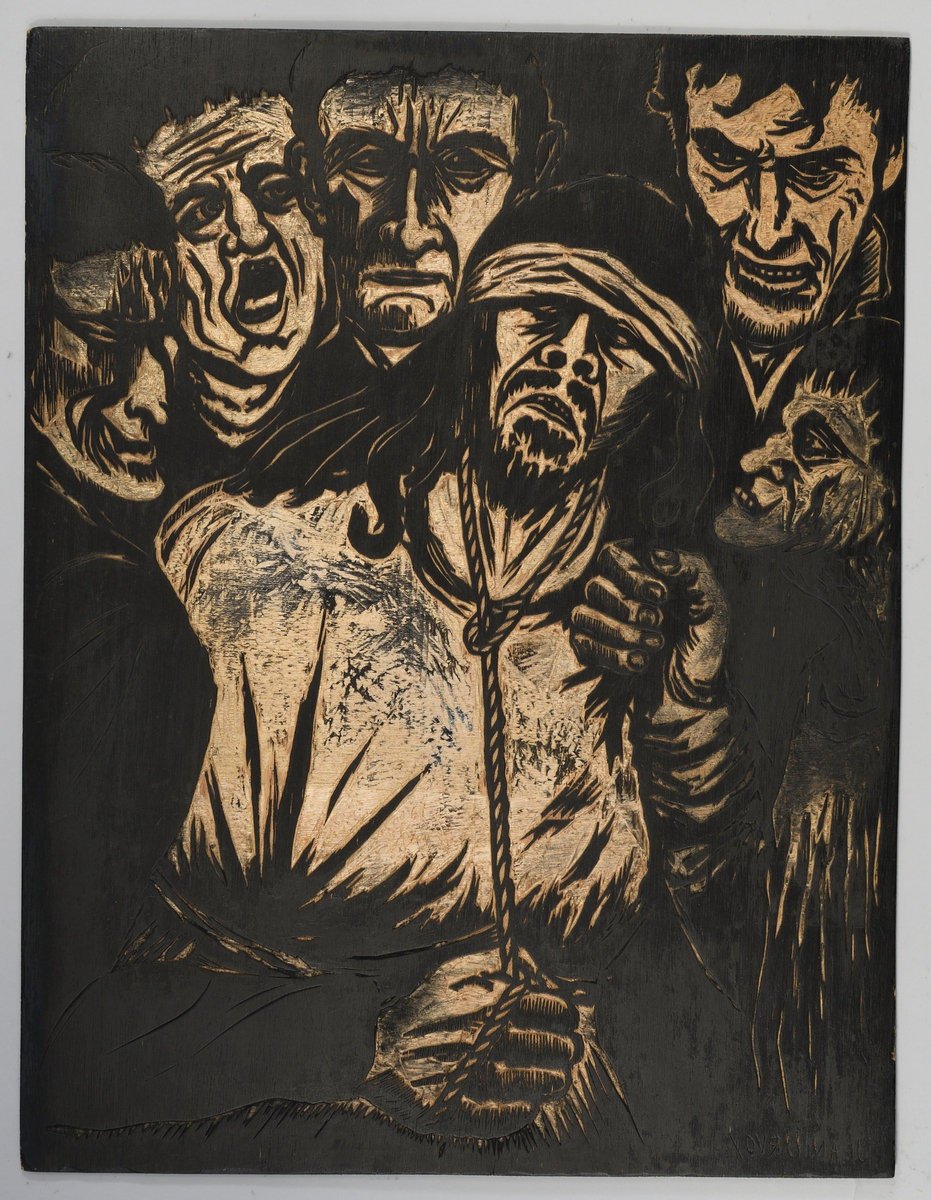
Sans Titre - Le Christ assis entouré de cinq hommes (années 1960-1970), Musée d'art et d'histoire de Saint-Brieuc.
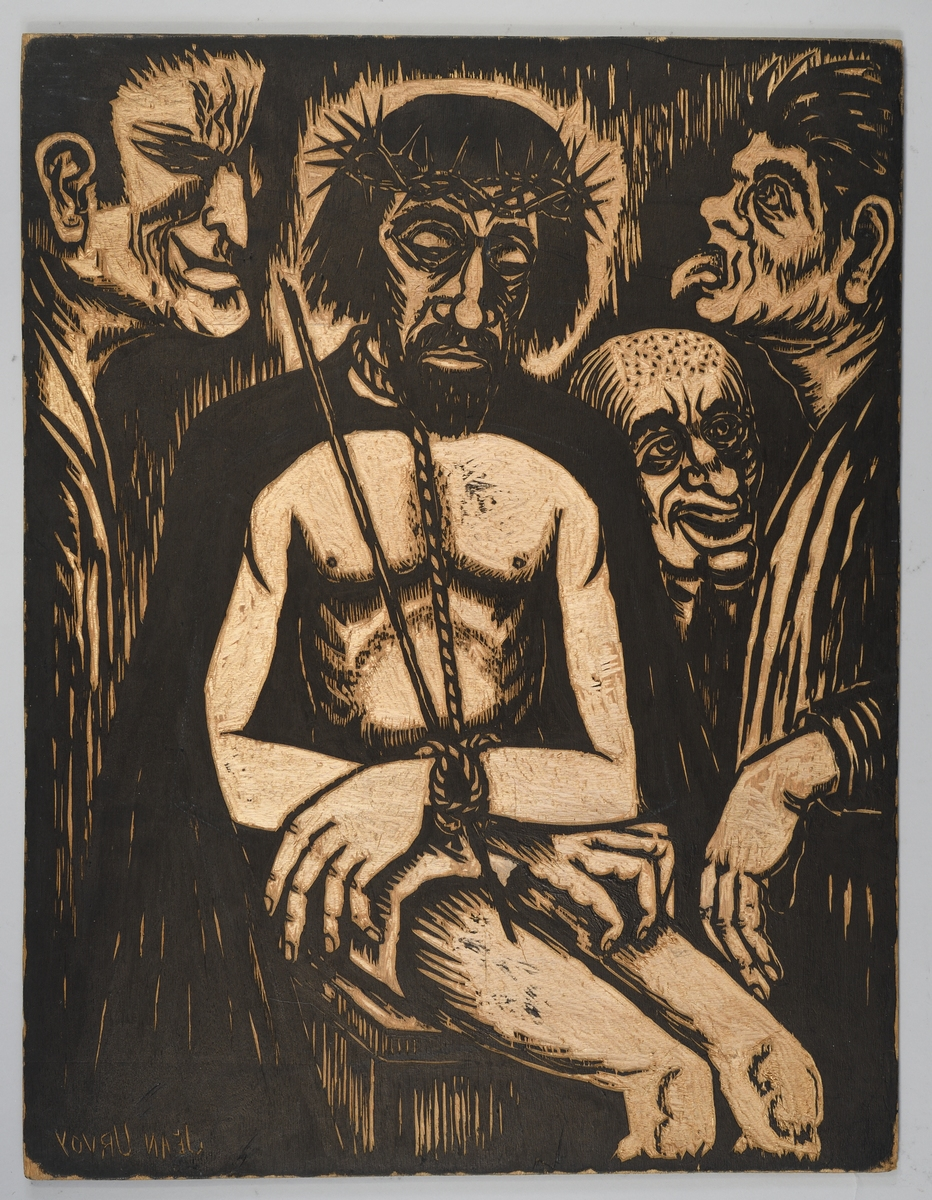
Le couronnement d'épines (années 1960-1970), Musée d'art et d'histoire de Saint-Brieuc.
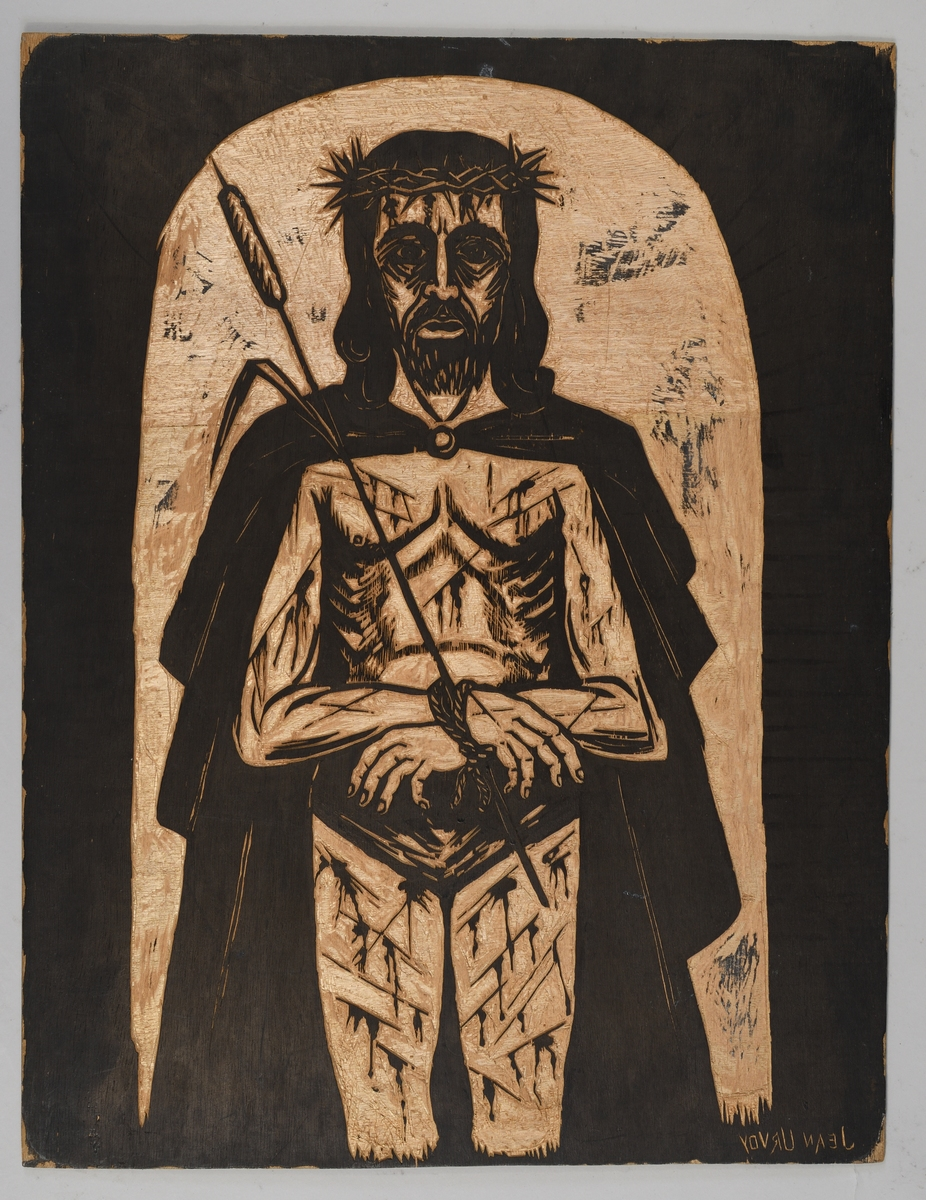
Ecce Homo (1963), Musée d'art et d'histoire de Saint-Brieuc.

Un autre thème récurrent de Jean Urvoy se trouve dans les représentations religieuses chrétiennes, comme celles en lien avec la Passion du Christ. Sont notamment représentés : le baiser de Judas, le couronnement d’épines, le portement de croix, la crucifixion, la déploration. Sa parfaite connaissance de la Bible est par ailleurs soulignée par l’auteur Philippe le Stum. Tout comme son travail sur la guerre, les épisodes représentés sont souvent tirés des instants les plus sombres de la vie du Christ, juste avant sa mort. Ceci marquant une forme d’intérêt pour l’illustration de la souffrance que peut subir l’Homme. La choix de la xylogravure et la taille du bois participent également à se focaliser sur la force symbolique de ces moments, en leur conférant une portée quasiment expressionniste. Ce pan de sa création peut aussi être complété par de multiples représentations architecturales d’églises et de calvaires du paysage breton. Ainsi, Jean Urvoy opérait un syncrétisme entre thèmes religieux et représentations des vues locales.

Églises et calvaires
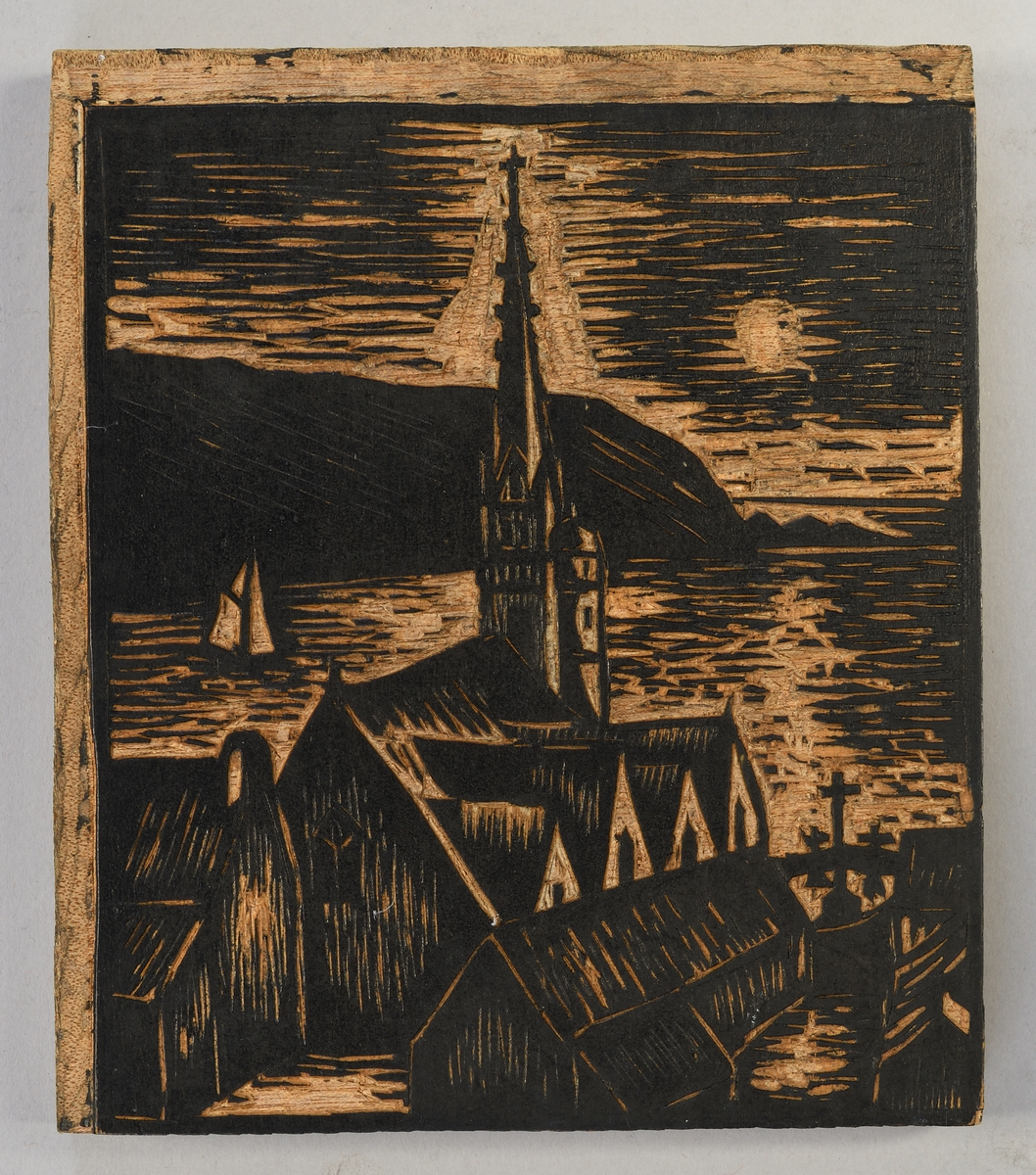
Saint Michel-en-Grève (1973), Musée d'art et d'histoire de Saint-Brieuc.
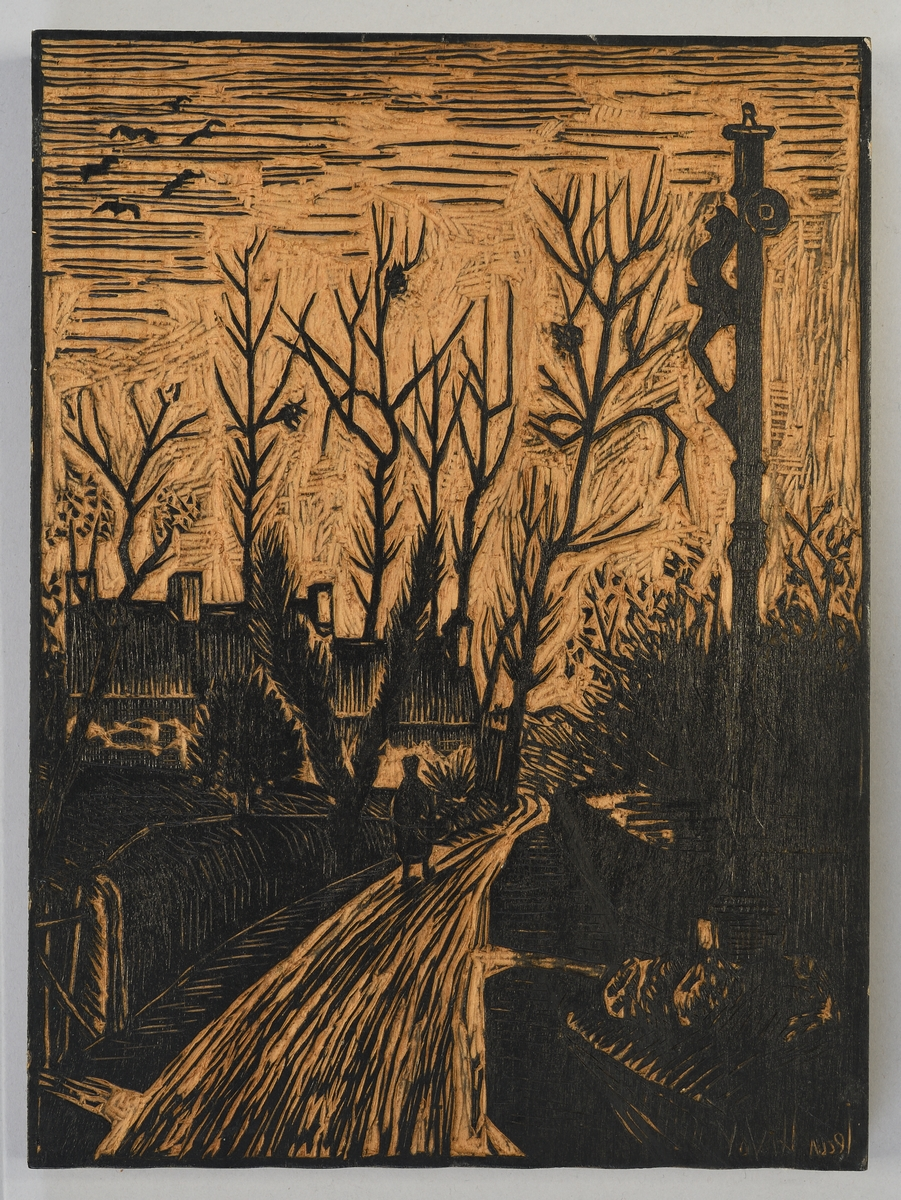
Sans titre - Calvaire surplombant une route (n.d.), Musée d'art et d'histoire de Saint-Brieuc.
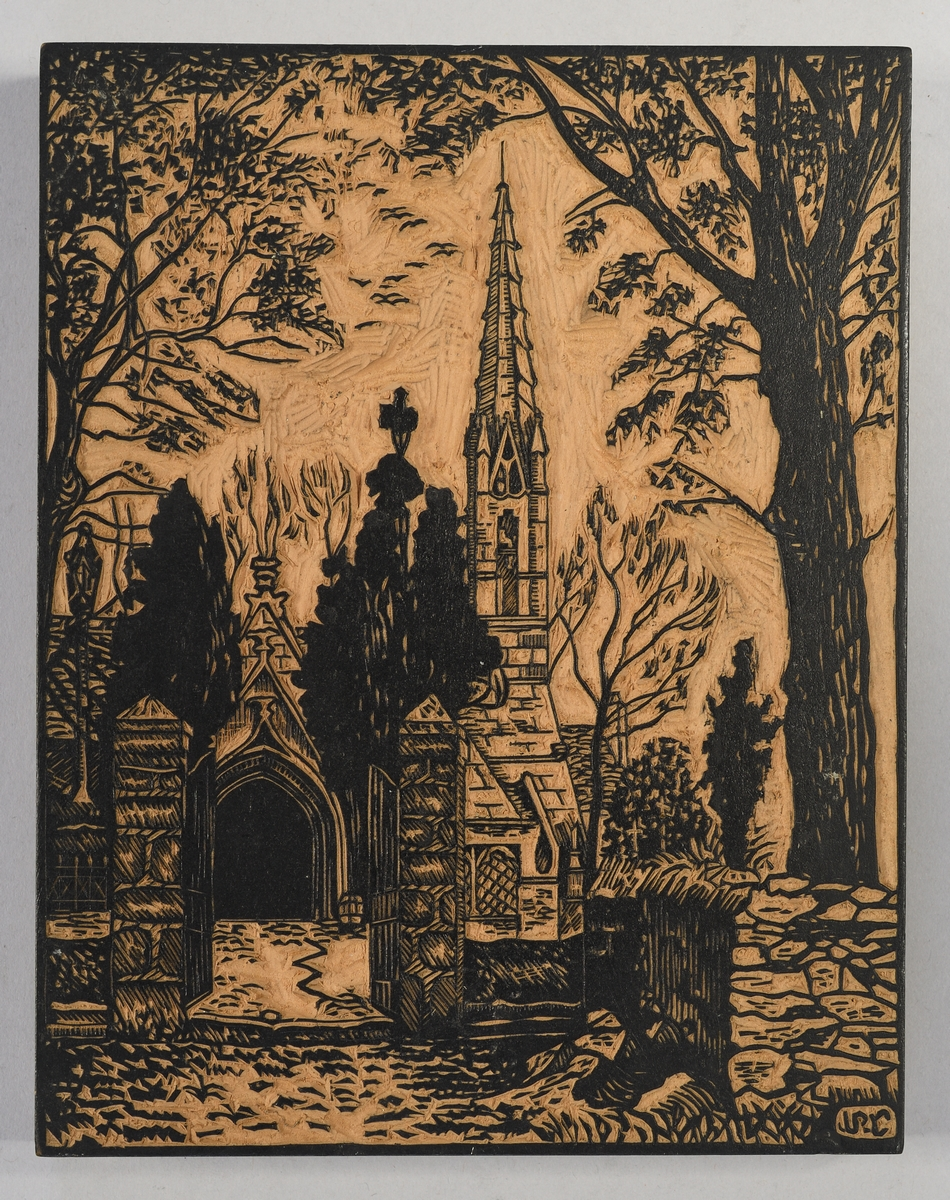
Sans titre - Vue d'architecture (n.d.), Musée d'art et d'histoire de Saint-Brieuc.
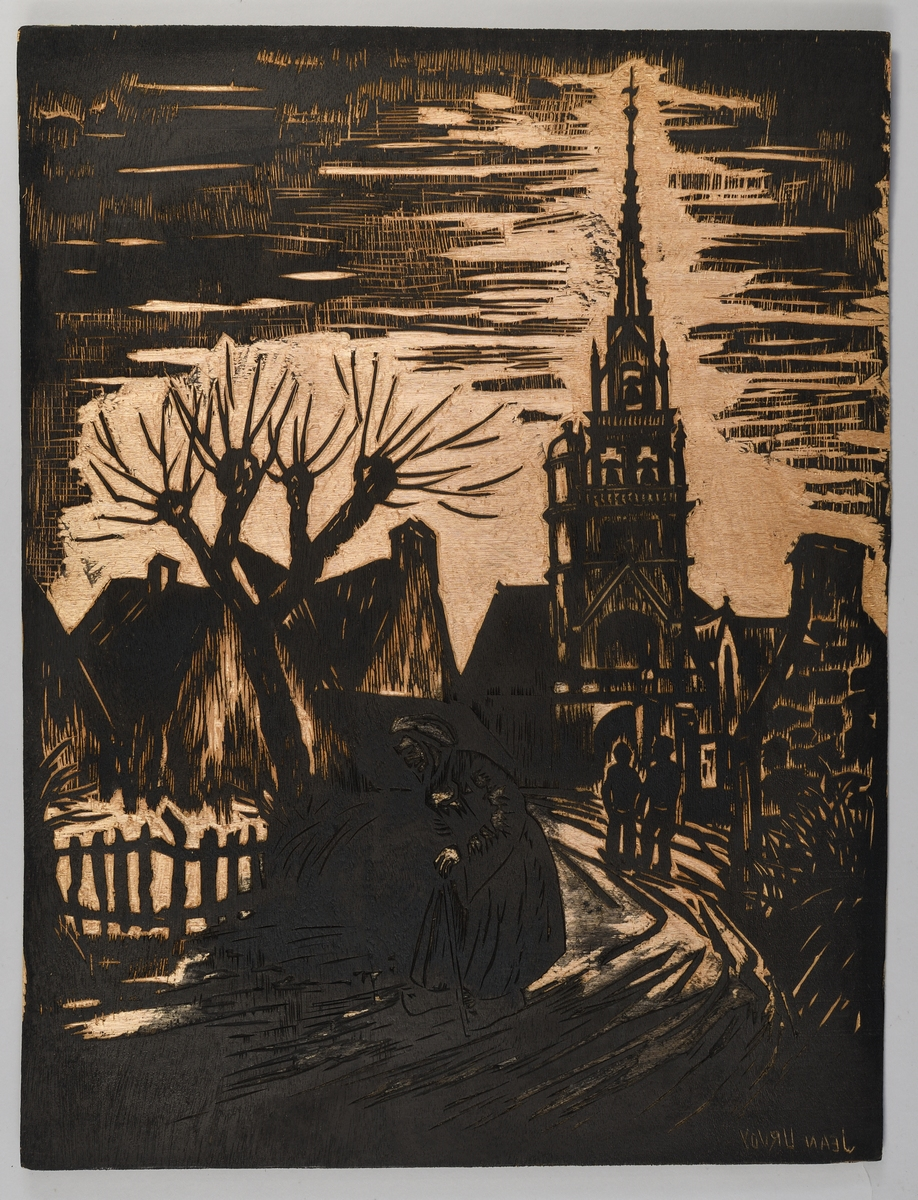
La vieille de Saint-Carré (n.d.), Musée d'art et d'histoire de Saint-Brieuc.
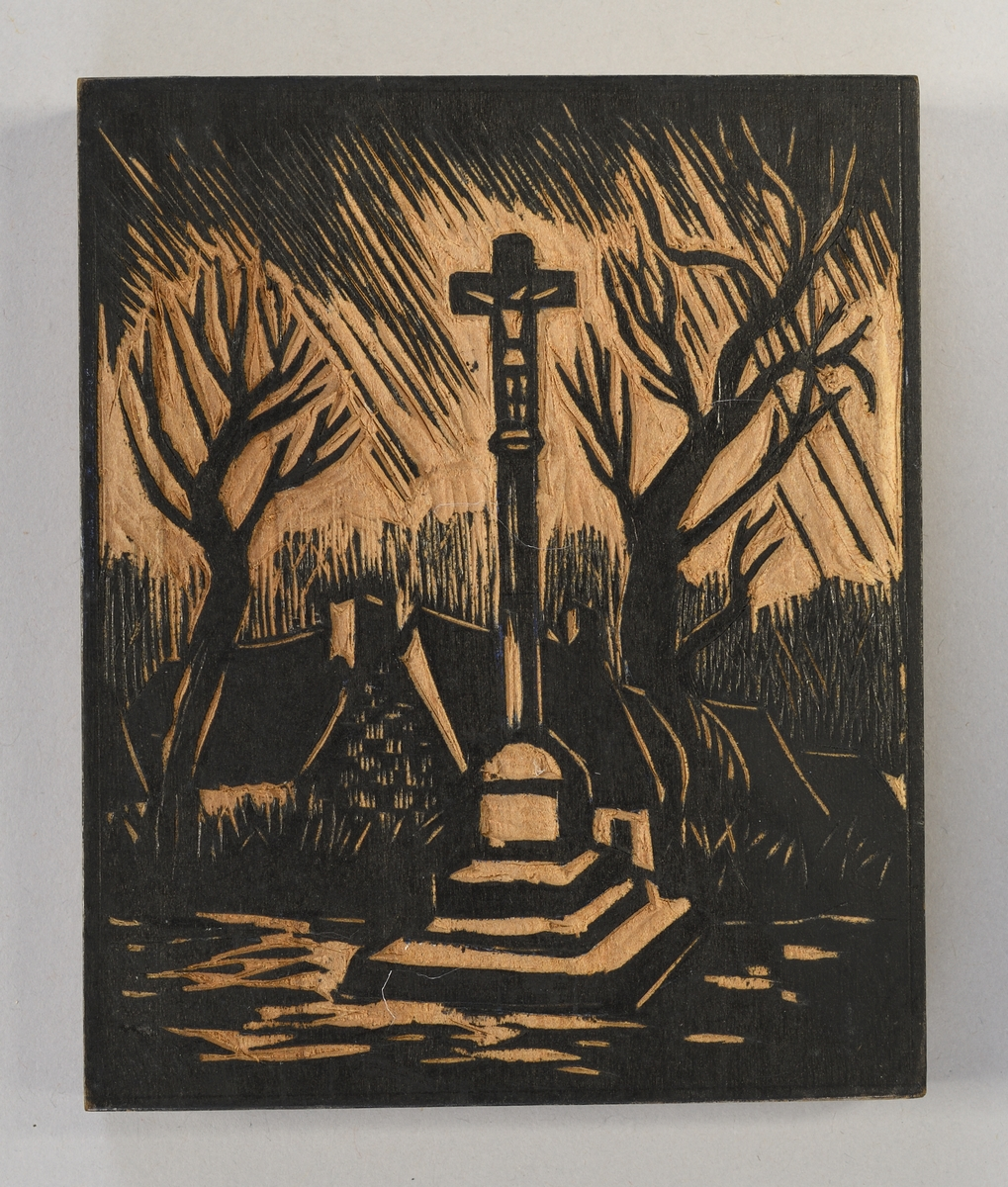
Le calvaire (1973), Musée d'art et d'histoire de Saint-Brieuc.

Le monde du cirque
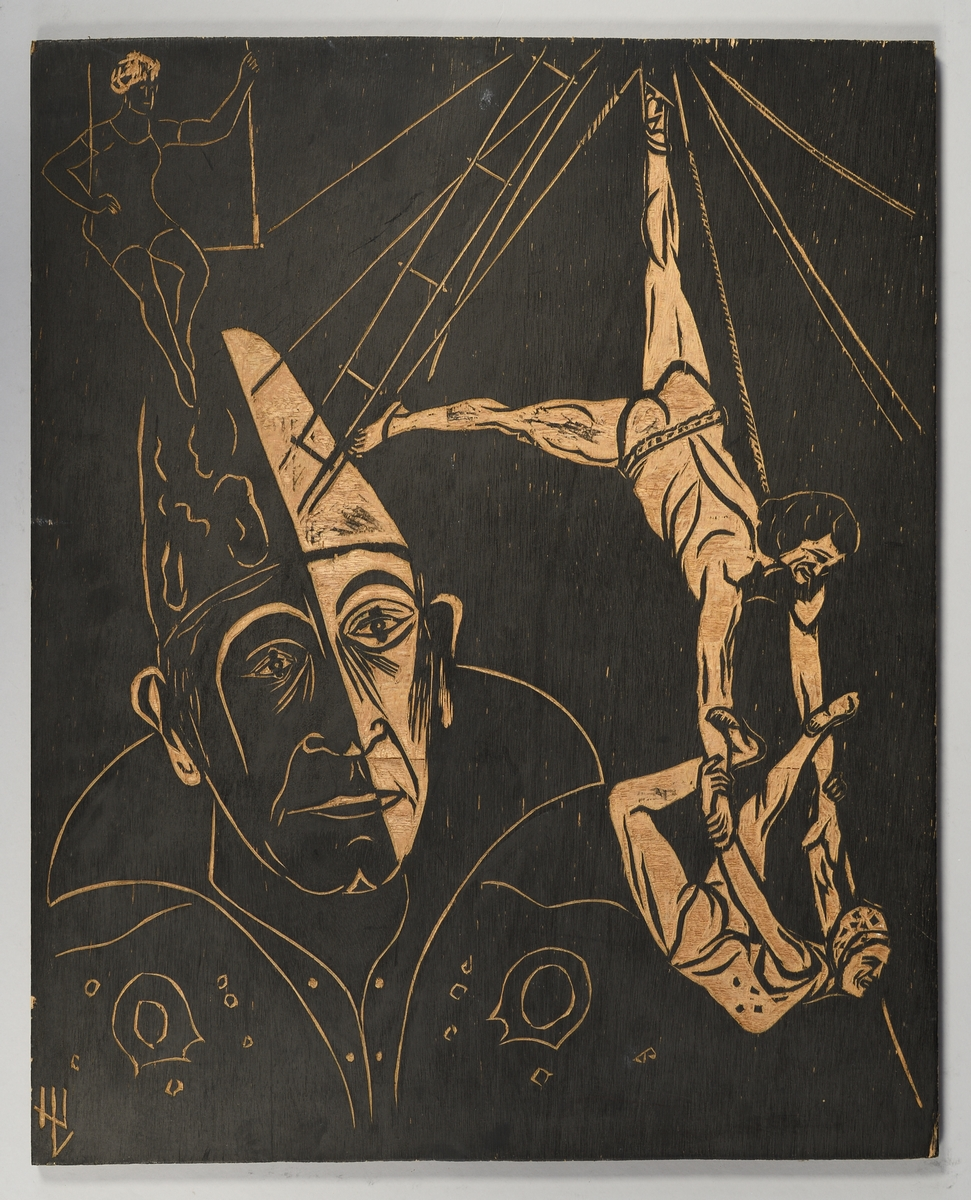
Acrobates à la corde (1973), Musée d'Art et d'Histoire de Saint-Brieuc.
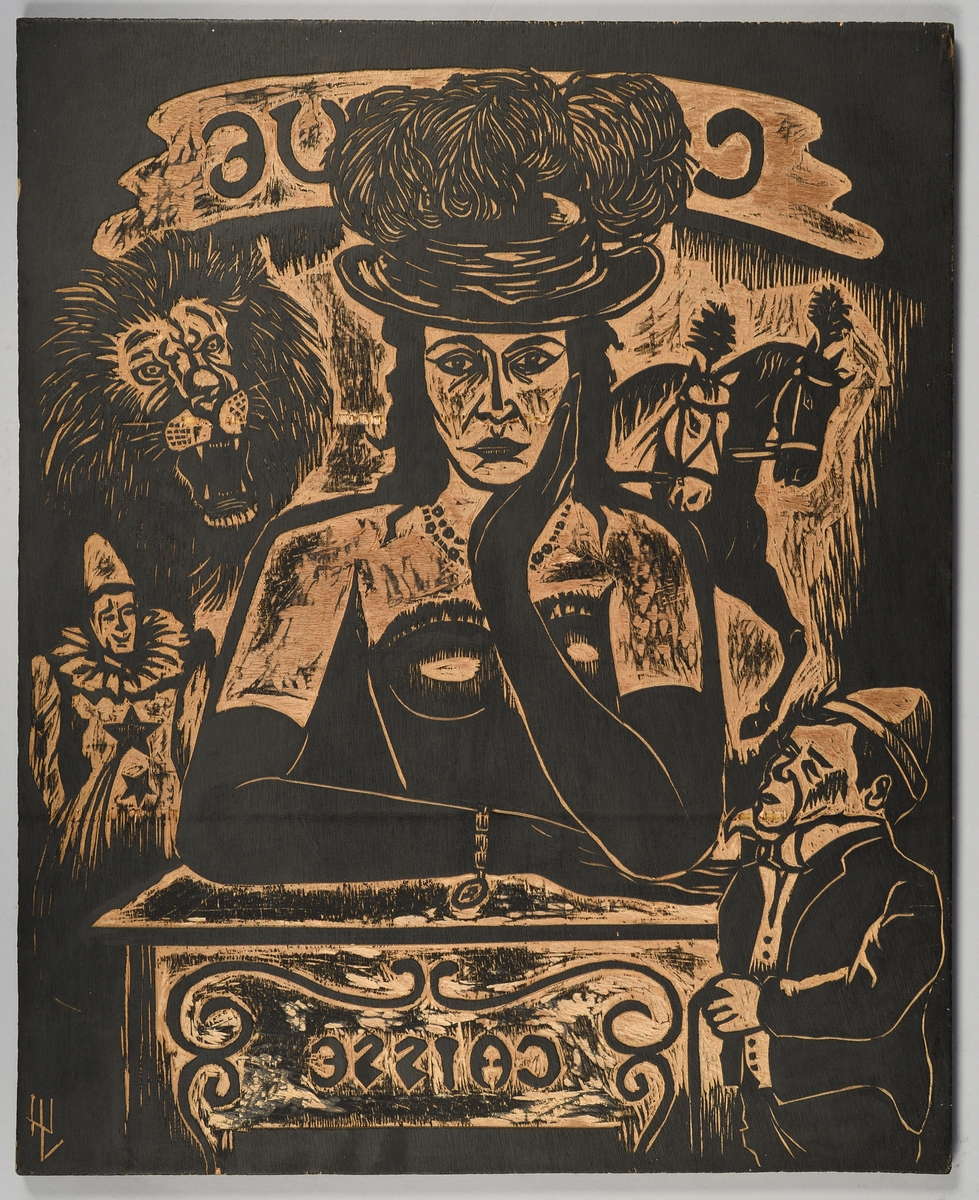
La caissière (1972), Musée d'Art et d'Histoire de Saint-Brieuc.
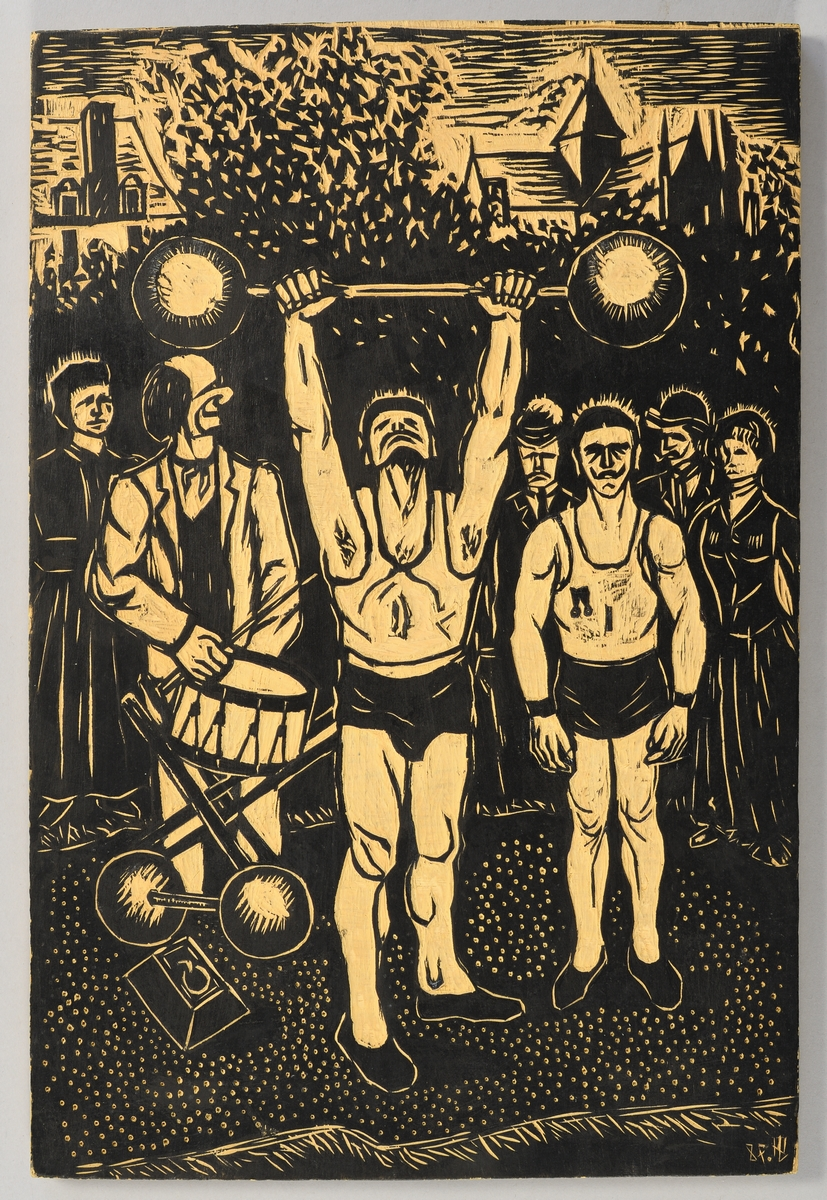
Sans titre - Bois gravé représentant deux haltérophiles et un clown (1978), Musée d'art et d'histoire de Saint-Brieuc.
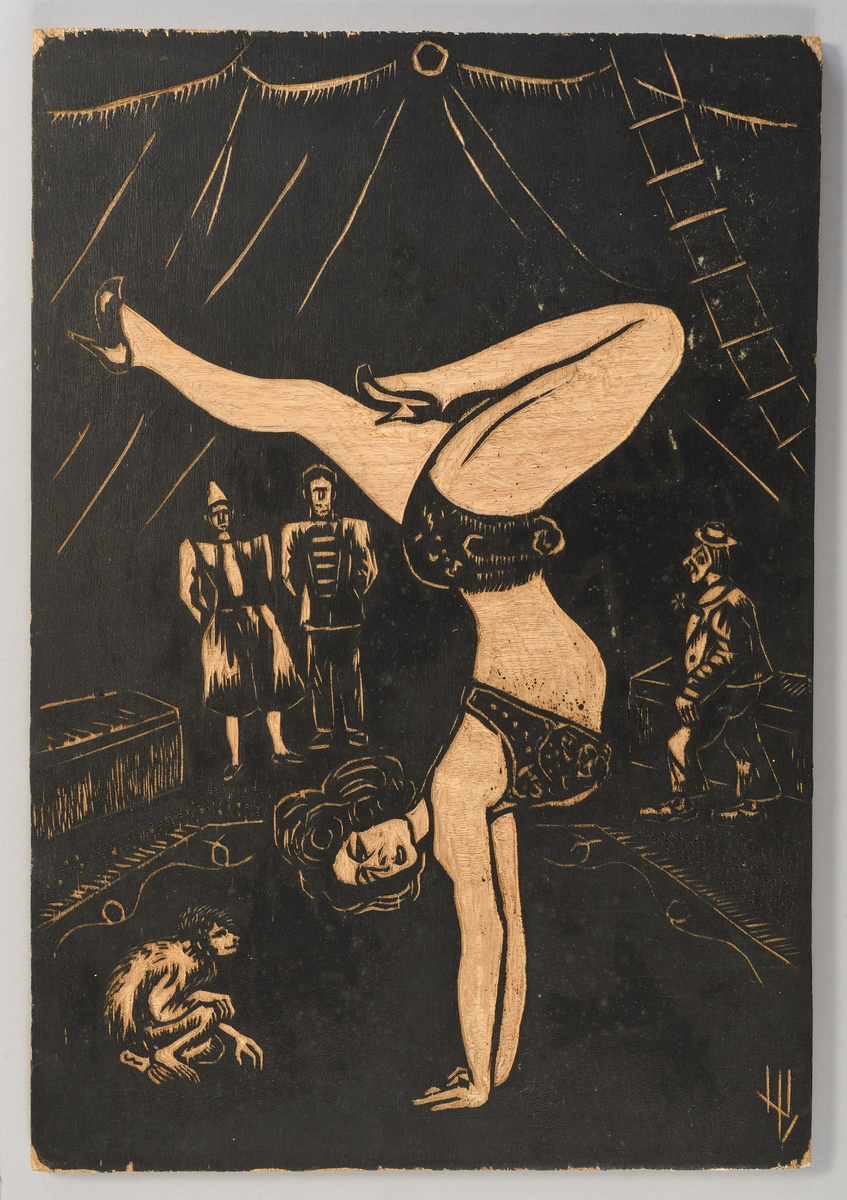
La femme et le singe (1973), Musée d'Art et d'Histoire de Saint-Brieuc.
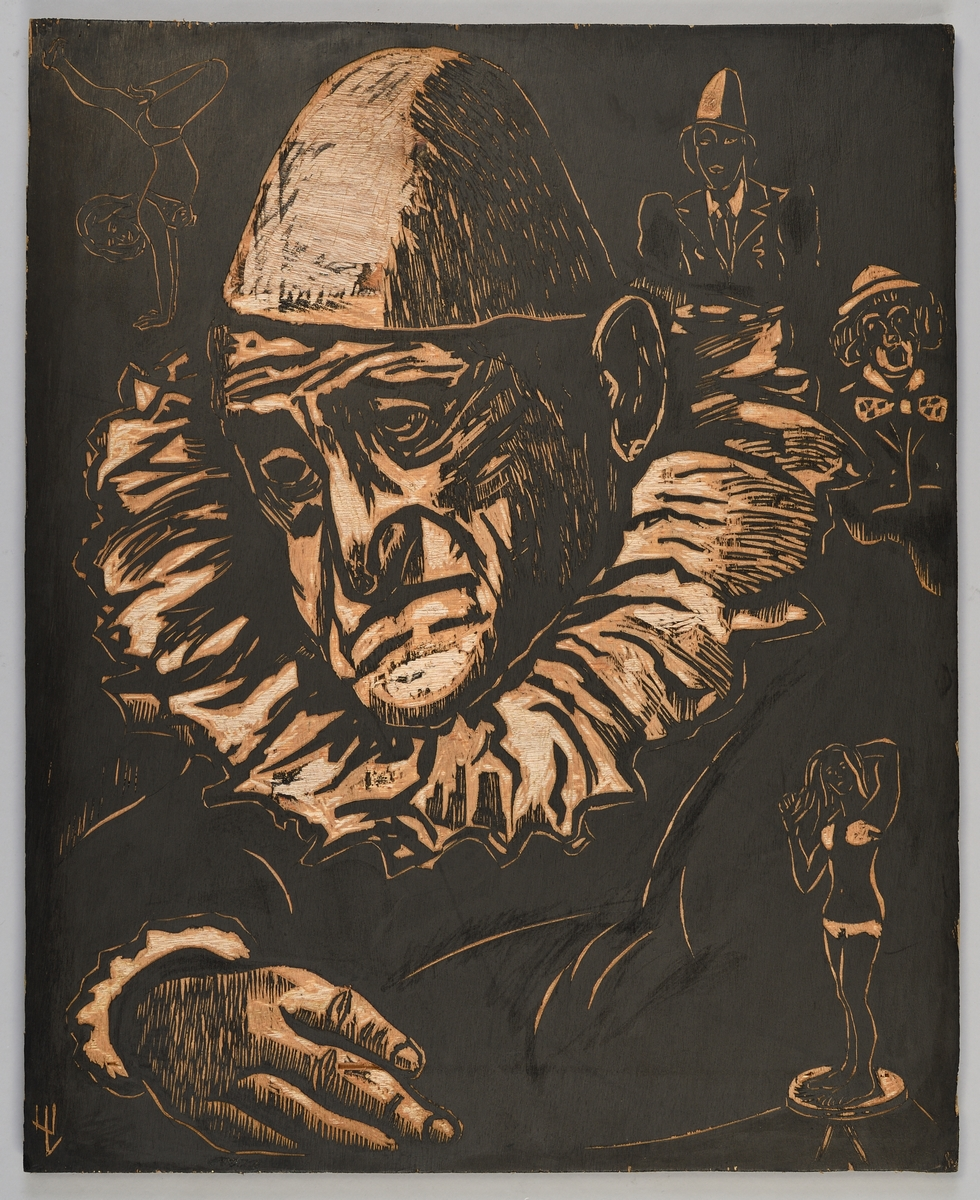
Le clown triste (1972), Musée d'Art et d'Histoire de Saint-Brieuc.

Dans les années 1970, Jean Urvoy s’est également consacré à une série de planches sur monde circassien, notamment à travers des bois gravés. Son œuvre met en scène des figures emblématiques du cirque – acrobates, clowns, dompteurs, haltérophiles – en capturant l’énergie brute et l’atmosphère souvent teintée d’étrangeté propre à cet univers. Comme de nombreux artistes du XXe siècle, son regard oscille entre fascination et critique sociale. Son œuvre souligne autant la magie du spectacle que ses coulisses précaires et plus sombres, faisant du cirque une métaphore de la condition humaine, entre éclat et mélancolie.

La mer et les bateaux
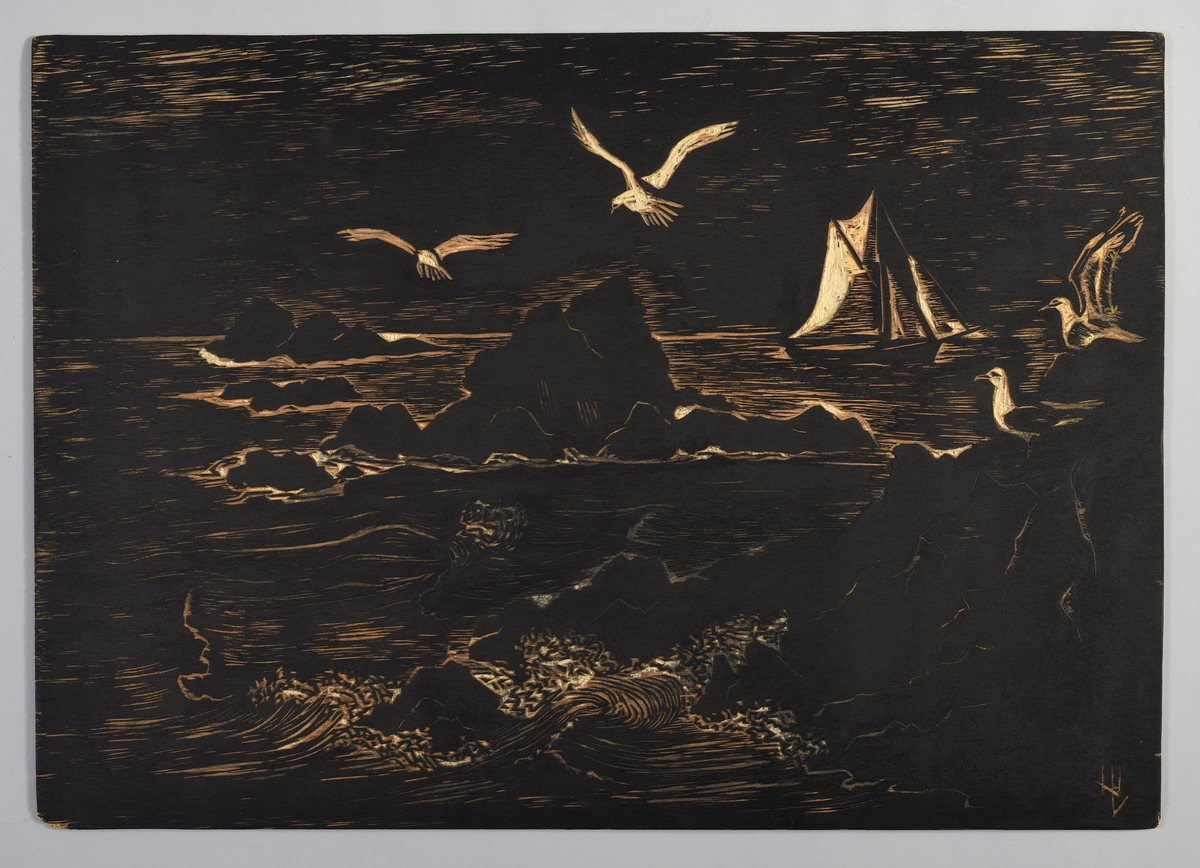
Sans titre - Marine aux rochers et oiseaux (1971), Musée d'art et d'histoire de Saint-Brieuc.
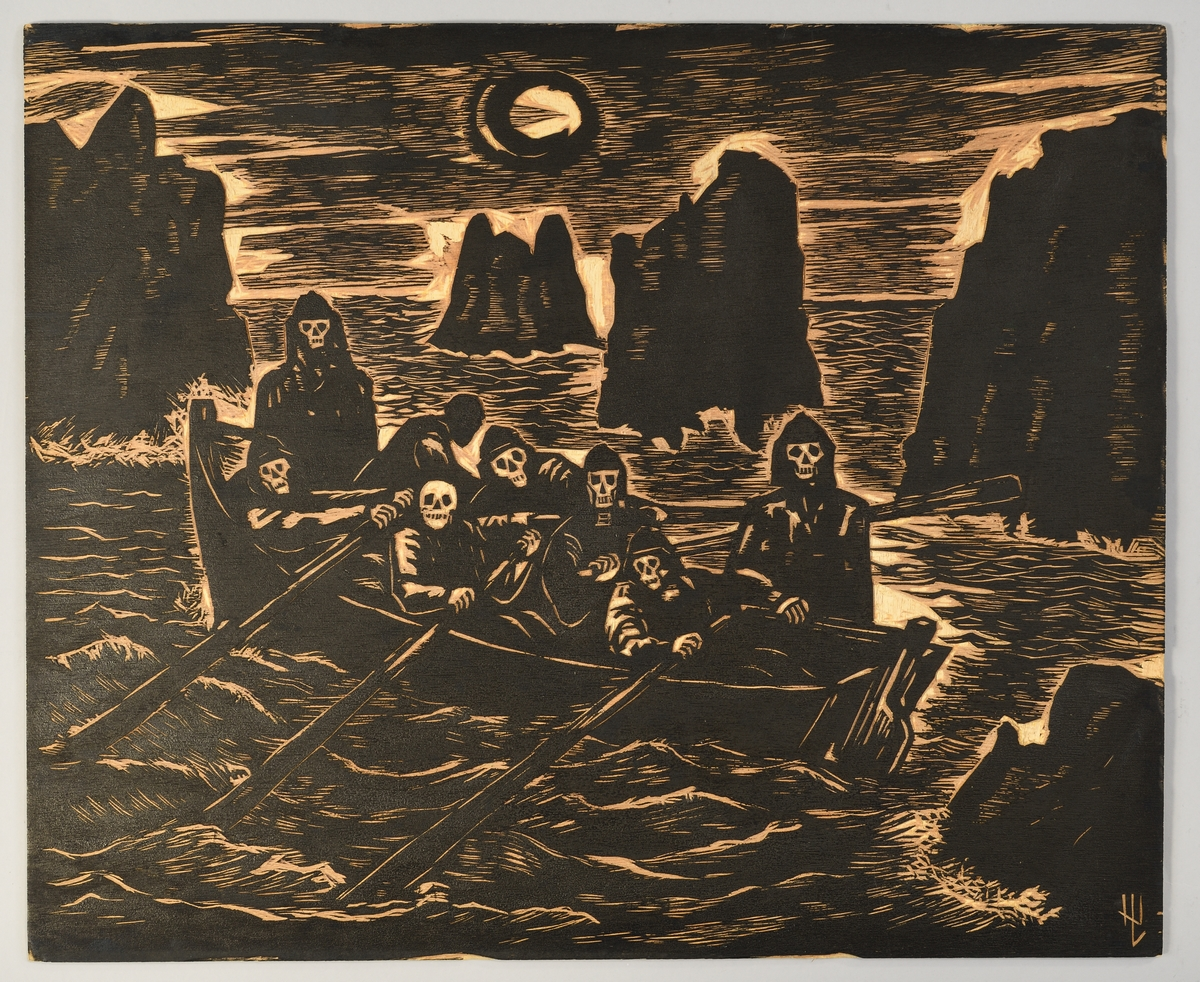
Sans Titre - Une barque naviguant à la rame entre des rochers (1971), Musée d'Art et d'Histoire de Saint-Brieuc.
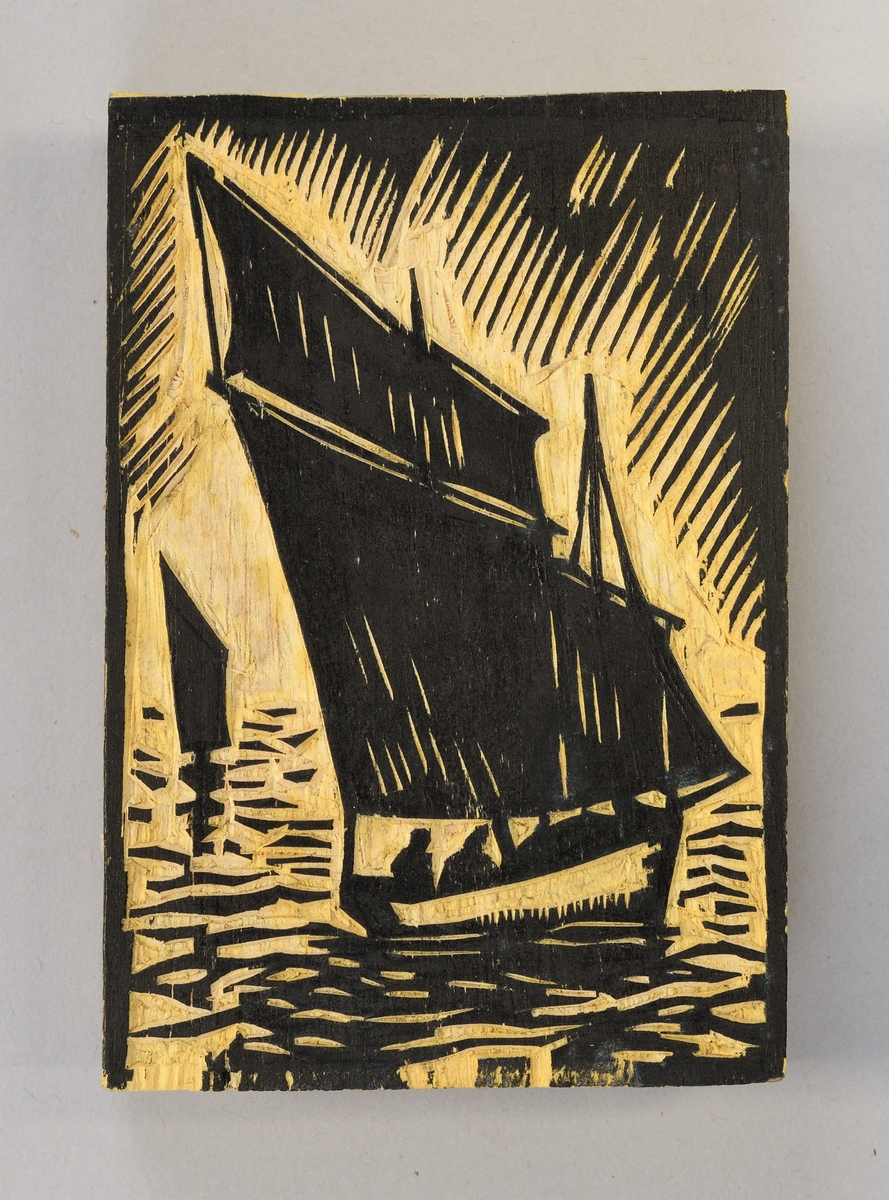
Sans titre - Voilier (n.d.), Musée d'art et d'histoire de Saint-Brieuc.
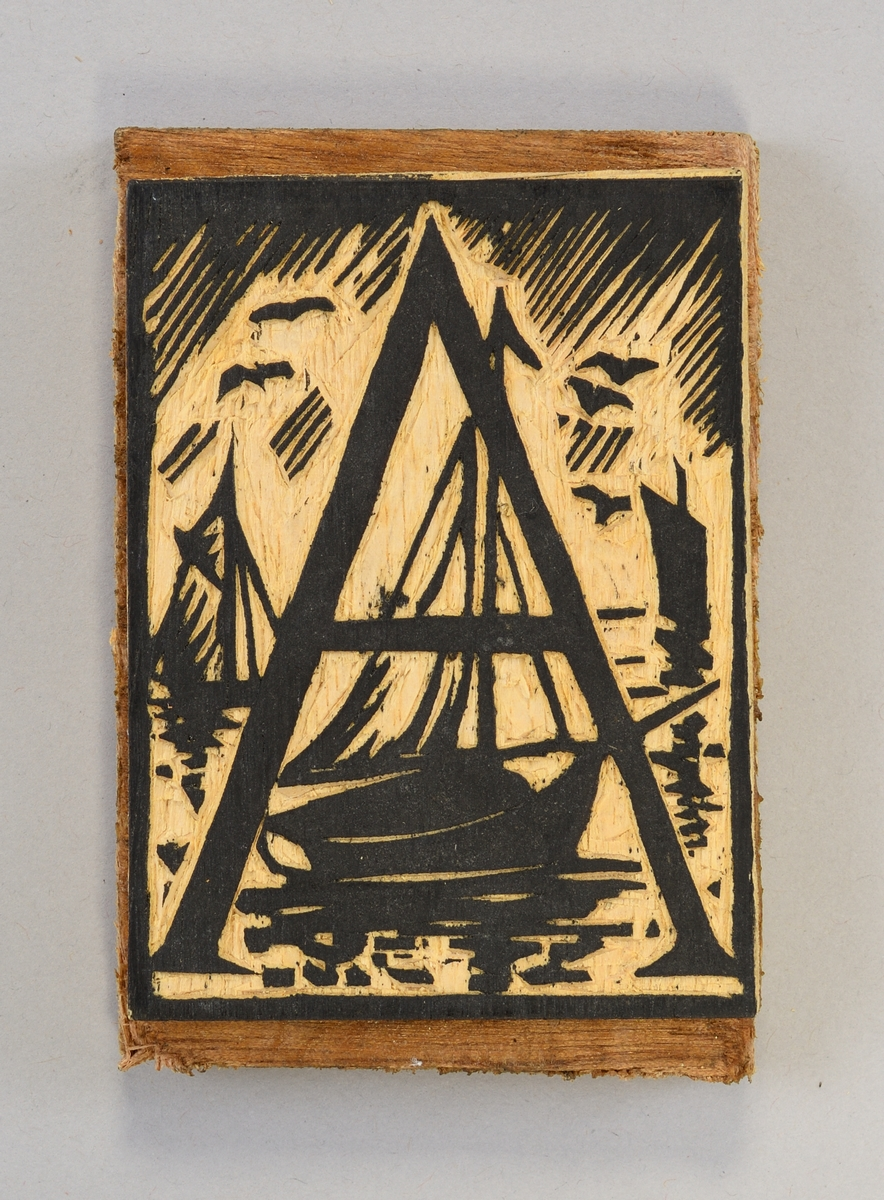
Sans titre - A avec bateau (n.d.), Musée d'art et d'histoire de Saint-Brieuc.
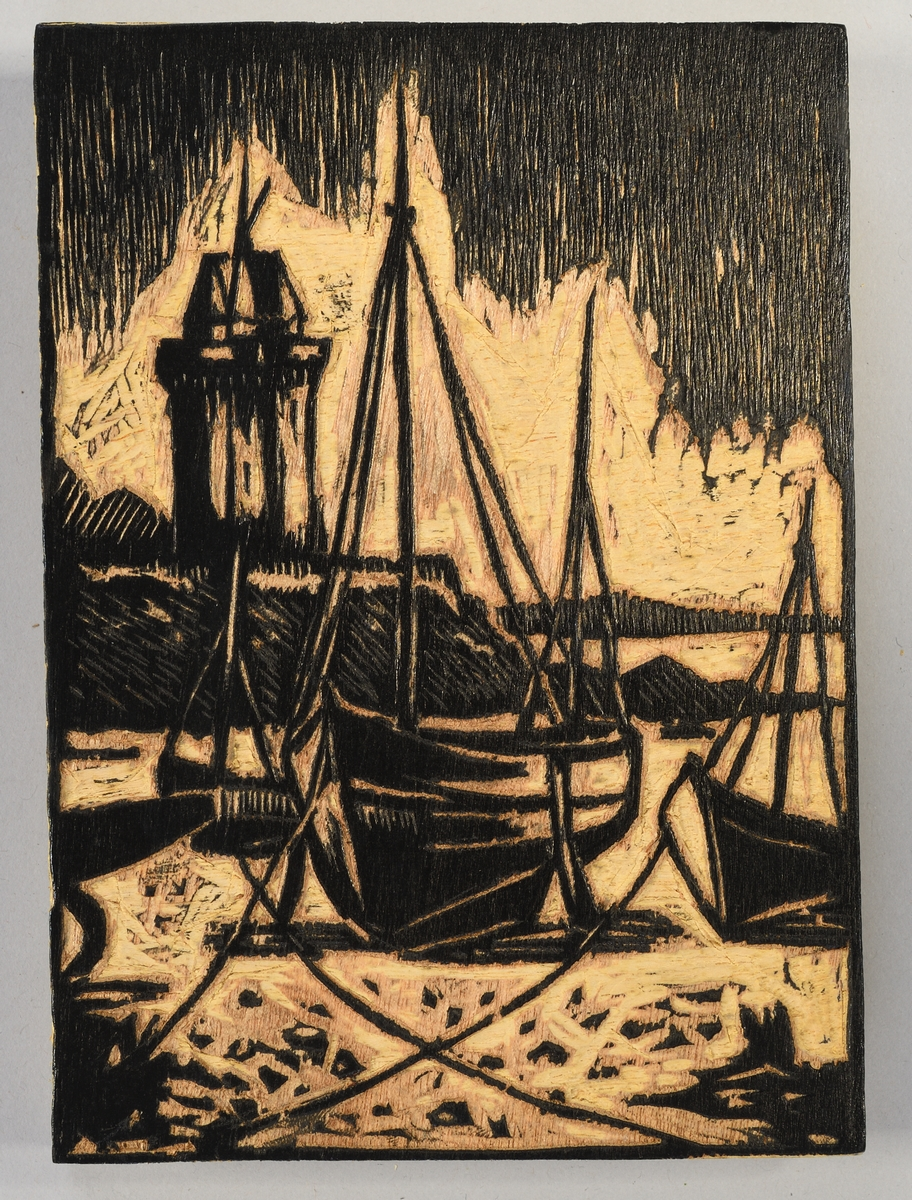
Sans titre - Bateaux à marée basse (n.d.), Musée d'art et d'histoire de Saint-Brieuc.
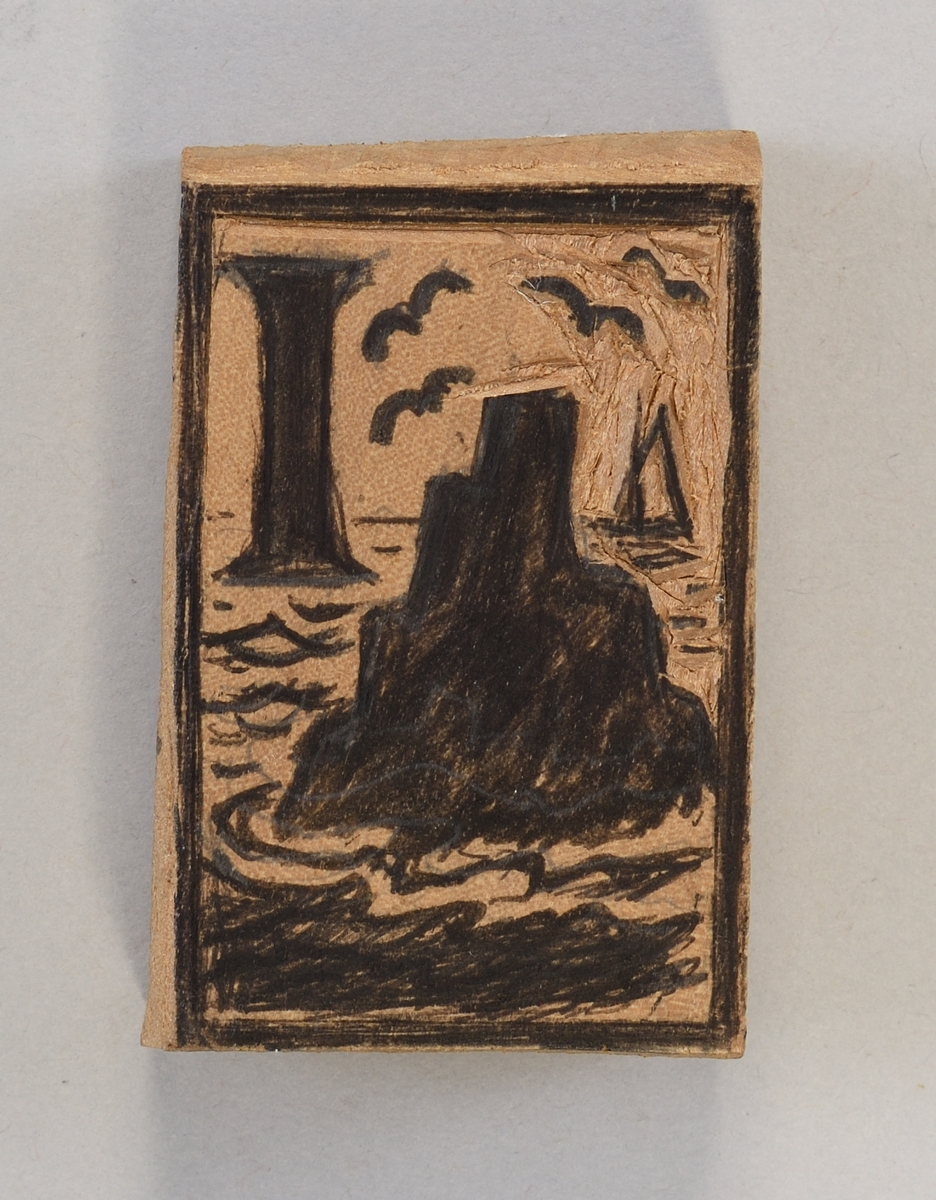
Sans titre - I avec rocher dans la mer (n.d), Musée d'art et d'histoire de Saint-Brieuc.

Gravures animalières
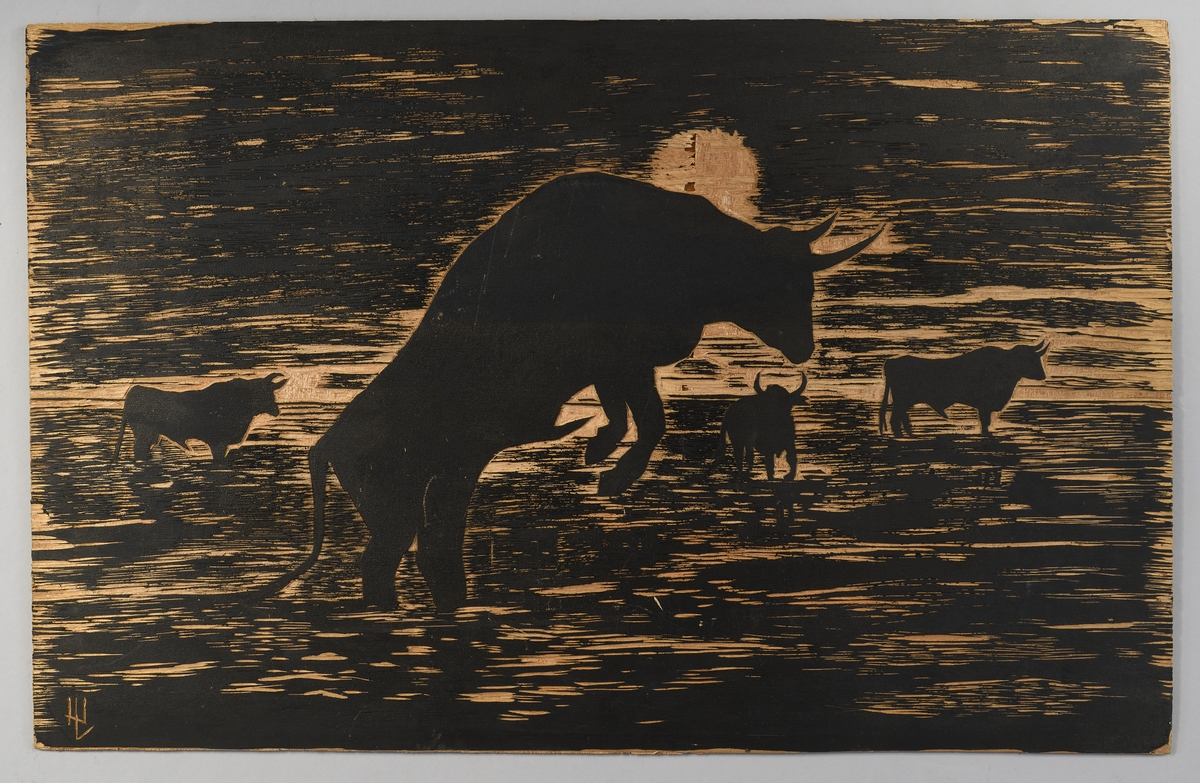
Le Seigneur de la Marisma (1973), Musée d'art et d'histoire de Saint-Brieuc.
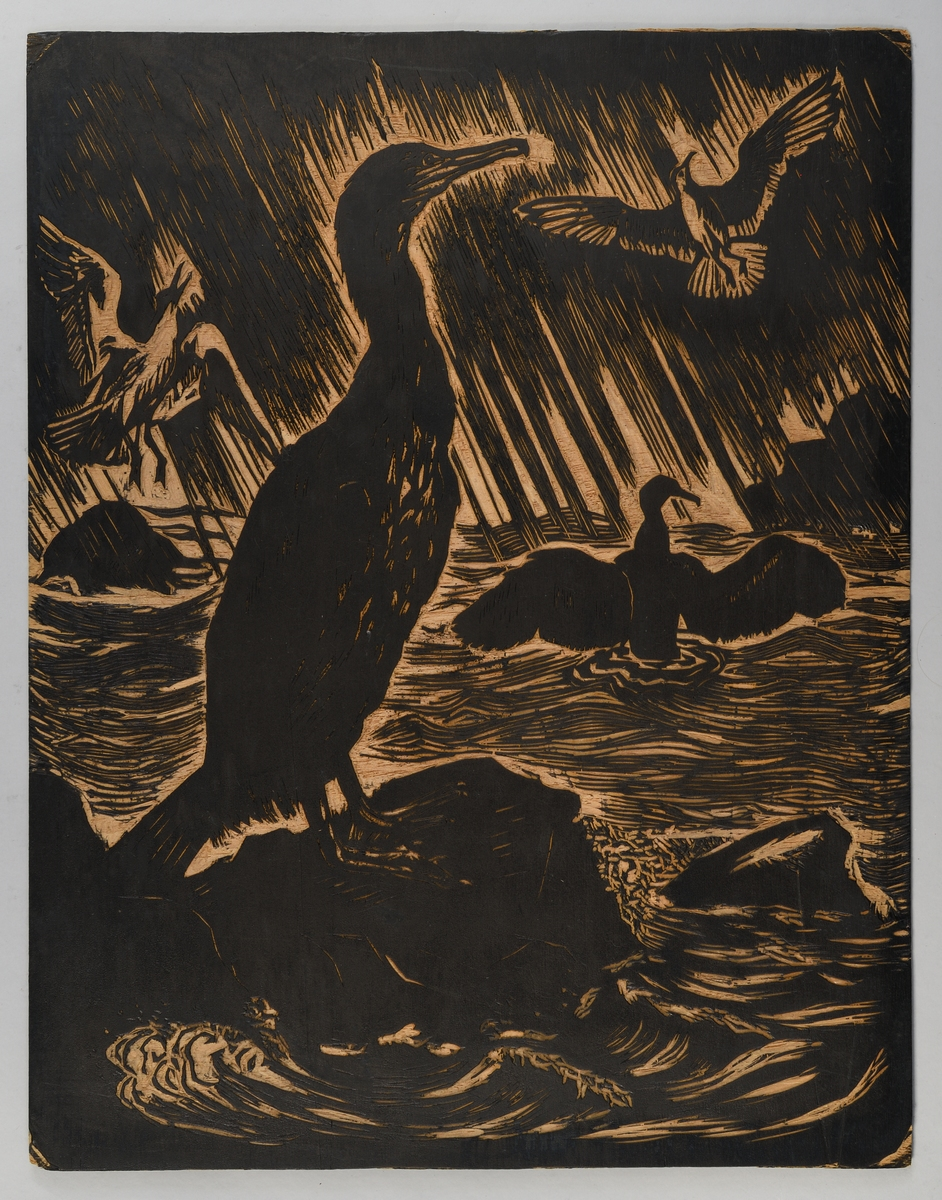
Le Cormoran nage... (1974), Musée d'art et d'histoire de Saint-Brieuc.
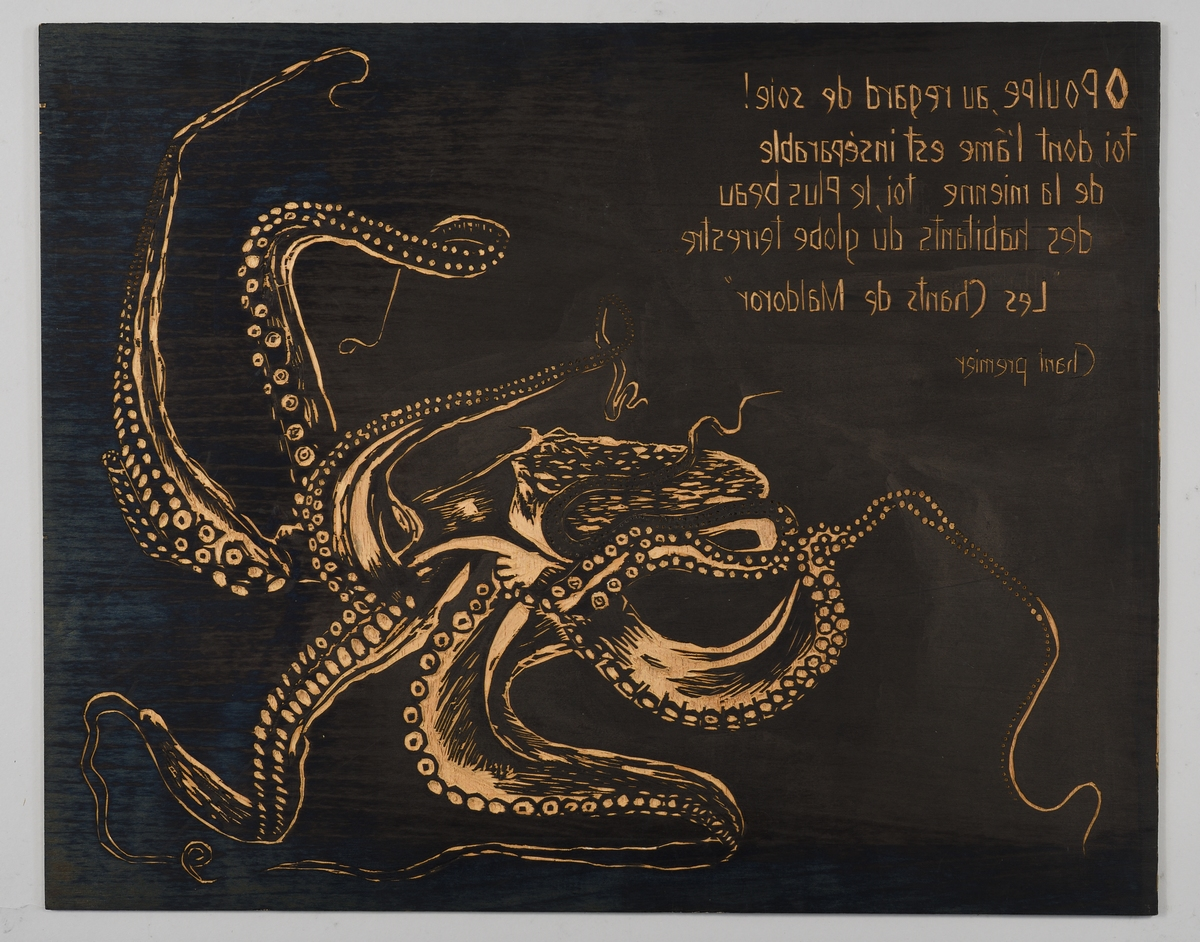
Le Poulpe (1974), Musée d'art et d'histoire de Saint-Brieuc.
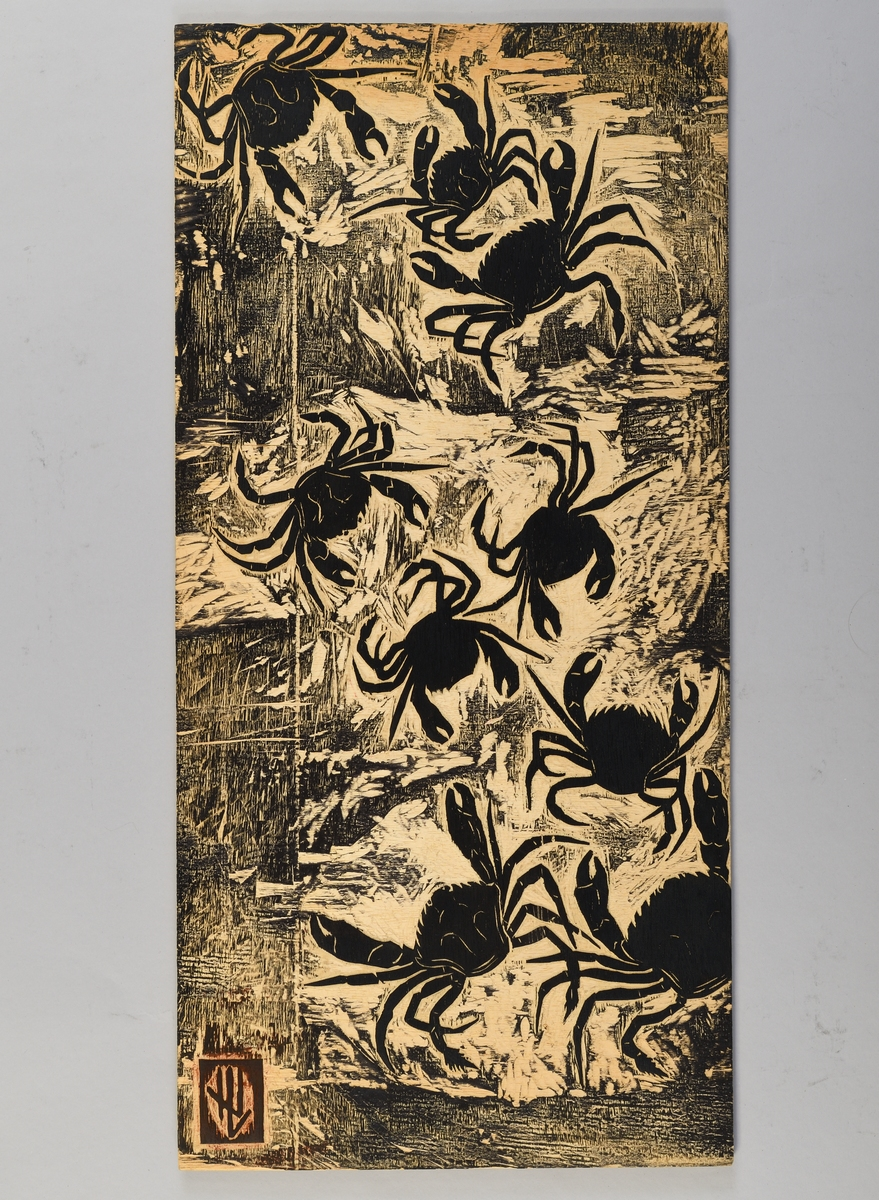
Crabes, (n.d., vers 1970),Musée d'art et d'histoire de Saint-Brieuc.
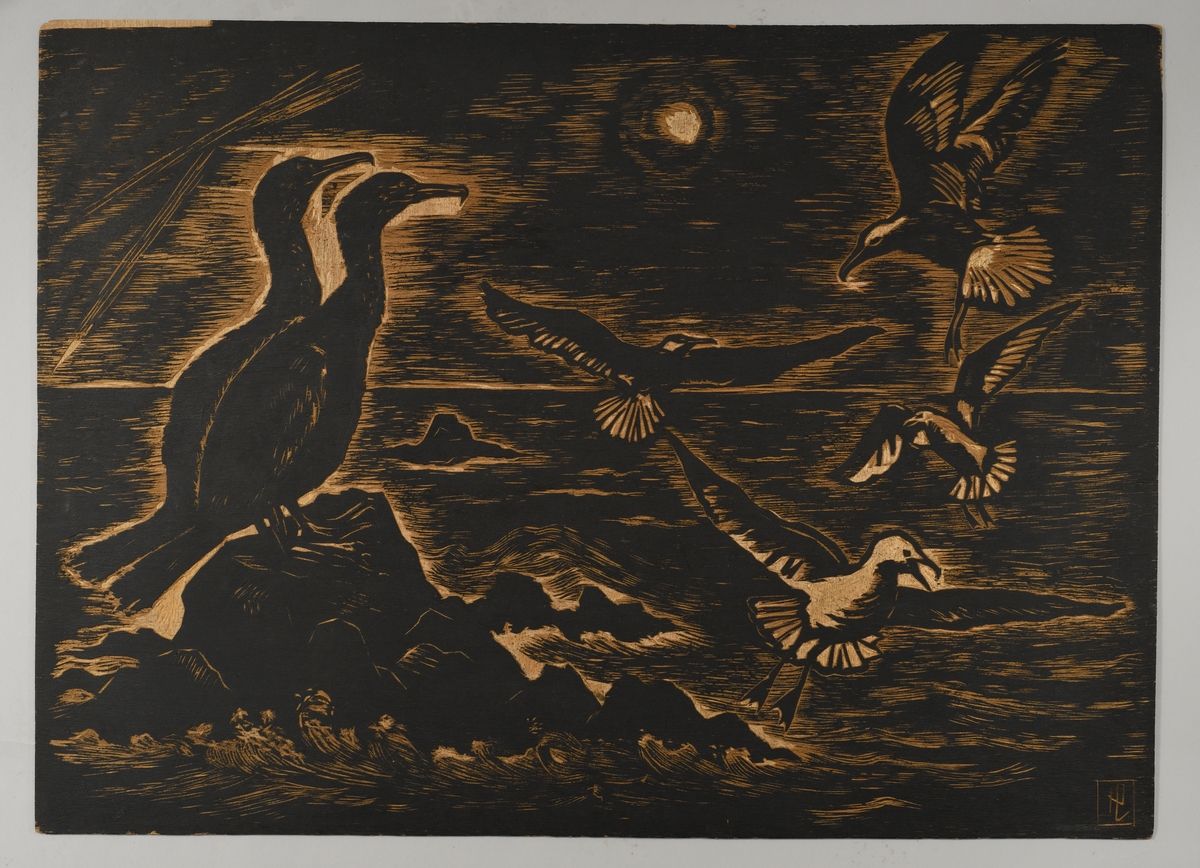
Les Cormorans ou Les Goëlands (n.d., vers 1974), Musée d'art et d'histoire de Saint-Brieuc.
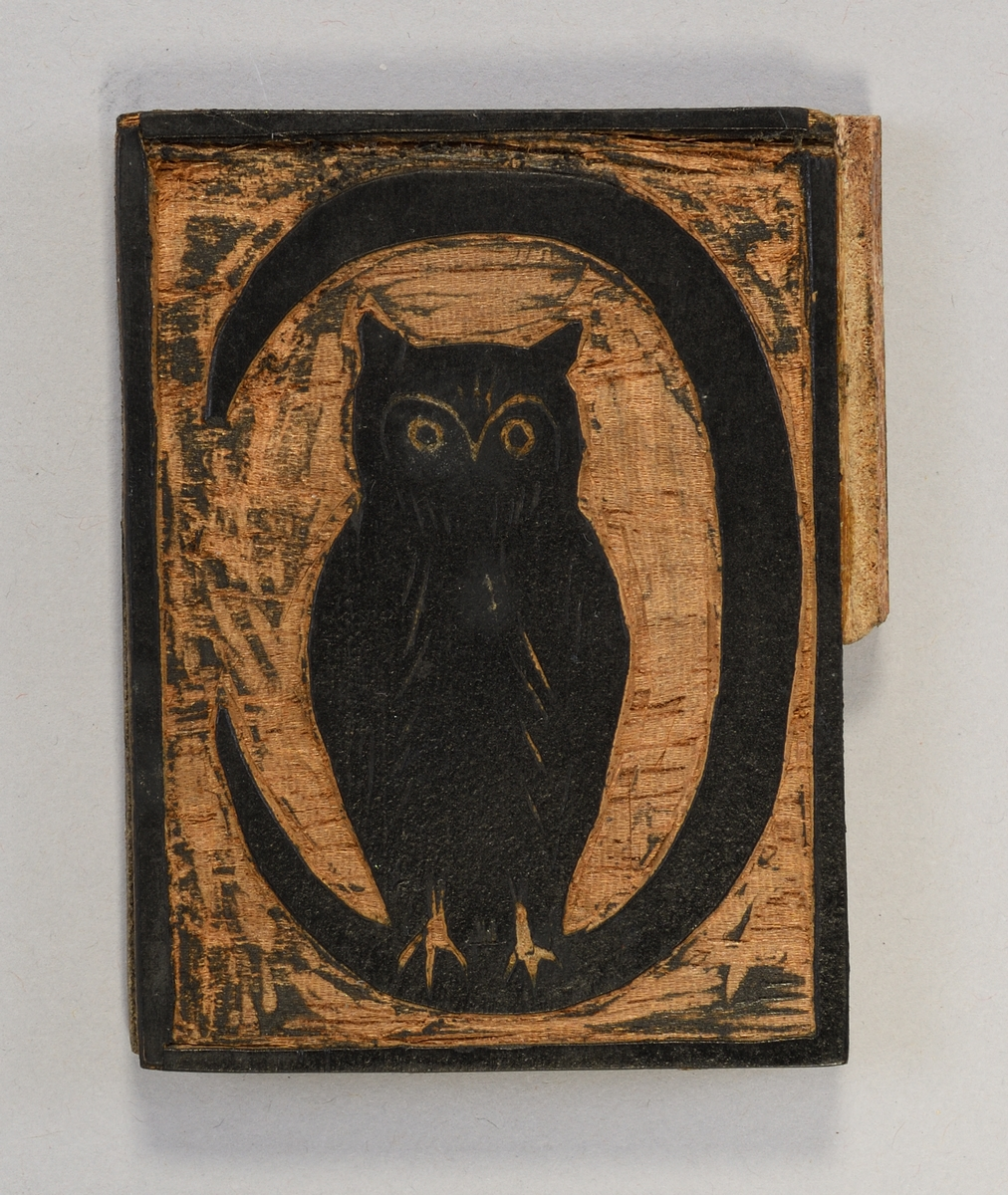
Hibou dans la lettre C, (n.d., vers 1970), Musée d'art et d'histoire de Saint-Brieuc.

L'ensemble de ces gravures a servi à illustrer de nombreux ouvrages :
- Les Chansons du XVIIIe siècle, ouvrage de gravure sur bois, sur les presses de Raphaël Maillol, 50 ex. numérotés en chiffres romains de I à L sur Vergé de Montval de Gaspard Maillol, 150 ex. numérotés de 1 à 150 sur papier Vidalon, 1933.
- Images de la Rance, ouvrage de gravure sur bois, sur les presses de Raphaël Maillol, préface de Roger Vercel, à l'Enseigne des beaux Livres, 100 exemplaires sur papier à la main pur fil, 1934.
- Pardons, album de 12 bois gravés, préface de Roger Vercel, par l'imprimerie l'Ouest-Eclair, Rennes, 100 exemplaires sur papier de Montval, 1936.
- Le livre du centenaire de la Caisse d'Epargne de Dinan, Saint-Brieuc, Presses bretonnes de L. Aubert, illustré 11 bois gravés, 510 exemplaires, 1936.
- Le Naufrageur, Texte de Tristan Corbière, Bois gravés, non paru.
- Child Harold, Texte de Jacques Petit, Bois gravés, non paru.
- La Rance, présentation de Roger Vercel, P. Arc-en-Ciel, in-4° Imprimerie Peigné, illustré de 20 gouaches, le tirage numéroté de 1 à 500, 1945.
- Dinan, ville féodale, 17 gravures sur bois originales, Dinan, Impr. Peigné, 1959.
- Jacques Petit, Saisons bretonnes, bois gravés de Jean Urvoy, Impr. Peigné, 200 exemplaires sur papier bouffant blanc, et 30 exemples numérotés sur papier Alfa 80 gr., 1965.
- Bouts de Bois, album de 34 bois gravés, préface de Sylvie Ollivier, par l'Atelier d'art, Editions F. et H. Aussant, 28 et 46 rue de Saint-Malo, Rennes, 100 exemplaires sur Lana Velin, 1984.
- Présence de Lamennais, préface de B. Heudré, aux éditions de J.P. Bihr, 2004.
- Philippe Le Stum, Impressions bretonnes, bois gravés de Jean Urvoy, éditions Palantines, 2005.
- Contes et nouvelles du Trégor et d'ailleurs, éditions Coop Breizh, 2005[32].
- Le Trégor, éditions Palantines, 2006.
- « 3 février 1907, l'incendie des porches », dans Le Pays de Dinan, 2006, p. 94-98, 2006.
- Estampes de Bretagne, 2006.
- Ma Rance, passion, Saint-Suliac, Yellow Concept, 2007[33].
- La vieille rivière, dans Le Pays de Dinan, p. 90-93, 2007.
- Août 1914, dans Le Pays de Dinan p. 203-206, 2007.
- Secrets d'errances, Saint-Suliac, Yellow Concept, 2008[34].
- Lumières de Rance, Yellow Concept, 2010[35].
- Le royaume de Juda, Yellow Concept, 2010[36].
- Les fils de la Houle, Cancale, Yellow Concept, 2011[37].

### L'écriture

#### Livres d'artiste
- Bouts de bois, préface de Sylvie Ollivier, 34 gravures sur bois, numérotées chacune de 1 à 100 et signées par l'artiste dans un volume in-4°, sous chemise imprimée rempliée, Rennes Aussant, 1984.

#### Manuscrits
Vers 1950, il se met à écrire car, disait-il :

« Il y a bien des choses que je ne peux exprimer par la gravure, comment peindre le mysticisme, les peines et les souffrances des Bretons dans la guerre, sur les océans, la nostalgie du pays natal. »

En 1955, il rédige Le Royaume de Judas, un roman qu’il a gardé secret dans un tiroir et qui a été révélé par sa fille après sa mort. Les premières pages de ce roman illustrent la force du lien qui unit l’auteur à la Bretagne qu’il chérit tant.
Il écrit aussi des contes du Trégor et d’ailleurs comme Le Bedeau de Ploumilliau, March’ait et d’autres encore, un texte sur Lamennais et Maurice de Guérin, La petite Angèle de Goas ar Guen dans lequel il évoque le Trégor et ses souvenirs de la première guerre mondiale. Jean Urvoy s'intéresse également à la poésie et écrit des poèmes en prose. À la fin de sa vie, il écrit des haïkus et en publie un recueil intitulé Nymphes.
- « Le Temps retrouvé », actes d'une conférence prononcée par Jean Urvoy le 4 juin 1978 portant sur La Rance, au Théâtre des Jacobins à Dinan, à l'invitation de la Société des amis du musée et de la bibliothèque de Dinan, publié dans Le Pays de Dinan, Tome XIX, Dinan, Manoir de Ferron, 1999, p. 39-74.
- La Houle, Cancale, La Halle à Marée, 2000.
- Articles pour la revue Entre nous.
- Poèmes en prose - Haïku.

#### Publications
- La Houle, texte accompagné de 24 gouaches, 25 exemplaires sur papier Lavie satiné Canson et Montgolfier, 1950.
- Au Fil de l'Eau, texte d'artiste écrit à l'encre et à la plume, accompagné de 28 aquarelles de l'auteur, encartage en papier-chiffon, 107 pages, 1984.
- Saint-Malo-de-l'Isle, écrit à l'encre et à la plume, en écriture anglaise, accompagné de 10 gouaches de l'auteur, encartage en tissu amarante, 76 pages.

## Œuvres dans les collections publiques

### Musée d'art et d'histoire de Saint-Brieuc
À la mort de Jean Urvoy, l'ensemble de ses droits d'auteur et de ses 4 000 œuvres (peintures, gouaches, aquarelles, collages, dessins à la mine de plomb, au fusain et à l’encre de Chine, gravures sur bois et lithographies) ont été légués à sa fille unique, Martine Urvoy. Celle-ci, morte sans descendance le 12 avril 2012, a à son tour légué cet héritage à sa filleule. Cette dernière a fait don de l'intégralité du fonds et de ses droits patrimoniaux au Musée d'Art et d'Histoire de Saint-Brieuc. Le fonds Urvoy du musée comprend actuellement 300 bois gravés (matrices) et presque autant de tirages, dont l'inventaire est toujours en cours en 2025.

### Musée départemental Breton de Quimper
Les collections du musée départemental breton de Quimper comprennent également une quarantaine d'estampes de Jean Urvoy. Une grande partie de ces œuvres représentent la vie bretonne, et en particulier la vie religieuse de la région à travers une série consacrée aux pardons. On y trouve également plusieurs estampes ayant pour sujet la guerre, des paysages de Saint-Michel-en-Grève, des portraits de personnages folkloriques bretons tels que l'ankou, ainsi que des illustrations pour le poème Le Naufrageur de Tristan Corbière présent dans son unique recueil Les Amours jaunes.

### Musée des Beaux-Arts de Vannes
Le Musée des Beaux-Arts, la Cohue de Vannes conserve un ensemble de 18 estampes de Jean Urvoy. Cet ensemble est composé majoritairement de paysages et de représentations animales mais aussi de scènes de la vie quotidienne et du travail paysan.

### Musée de Pont-Aven
Le Musée de Pont-Aven possède une estampe de Jean Urvoy, qui montre une vue de Dinan avec des arbres morts. Elle fut notamment exposée lors de l'exposition universelle de 1937, sous le pavillon breton.

## Salons et expositions

### Salons
- Salon des indépendants[6].
- Salon des surindépendants de 1937[4].
- Salon d'automne de 1932[12], de 1937[4], de 1983[41] et de 1984[6] (exposition de deux bois gravés : Remous et Crète de la vague).

### Expositions
- 1937, Exposition internationale de 1937 - Galerie F. Besnard, Galerie des Capucines - Salon des surindépendants - Salon d'automne, Paris[4].
- 1965, Hôtel Kératry, rue de l'Horloge à Dinan, du 3 au 9 août 1965.
- 1966, Hôtel Kératry, rue de l'Horloge à Dinan, au mois de juillet.
- 1966, Théâtre des Jacobins à Dinan dans le cadre de la semaine commerciale, du 4 au 11 septembre.
- 1966, Galerie Marzin du 26 novembre au 3 décembre.
- 1968, Le Groupe participe à la Semaine commerciale dans le cadre de l'exposition Plaisirs d'automne inaugurée par le président René Pléven.
- 1985, Rennes atelier F. H. Aussant du 15 au 29 avril, Gravures sur bois de Jean Urvoy.
- 1987, itinérante, De Dinan à Saint-Malo, la Rance millénaire : Saint-Malo, Dinan, Rennes, Saint-Brieuc, printemps 1987 - automne 1988.
- 1998, Bibliothèque municipale de Dinan, Jean Urvoy et la Rance, à l'occasion du centenaire de l'anniversaire de l'artiste, puis reconduite du 15 avril au 28 juin 2008.
- 1999, Cancale (avec l'édition d’un fac-similé de son livre d’artiste La Houle)[8].
- 2000 : Saint Briac, dans le cadre du Festival d’art[8].
- 2000, Musée des beaux-arts de Pont-Aven, Graveurs de la Bretagne aux XIXe et XXe siècles.
- 2002, Musée des beaux-arts de Pont-Aven, Par les ports et par les grèves.
- 2002, Musée de la Cohue de Vannes, Jean Urvoy, bois gravés, du 9 février au 5 mai 2002[30].
- 2005, Musée des beaux-arts de Pont-Aven, La gravure sur bois en Bretagne.
- 2005, Musée départemental breton de Quimper, Impressions bretonnes : la gravure sur bois en Bretagne, 1850-1950, du 17 juin au 2 octobre 2005[25].
- 2006, Musée des beaux-arts de Pont-Aven, L'estampe en Bretagne, 1880-1960, du 18 mars au 19 juin 2006[42].
- 2023, Musée des beaux-arts de Quimper, Au creux du bois – Xylographies, du 13 septembre 2023 au mois de mars 2024[43].

## Postérité

### Hommage
Dédicaces :
- Le Graveur, poème de Jacques Petit, dédié à Jean Urvoy, publié initialement dans la revue "Jointure", 64 rue Pelleport, 75020 Paris, no 47, Automne 1995, republié à l'occasion du centenaire de l'artiste en 1998.

À l'occasion du centenaire de sa naissance en 1998 :
- Émission d'une carte commémorative éditée par la ville de Dinan.
- Publication d'un portrait, écrit par Jacques Petit[44].
- Inauguration d'une plaque commémorative « Ici enseigna Jean Urvoy (1898-1989) Peintre et graveur », posée le 6 novembre 1998, 12 rue de Léhon à Dinan, sur le mur extérieur de l'actuel collège Roger-Vercel, où il enseigna, par la Société des amis du musée et de la bibliothèque de Dinan[45],[46].

Une petite rue, proche de la rue des Fontaines, porte son nom dans la ville de Dinan,.
Le 6 août 2015, un article dans Ouest France annonce une réunion libre et gratuite au Lavoir de Terrelabouët à Cancale (le vendredi 7 août 2015 à 21h) afin de rendre hommage à Jean Urvoy, « figure locale dans la commune, où il venait en vacances et passait ses moments de liberté à écrire, peindre, dessiner et graver ». Au programme : lecture des textes de Jean Urvoy par Thierry Ragot et Edwige Rousseau, accompagnée d'intermèdes musicaux bretons par le groupe des Triory de Bretagne.

### Réception critique
- Denise Delouche, en 1945, à propos des 20 œuvres à la gouache illustrant La Rance, éditée aux Éditions Arc-en-Ciel, écrit : « Une gouache dure et riche, presque lourde, étalée en plans schématisés, qui donne aux rocs, verdure, estran et eau une présence sensuelle. »[23].
- Gérard Mouizel, critique d'art, écrit en 1985 à propos de l'artiste alors âgé de 86 ans : « Le graveur inscrit une fougue et un enthousiasme à revendre, ceux d'un jeune homme nommé Jean Urvoy. »[4].

### Décorations
- Chevalier des Palmes académiques, au grade d’officier d’académie, par arrêté du 13 juillet 1939, publié au Journal officiel de la République française du 14 juillet 1939, en qualité de professeur adjoint à l’école primaire supérieure de Dinan[48].
- Chevalier de la Légion d'honneur, en qualité de capitaine, subdivision de Rennes, par décret du 5 janvier 1954, publié au Journal officiel de la République française du 10 janvier 1954[49], en l'honneur de ses faits militaires sur le front de Lorraine[4].

### Sources primaires
- Acte de naissance de Jean Urvoy à Dinan le 5 novembre 1898. Archives départementales des Côtes-d'Armor, registre des naissances de Dinan 1898.
- Extrait du bulletin de distribution solennelle des prix du Collège communal de Dinan. Le 13 juillet 1915, Jean Urvoy est admis à l'Ecole Normale de Saint-Brieuc. Collection de la bibliothèque municipale de Dinan.
- Fiche matricule militaire de Jean Urvoy (bureau de Saint-Brieuc-Dinan, classe 1918, registre 1 R 1550, matricule 647). Archives départementales des Côtes-d'Armor, 1 R 1550.
- Acte de mariage de Jean Urvoy et Herveline Le Scour célébré le 10 avril 1922 à Dinan. Archives municipales de Dinan.
- République Française, « Lois et Décrets : Ministère de l'Education Nationale, Officiers de l'instruction publique et Officiers d'académie », Journal officiel de la République française, no 0165, 14 juillet 1939, p. 9016.
- République Française, « Lois et décrets : Ministère de la Défense Nationale et des Forces Armées », Journal officiel de la République française, no 0007, 10 janvier 1954, p. 389.

### Sources secondaires
- Jean-Loup Avril, Mille bretons, préface de Michel Mohrt, Éditions Les Portes du Large, 496 p., 2002  (ISBN 2-914612-07-9), réédition en 2003  (ISBN 2-914612-10-9).
- Léo Kerlo et René Le Bihan, Peintres des côtes de Bretagne, La Côte-d'Émeraude, du Mont-Saint-Michel à Erquy, Tome I, Douarnenez, Éditions du Chasse-Marée Glénat, Nouvel Éd. 2003  (ISBN 2-9142-0807-3).
- Léo Kerlo et Jacqueline Duroc, Peintres des côtes de Bretagne, De la baie de Saint-Brieuc à Brest, Tome II, Douarnenez, Éditions Le Chasse-Marée, 2004  (ISBN 2-9142-0839-1).
- Jacques Georgel, Roger Vercel : 1894-1957, Éditions Apogée, 2006  (ISBN 9782843982101).
- Catherine Puget et Daniel Morane, L'estampe en Bretagne, 1880-1960 : [exposition, 18 mars-19 juin 2006], Musée de Pont-Aven, Musée de Pont-Aven, 2006  (ISBN 978-2-910128-37-1).
- Yves Coativy, Jean-Jacques Monnier, Le Trégor, Quimper, éditions Palantines, 2006.
- Collectif, Côte d'Émeraude. Saint-Malo, Dinan, Dinard, Cap Fréhel, Le Mont Saint-Michel, Collection Voyages Gallimard - Encyclopédies du voyage, Éditions Gallimard Loisirs, 2007  (ISBN 9782742417711).
- Collectif, Jean Urvoy et la Rance, Bibliothèque municipale de Dinan, Carte, 2008.
- Denise Delouche,  Les peintres de la Bretagne, Éditions Ouest France, 2016  (ISBN 2737369266).
- Philippe Le Stum, La Gravure sur Bois en Bretagne, 1850-2000, Spézet, Coop Breizh, 2018 (ISBN 9782843468216)

### Sources tertiaires

#### RevueLe Pays de Dinan
- François Aubry, « Personnalités inhumées à Dinan », dans Le Pays de Dinan, tome 13, 1993, p. 287-299.
- Martine Urvoy, « Jean Urvoy, 1898-1989, le passé retrouvé », dans Le Pays de Dinan, tome 17, 1997, p. 185-197.
- Jacques Petit, « Jean Urvoy (1898 - 1989)», dans Le Pays de Dinan, tome 18, 1998, p. 9-12.
- Martine Urvoy, « Histoire d'une amitié: Roger Vercel et Jean Urvoy », dans Le Pays de Dinan, tome 19, 1999, p. 79-86.
- Martine Urvoy, « Jean-Charles Contel (1897-1930), peintre et graveur, ami de Jean Urvoy », dans Le Pays de Dinan, tome 22, 2002, p. 187-195.
- Gaëlle et Jean-Paul Janvier, « Plaques commémoratives de Dinan », dans Pays de Dinan, tome 23, 2003, p. 327-372.
- Martine Urvoy, « Le Groupe des Sept », dans Le Pays de Dinan, tome 24, 2004, p. 107-139.
- Jean Urvoy, « 3 février 1907 : l'incendie des porches », dans Le Pays de Dinan, tome 26, 2006, p. 94-98.
- Jean Urvoy, « La Vieille Rivière », dans Le Pays de Dinan, tome 27, 2007, p. 90-93.
- Jean Urvoy, « Août 1914 », dans Le Pays de Dinan, tome 27, 2007, p. 203-206.
- Jean Urvoy, « La mort du juste », dans Le Pays de Dinan, tome 29, 2009, p. 21-30.
- Jean et Martine Urvoy, « Dans la tourmente de la guerre 1939-1945 », dans Le Pays de Dinan, tome 29, 2009, p. 21-34.

#### RevueAr Men
- Denise Delouche, « Jean Urvoy et Cancale », dans Ar Men, no 104, juillet 1999.
- Martine Urvoy, « Le peintre Jean Urvoy à Saint-Michel-en-Grève », dans Ar Men, no 145, mars-avril 2005.